# Antico Egitto

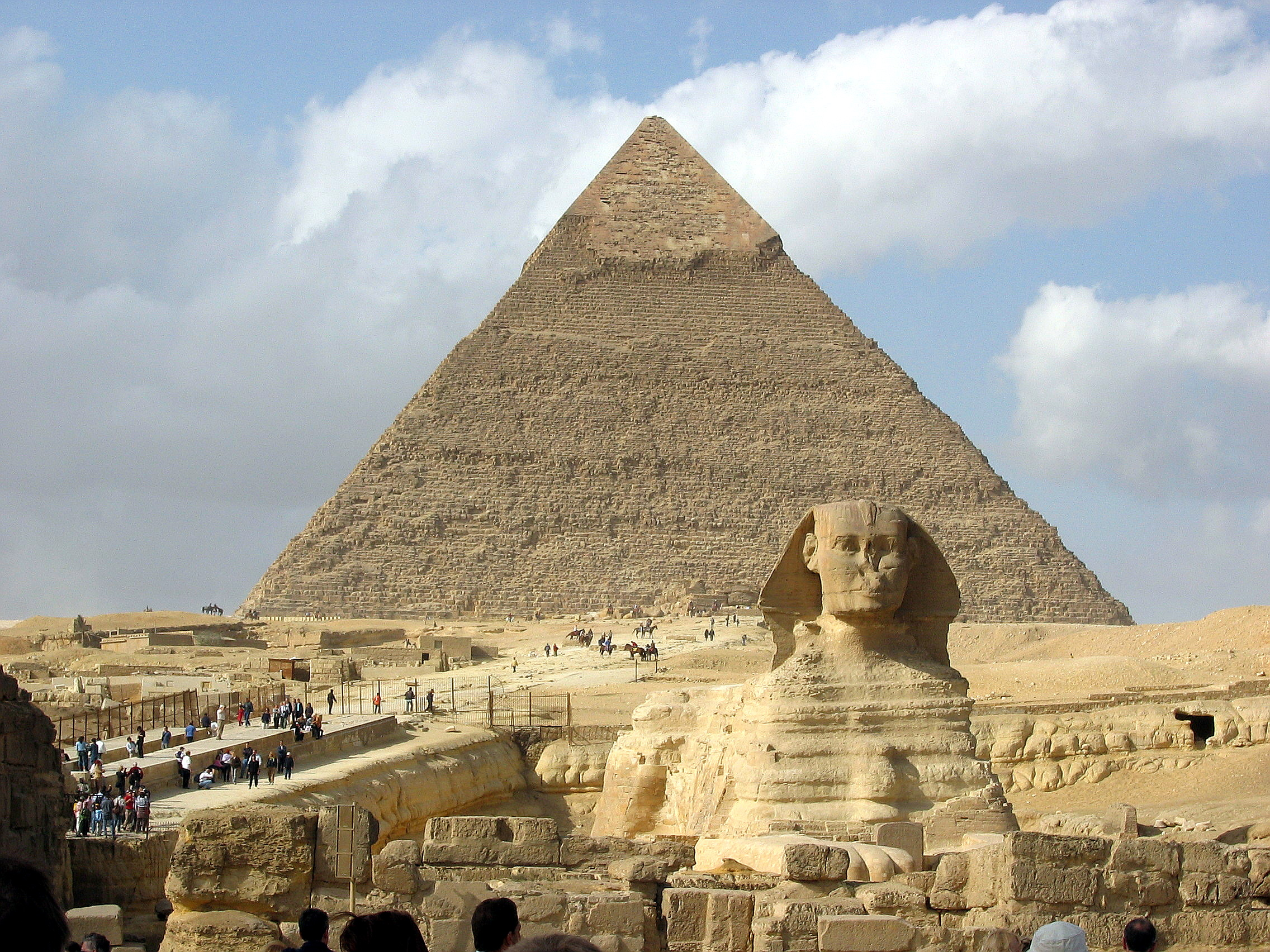
La Grande Sfinge e la Piramide di Chefren a Giza.

Con antico Egitto o antica civiltà egizia si intende la civiltà sviluppatasi lungo il fiume Nilo, dal delta nel Mar Mediterraneo a nord fino alle cateratte a sud, presso l'attuale confine tra Egitto e Sudan, per un'estensione totale di circa 1000 km. Benché il territorio fosse molto più vasto, comprendendo gran parte anche del deserto libico-nubiano, gli insediamenti umani, fin dai tempi più remoti, si svilupparono solo nella stretta fascia verdeggiante a ridosso delle rive del fiume larga, in alcuni punti, anche solo poche centinaia di metri.
Fin dal 3500 a.C., di pari passo con l'avvento dell'agricoltura, in particolare la coltivazione del grano, dell'orzo e del lino, si ha contezza di insediamenti umani specie lungo le rive del Nilo. Le piene annuali del fiume, infatti, favorivano la coltivazione anche con più raccolti annui grazie ai sedimenti, particolarmente fertili (limo), che il fiume, nel suo ritirarsi, lasciava sul terreno. Di conseguenza ciò comportò, fin dai tempi più remoti, la necessità di controllare, incanalare e conservare le acque onde garantirne il costante approvvigionamento, sia per il sostentamento umano, sia per quello del bestiame e delle piantagioni.
Non è da escludersi che proprio la complessa necessità di far fronte alle esigenze connesse con la gestione dell'agricoltura e, segnatamente, delle acque nilotiche, abbia favorito proprio il formarsi delle prime comunità su territori parziali tuttavia ben differenziati e politicamente e geograficamente individuabili. Tali entità, normalmente individuate con il termine greco di nomi, ben presto si costituirono in due distinte entità geopolitiche più complesse. Tale l'importanza del fiume Nilo, che attraversava tutto il paese, che anche le denominazioni di tali due macro-aree fanno riferimento al fiume: considerando che le sorgenti del Nilo, benché all'epoca non note, dovevano essere a sud, tale sarà l'Alto Egitto, mentre, di converso, l'area del delta, verso il Mediterraneo, sarà indicato come Basso Egitto.
Varie culture si susseguirono nella valle nilotica fin dal 3800 a.C. in quello che viene definito periodo predinastico. Un'entità embrionale di stato può riconoscersi, invece, a partire dal 3200-3100 a.C. con la I dinastia e l'unificazione delle due macro-aree che resteranno, tuttavia, sempre distinte, tanto che per tutta la storia del Paese i regnanti annovereranno tra i loro titoli quello di Signore delle Due Terre.
La storia dell'antico Egitto copre, complessivamente, circa quattromila anni, dal 3900 a.C. (con il periodo predinastico) al 342 a.C. (con il periodo tardo) e comprende, dal 3200 a.C., trenta dinastie regnanti riconosciute archeo-storicamente. A queste debbono esserne aggiunte altre, dette di comodo, giacché riferite, di fatto, non a governi autoctoni, bensì frutto di invasioni o di raggiungimento del potere da parte di regnanti stranieri. Avremo perciò una XXXI dinastia, costituita da re persiani, una XXXII dinastia macedone, che annovera un solo sovrano, Alessandro Magno, e una XXXIII dinastia, meglio nota come dinastia tolemaica, nata dallo smembramento dell'impero di Alessandro.
Anche molti imperatori romani, occupato l'Egitto, non disdegnarono di assumere il titolo di faraone con titolatura geroglifica.

## Storia
Il fiume Nilo è stato il fulcro della civiltà egizia per la grande maggioranza della sua storia. La fertile valle del Nilo diede ai suoi abitanti la possibilità di sviluppare un'economia stanziale basata sull'agricoltura e una società sempre più sofisticata e centralizzata che si rivelò uno dei fondamentali punti di partenza della storia della civiltà umana. I primi cacciatori-raccoglitori nomadi si stanziarono nella valle del Nilo verso la fine del Medio Pleistocene, circa 120 000 anni fa. Intorno alla fine del Paleolitico, infatti, l'arido clima nordafricano cominciò a divenire sempre più caldo e secco, costringendo le popolazioni a stabilirsi lungo le coste.

### Periodo predinastico

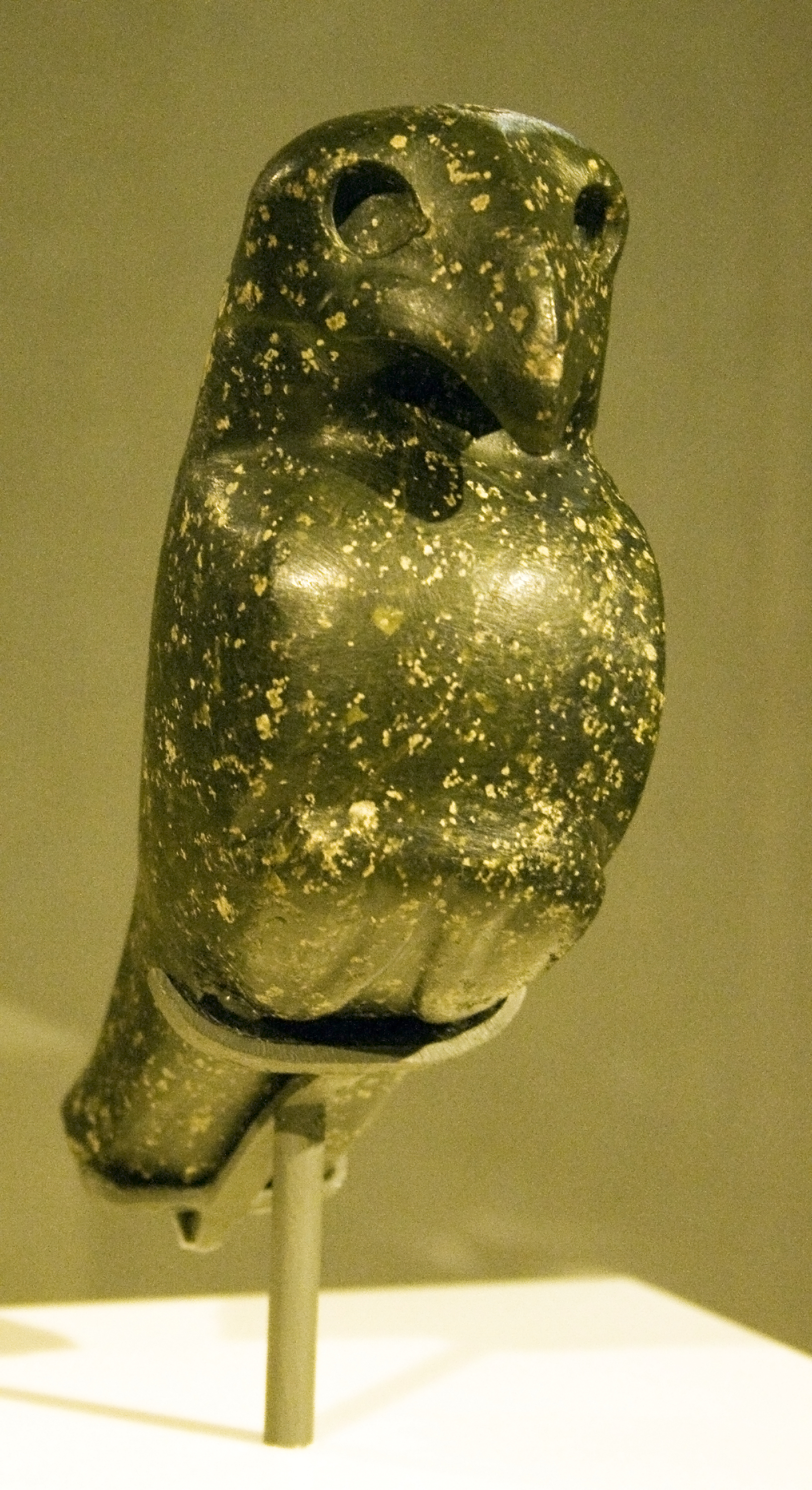
Statuetta di falco appollaiato risalente al Periodo predinastico dell'Egitto. Altes Museum, Berlino.

In epoca predinastica e arcaica, il clima in Egitto era molto meno arido rispetto a oggi. Ampie regioni del territorio erano occupate da una savana boscosa e attraversate da mandrie di ungulati che pascolavano liberamente. La flora e la fauna erano di gran lunga più rigogliose e prolifiche in ogni porzione del territorio; doveva esserci una folta popolazione di uccelli acquatici. La caccia era destinata a diventare una pratica molto comune fra gli Egizi ed è questo il periodo in cui la maggior parte degli animali fu addomesticata per la prima volta.
Intorno al 5500 a.C. una serie di popolazioni stanziate lungo il corso del Nilo andò sviluppandosi in una serie di culture perfettamente in grado di padroneggiare l'agricoltura e l'allevamento e distinguibili l'una dall'altra grazie alla lavorazione della ceramica e di effetti personali come pettini, braccialetti e perline. La più grande di queste culture, nell'Alto Egitto (la parte meridionale), fu la Cultura di Badari, originatasi probabilmente nel deserto occidentale; è specialmente nota per l'alta qualità delle sue ceramiche e dei suoi utensili in pietra, e per l'uso del rame.

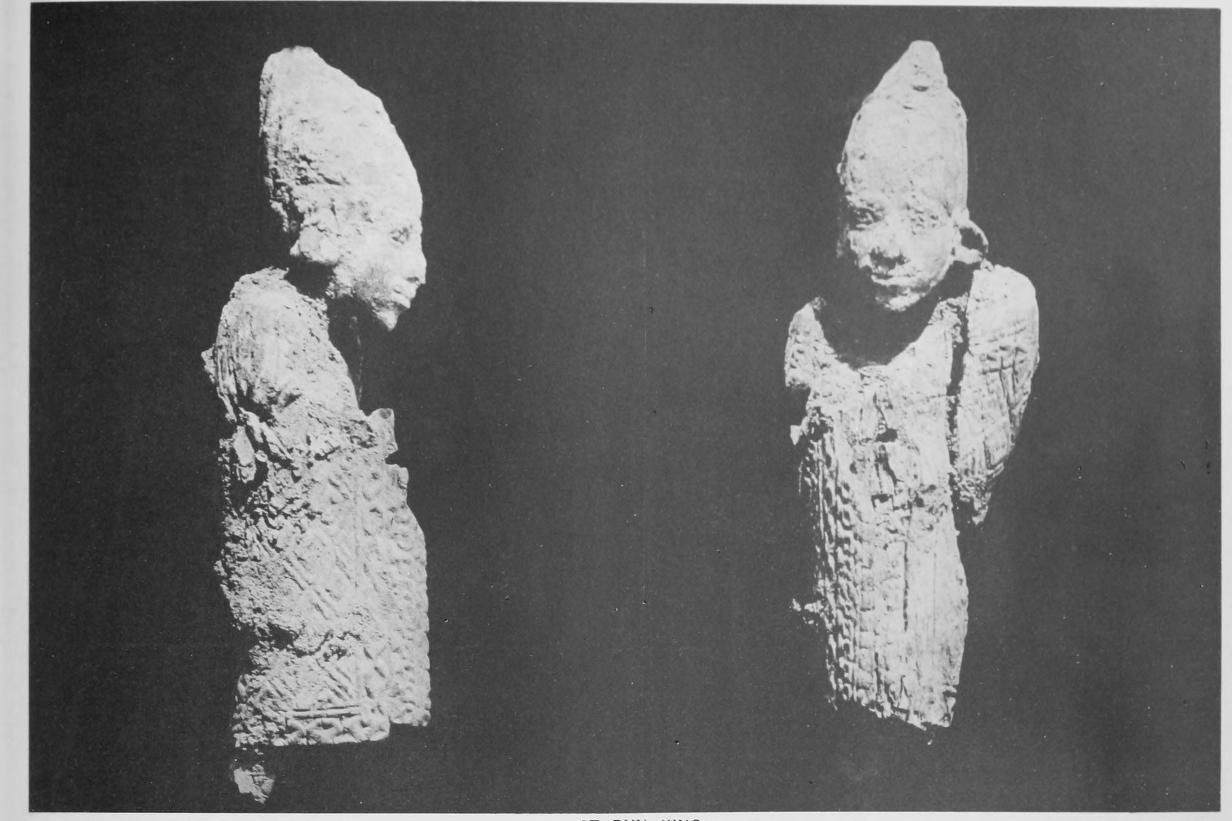
Statuetta di un anonimo faraone arcaico, in avorio. British Museum, Londra.

Alla Cultura di Badari seguirono le Culture di Naqada I (anche "Amraziana") e Naqada II (anche "Gerzeana"), le quali portarono una serie di innovazioni tecnologiche. Fu all'epoca della Cultura di Naqada I che gli Egizi predinastici importarono per la prima volta l'ossidiana - utilizzata per fabbricare lame - dall'Etiopia. All'epoca della Cultura di Naqada II, invece, risalgono le prime tracce di contatti con il Vicino Oriente antico, in particolare con la Cananea e la costa di Biblo. Nel giro di un millennio, la Cultura di Naqada si sviluppò e crebbe: fu così che da piccole comunità agricole ebbe origine una potente civiltà i cui capi detenevano il pieno controllo della popolazione e delle risorse della valle del Nilo. Stabilendo il potere centrale a Ieracompoli, poi ad Abido, i sovrani della Cultura di Naqada III espansero il loro dominio a settentrione lungo il corso del fiume; strinsero rapporti commerciali a meridione con la Nubia, a occidente con le oasi del Deserto occidentale e a oriente con le Culture del Mediterraneo orientale e del Vicino Oriente. 
Le sepolture regali nubiane a Qustul hanno restituito manufatti recanti i primi esempi conosciuti di simboli dinastici egizi come la corona bianca (hedjet) e il falco. Le Culture di Naqada produssero diversi tipi di manufatti e di beni materiali, il che indica il potere e la ricchezza crescenti dell'élite, così come effetti personali quali pettini, statuette, ceramiche dipinte, vasi in pietra con decorazioni d'alta qualità, tavolette a uso cosmetico e gioielli in oro, lapis e avorio; si ebbe inoltre la creazione di una ceramica smaltata nota come faience, ancora in uso 5000 anni dopo, durante la dominazione romana dell'Egitto, per decorare coppe, amuleti e statuette. Verso la fine della fase predinastica, la Cultura di Naqada si servì di simboli scritti destinati a originare il completo sistema geroglifico e, di conseguenza, la antica letteratura egizia.

### Periodo arcaico (ca. 3050 - 2686 a.C.)

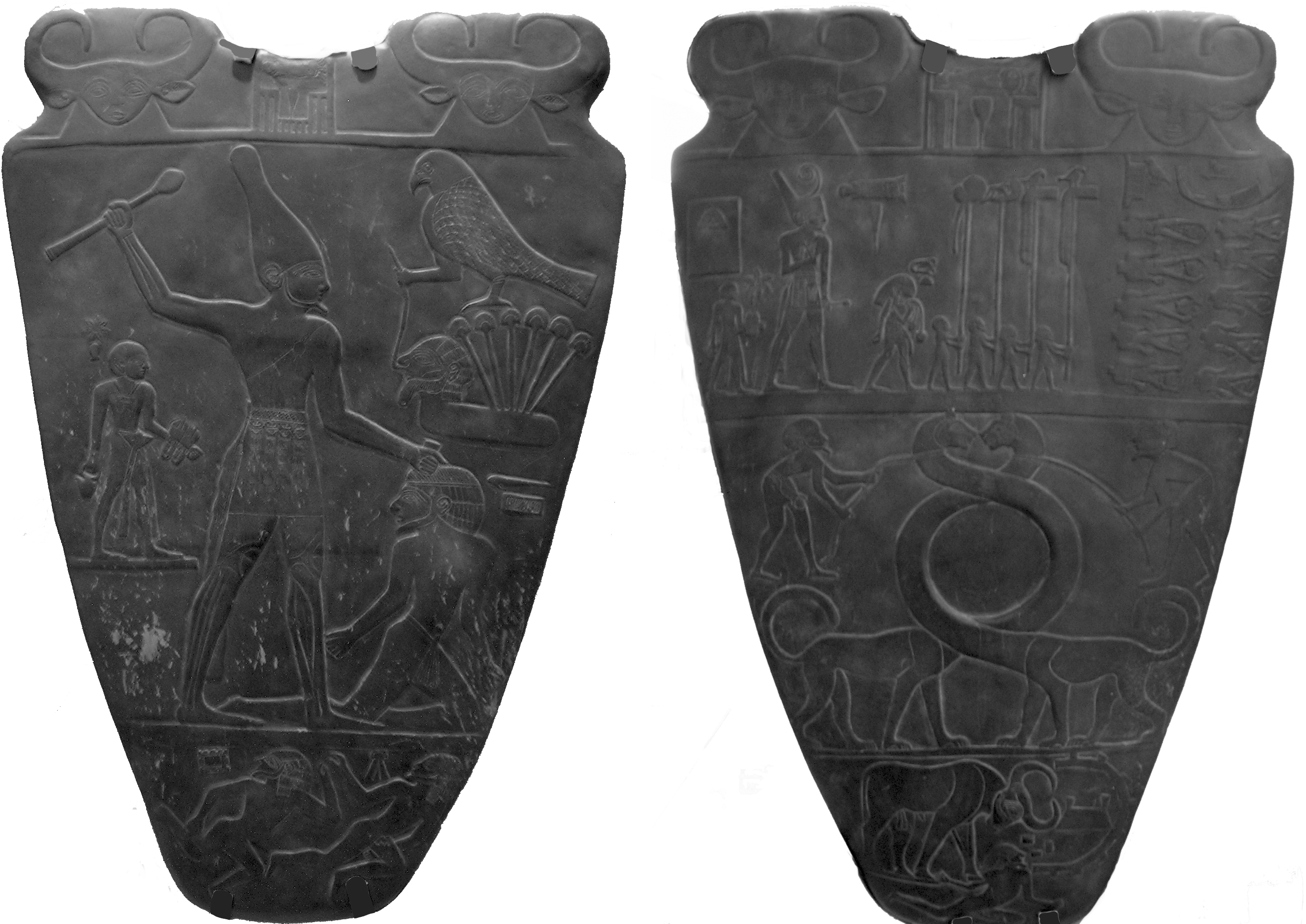
La Tavoletta di Narmer rappresenta l'unificazione dell'Alto e del Basso Egitto. Museo egizio del Cairo.

Il periodo arcaico dell'Egitto coincise, all'incirca, con l'inizio della civiltà sumero-accadica in Mesopotamia e con la civiltà di Elam. Manetone, sacerdote e storico egizio d'epoca ellenistica (III secolo a.C.), raggruppò la lunghissima serie dei faraoni, a partire dall'arcaico Narmer (anche Menes), in trenta dinastie; il suo sistema è tuttora in uso. Manetone scelse di far coincidere l'inizio della storia faraonica con il re chiamato "Meni" (Μήνης, Menes in greco), ritenuto il primo riunificatore dei due regni dell'Alto e del Basso Egitto intorno al 3100 a.C.

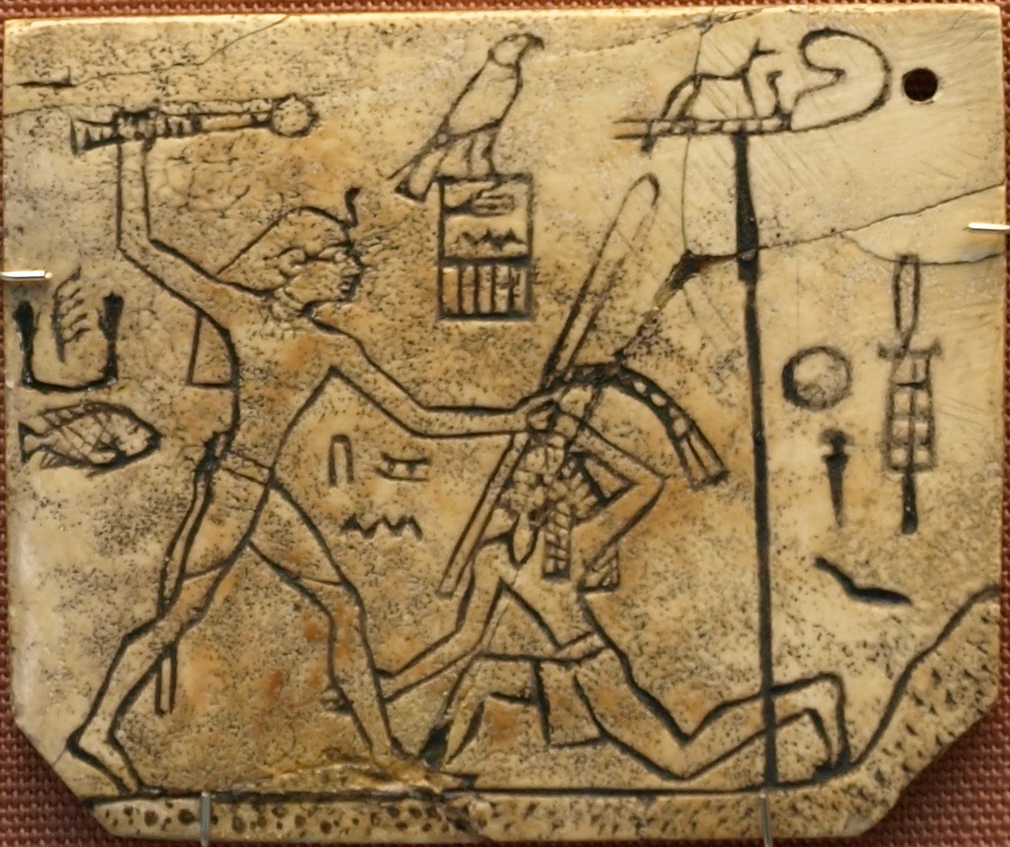
La Targhetta MacGregor, in avorio, raffigurante l'arcaico faraone Den che abbatte un nemico. British Museum, Londra.

La transizione verso un unico Stato unitario avvenne, nella realtà, molto più gradualmente di quanto credevano gli antichi scrittori egizi; non esistono prove archeologiche coeve dell'esistenza di un re di nome "Meni". Alcuni studiosi ritengono, però, di poter identificare il leggendario "Meni" con il faraone arcaico Narmer, che compare rivestito dei regalia su una celebre tavoletta cerimoniale, in un simbolico atto di unificazione. Ancora in epoca predinastica, intorno al 3150 a.C., il primo faraone dinastico stabilì il proprio controllo sul Basso Egitto ponendo la propria capitale a Menfi, da dove avrebbe potuto supervisionare la forza lavoro e l'agricoltura nel fertile Delta del Nilo, così come le redditizie ma rischiose rotte commerciali verso il Levante. 
L'autorità e il potere sempre crescenti dei faraoni del Periodo arcaico si riflettono nelle loro elaborate mastabe sepolcrali e nelle altre architetture funerarie ad Abido, ove i re erano oggetto di un culto divino dopo la loro morte. La forte istituzione monarchica sviluppata da vari faraoni servì a legittimare il controllo dello Stato sulla terra, le opere pubbliche e le risorse necessarie per la sussistenza e la crescita dell'antica civiltà egizia.

### Antico Regno (2686 - 2181 a.C.)
Enormi progressi nell'architettura, nell'arte e nella tecnologia si ebbero durante l'Antico Regno, come risultato di un sensibile incremento della produzione agricola e del conseguente aumento demografico - il tutto controllato da un'amministrazione centrale sofisticata. Alcuni dei più notevoli e celebri monumenti della civiltà egizia, come le Piramidi di Giza, la Grande Sfinge di Giza e la Statua di Chefren in trono, risalgono a questo periodo. Sotto la direzione del visir, gli amministratori statali raccoglievano le tasse, coordinavano i piani d'irrigazione necessari all'aumento della resa agricola, arruolavano i sudditi destinati alla costruzione delle opere pubbliche e presiedevano la giustizia.

Unitamente all'accresciuto prestigio del governo centrale, si affermò una nuova classe di scribi e funzionari altamente qualificati cui il faraone assegnava possedimenti in cambio dei loro servigi. I faraoni facevano inoltre concessioni terriere ai propri culti funerari e ai templi locali, con il fine di assicurare a queste istituzioni le risorse necessarie al culto post-mortem del sovrano stesso. Gli egittologi ritengono che tale pratica, continuata per ben cinque secoli, abbia lentamente consumato il potere economico e la ricchezza della casa reale, al punto di non poter più reggere efficientemente il peso di un'amministrazione centrale a tal punto sviluppata. I governatori locali, chiamati nomarchi, cominciarono a sfidare l'autorità del faraone, la cui potenza stava gradualmente diminuendo. Questa crisi interna, tra il 2200 a.C. e il 2150 a.C., unita a gravi siccità ed eventi climatici disastrosi, gettò l'Egitto in centocinquant'anni di carestia e guerre civili: il cosiddetto Primo periodo intermedio. 

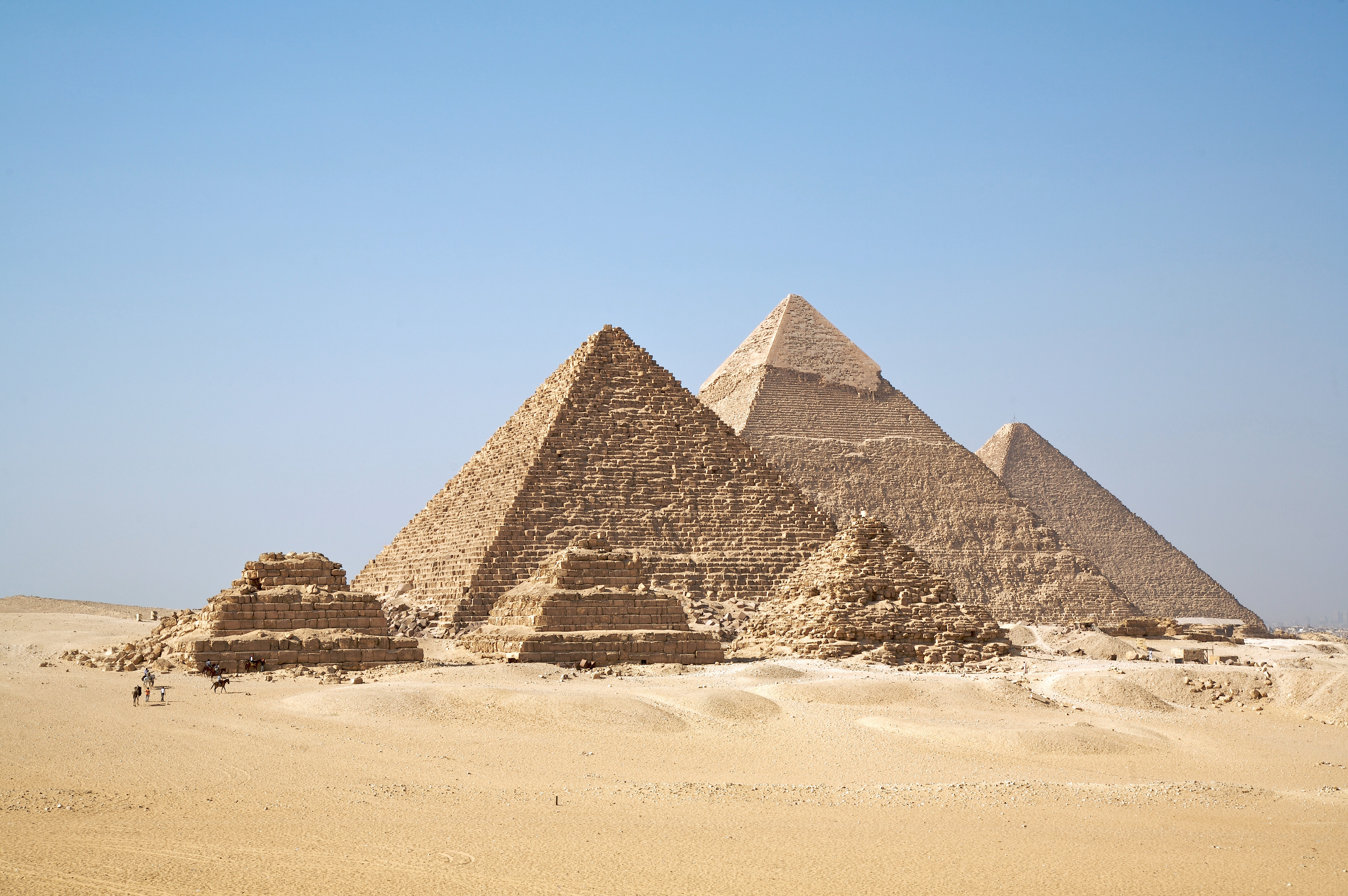
Le Piramidi di Giza, risalenti alla IV dinastia egizia.
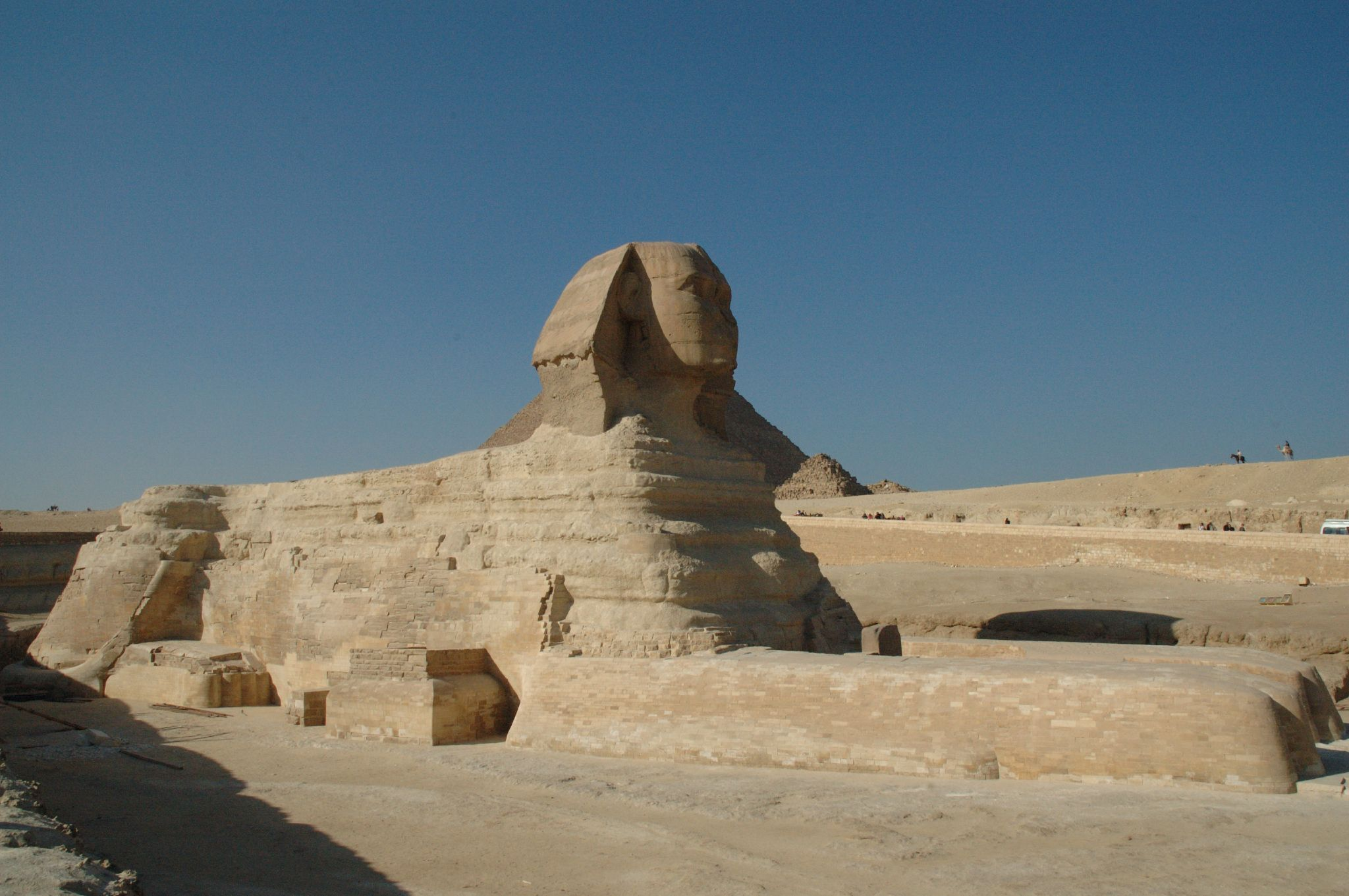
La Grande Sfinge di Giza, risalente alla IV dinastia egizia.
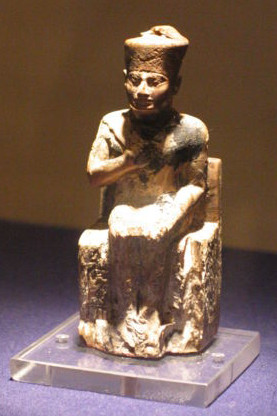
Statuetta di Cheope in trono, in avorio, risalente, forse[28], alla IV dinastia egizia. Museo egizio del Cairo.
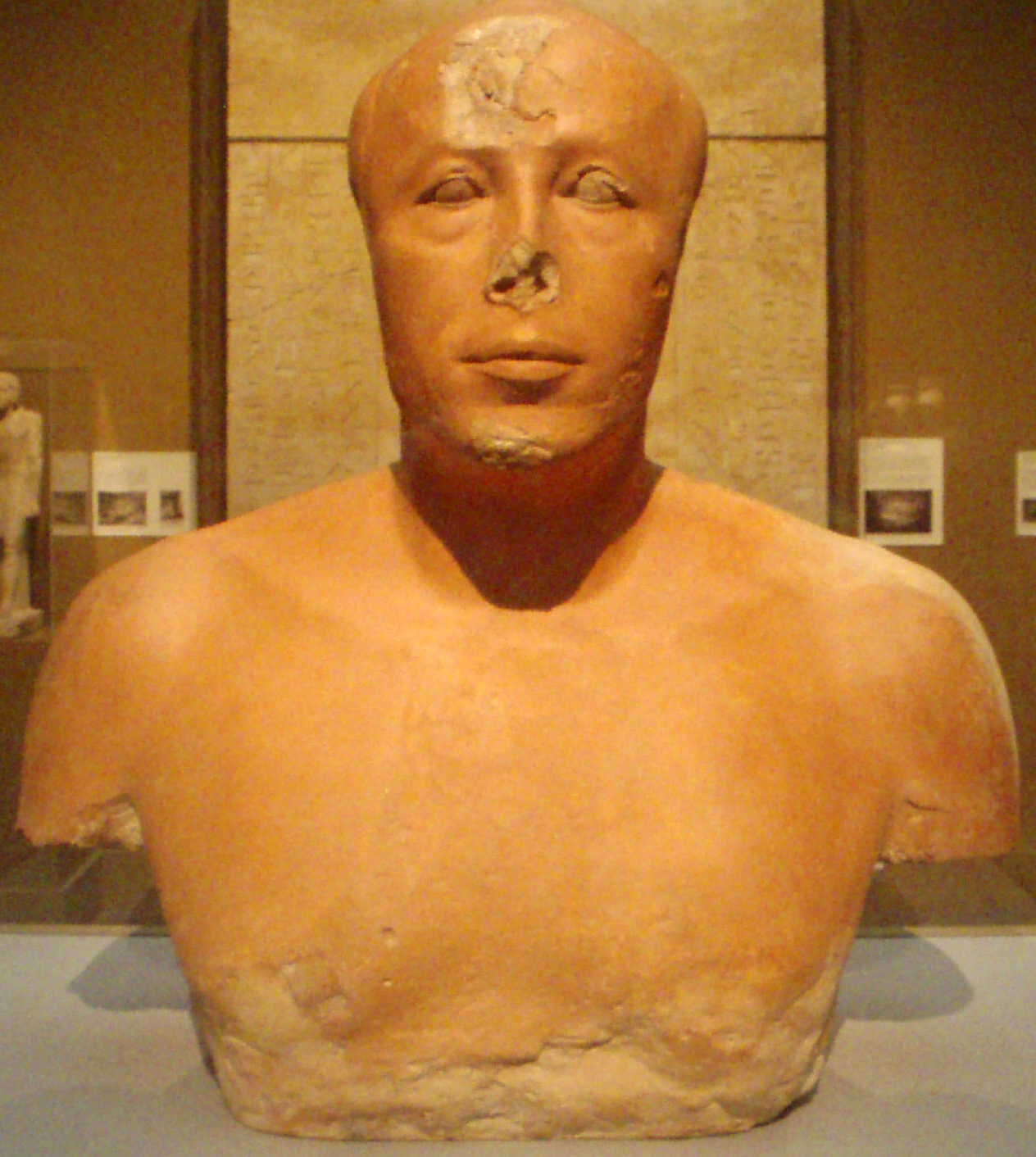
Busto del principe Ankhhaf, figlio di Cheope. Museum of Fine Arts, Boston.
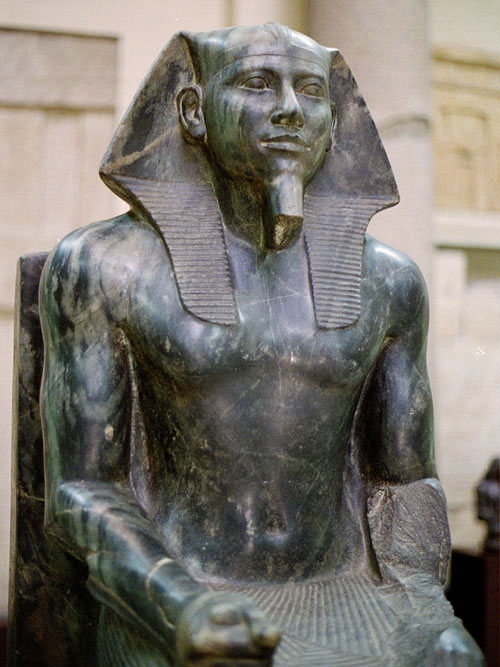
Dettaglio della Statua di Chefren in trono (JE 10062), in diorite, risalente alla IV dinastia egizia. Museo egizio del Cairo.
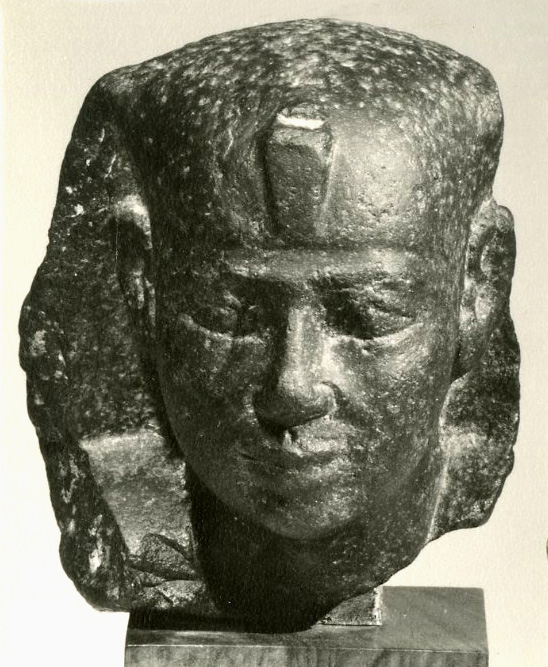
Probabile testa di Pepi II Neferkara, ultimo grande faraone dell'Antico Egitto. Metropolitan Museum of Art, New York.

### Primo periodo intermedio (2181 - 2050 a.C.)

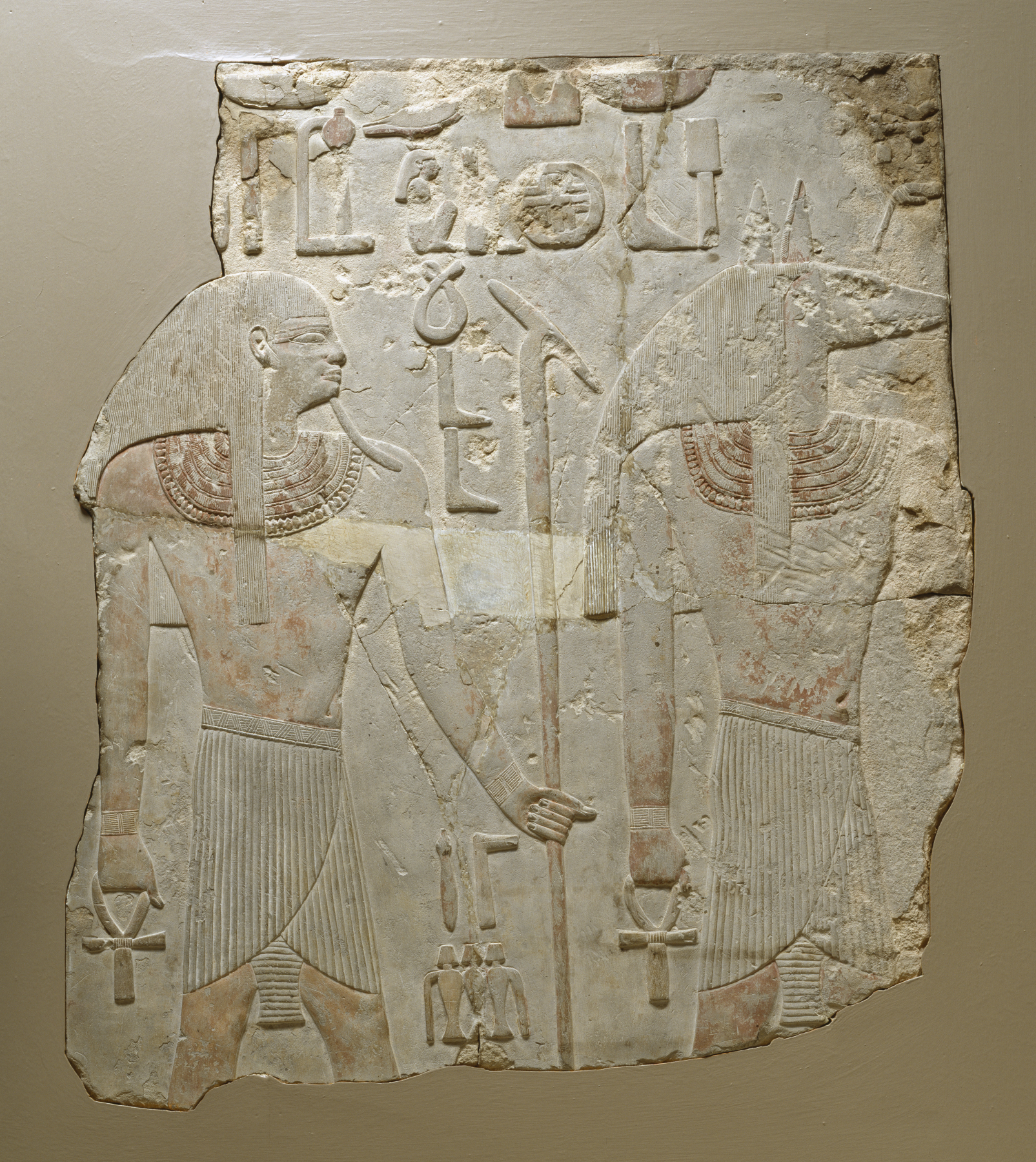
Rilievo degli dei Geb e Upuaut, risalente al Primo periodo intermedio. Walters Art Museum, Baltimora.

Dopo il collasso del governo centrale egizio e la fine dell'Antico Regno, l'amministrazione non poté più supportare o stabilizzare l'economia del Paese, né i governatori locali poterono più contare sul faraone per un supporto in tempo di crisi: la carenza di generi alimentari, così come le controversie politiche, degenerarono presto in carestie e guerre civili su minuscola scala. Tuttavia, a dispetto della grave situazione interna, i capi locali, che non dovevano più tributi al faraone, si servirono della loro effettiva indipendenza per dare vita a una fiorente cultura provinciale. Disponendo ora del completo controllo delle proprie risorse, le province si arricchirono sensibilmente - come dimostrano le opulente sepolture della élite e quelle via via più pregiate degli esponenti delle altre classi sociali. In un fiorire di creatività, gli artigiani provinciali adattarono motivi culturali precedentemente limitati al faraone dell'Antico Regno e alla sua stretta cerchia e gli scribi svilupparono temi, idee e stili letterari che andarono a esprimere l'originalità e l'ottimismo del periodo.
Slegati, all'atto pratico, da ogni vincolo di fedeltà al faraone, i governanti locali finirono col competere l'uno con l'altro per il controllo territoriale e il potere politico. Intorno al 2160 a.C., i signori di Ieracompoli potevano vantare un'egemonia sul Basso Egitto (il nord del Paese), mentre la rivale famiglia di Antef I, cioè l'XI dinastia, assunse il controllo dell'Alto Egitto governando, di fatto, da Tebe. I discendenti di Antef I, Antef II e Antef III accrebbero il proprio potere e la propria autorità, e lo scontro fra le due dinastie che si spartivano il Paese divenne inevitabile. Nel 2055 a.C. circa le forze tebane guidate dal faraone Nebhepetra Mentuhotep II sbaragliarono definitivamente la dinastia eracleopolitana, riunificando le Due Terre. Si inaugurò un periodo di rinascenza economica e culturale noto come Medio Regno.

### Medio Regno (2050 - 1690 a.C.)
I faraoni del Medio Regno ristabilirono la prosperità e la stabilità dell'Egitto, stimolando inoltre una rinascenza delle arti, della letteratura e dell'architettura di carattere monumentale. Mentuhotep II e i suoi successori (XI dinastia) regnarono da Tebe, ma il visir Amenmehmat assunse il potere intorno al 1985 a.C. divenendo faraone come Amenemhat I e dando origine alla XII dinastia egizia, una delle più gloriose della storia egizia. Amenemhat I spostò la capitale a Ity Tawy (per intero Amenmehmat-Ity-Tawy, che significa "Amenemhat Dominatore delle Due Terre"), nella regione del Fayyum. Da Ity Tawy i sovrani della XII dinastia presiedettero alla sottrazione al mare di diverse terre e alla progettazione di diversi piani di irrigazione per incrementare la resa agricola della zona. L'esercito riconquistò i territori della Nubia, ricchi di miniere d'oro e d'altre materie preziose, mentre nella zona orientale del Delta furono edificate strutture difensive a tutela delle frontiere.
Con la situazione sociopolitica e militare stabilizzata dal potere faraonico e con l'afflusso di ricchezza dai giacimenti d'oro nubiani e dalle coltivazioni del Paese, la popolazione, l'arte e la cultura egizie andarono incontro a una fioritura. In contrasto con l'atteggiamento elitario dell'Antico Regno nei confronti della religione, il Medio Regno vide un incremento delle espressioni di pietà personale, oltre a una sorta di "democratizzazione" dell'aldilà (Duat): si riteneva ora che ogni individuo possedesse uno spirito destinato, dopo la morte, alla vita eterna nella compagnia degli dèi. La letteratura del Medio Regno sviluppò tematiche sofisticate espresse in uno stile eloquente o intimistico. I rilievi e la ritrattistica scultorea del periodo furono in grado di catturare dettagli sottili e individuali, raggiungendo nuove vette di perfezione tecnica.

L'ultimo grande faraone del Medio Regno, Amenemhat III, permise ad alcune popolazioni cananee d'origine semitica di stanziarsi nella zona orientale del Delta del Nilo: reclutò così una nuova ingente forza lavoro per le attività minerarie e per i progetti architettonici del proprio regno. Tali imprese ambiziose, tuttavia, coincisero, verso la fine del regno di Amenemhat III, con gravi straripamenti del Nilo che provarono l'economia del Paese e avviarono un lento declino destinato a sfociare, all'epoca della XIII e XIV dinastia, nel Secondo periodo intermedio. Sfruttando tale decadenza, i Cananei stabilitisi nel Delta del Nilo presero il controllo della regione, per poi imporre la propria egemonia su gran parte del territorio egizio; furono in seguito indicati con il termine "Hyksos". 

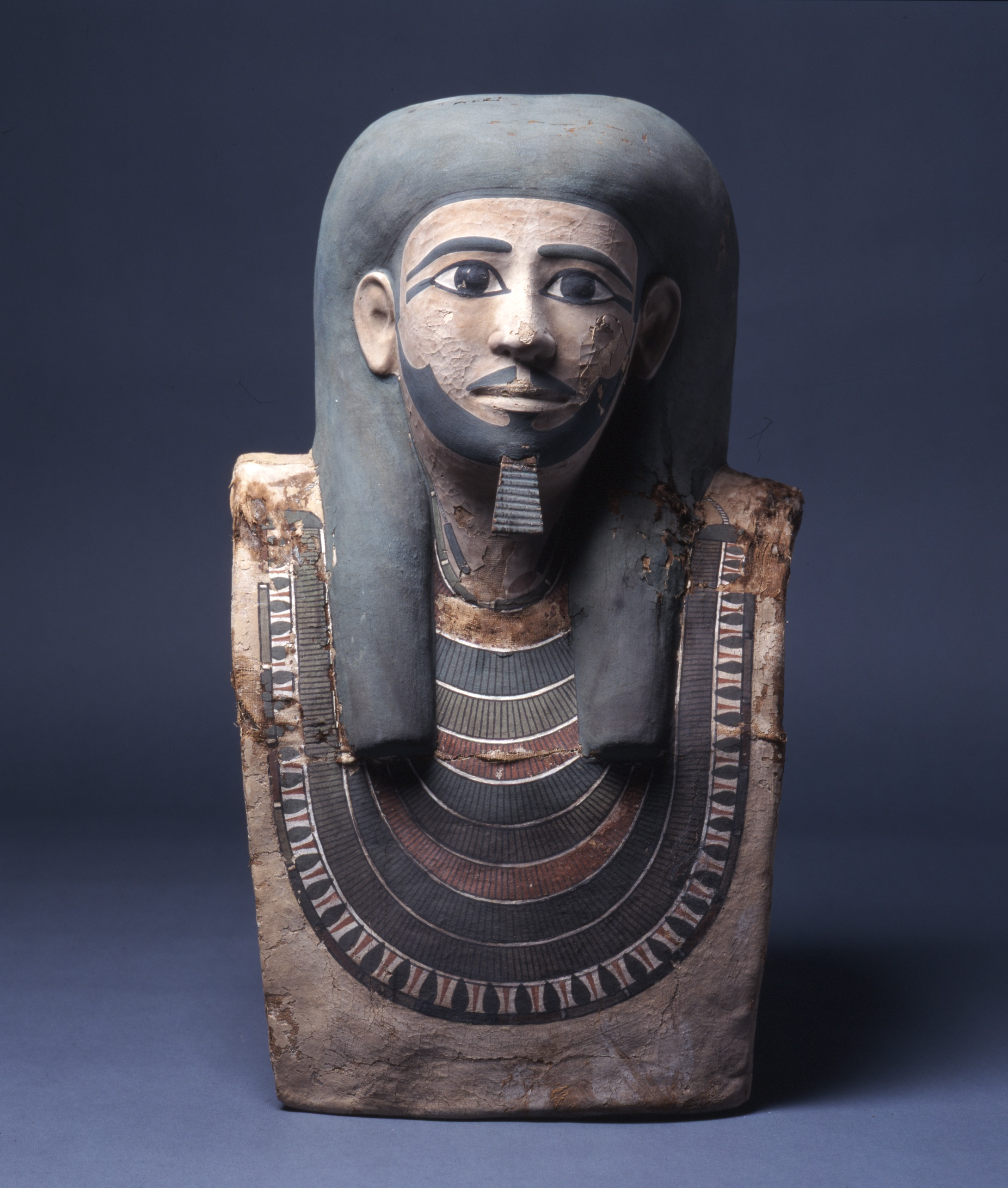
Maschera funeraria del funzionario Gemniemhat, attivo tra la XI e XII dinastia egizia. Ny Carlsberg Glyptotek, Copenaghen.
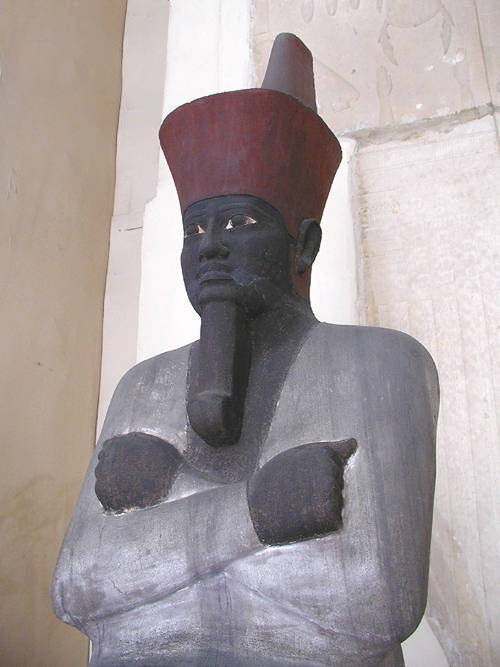
Statua osiriforme di Mentuhotep II della XII dinastia egizia, in arenaria dipinta. Museo egizio del Cairo.
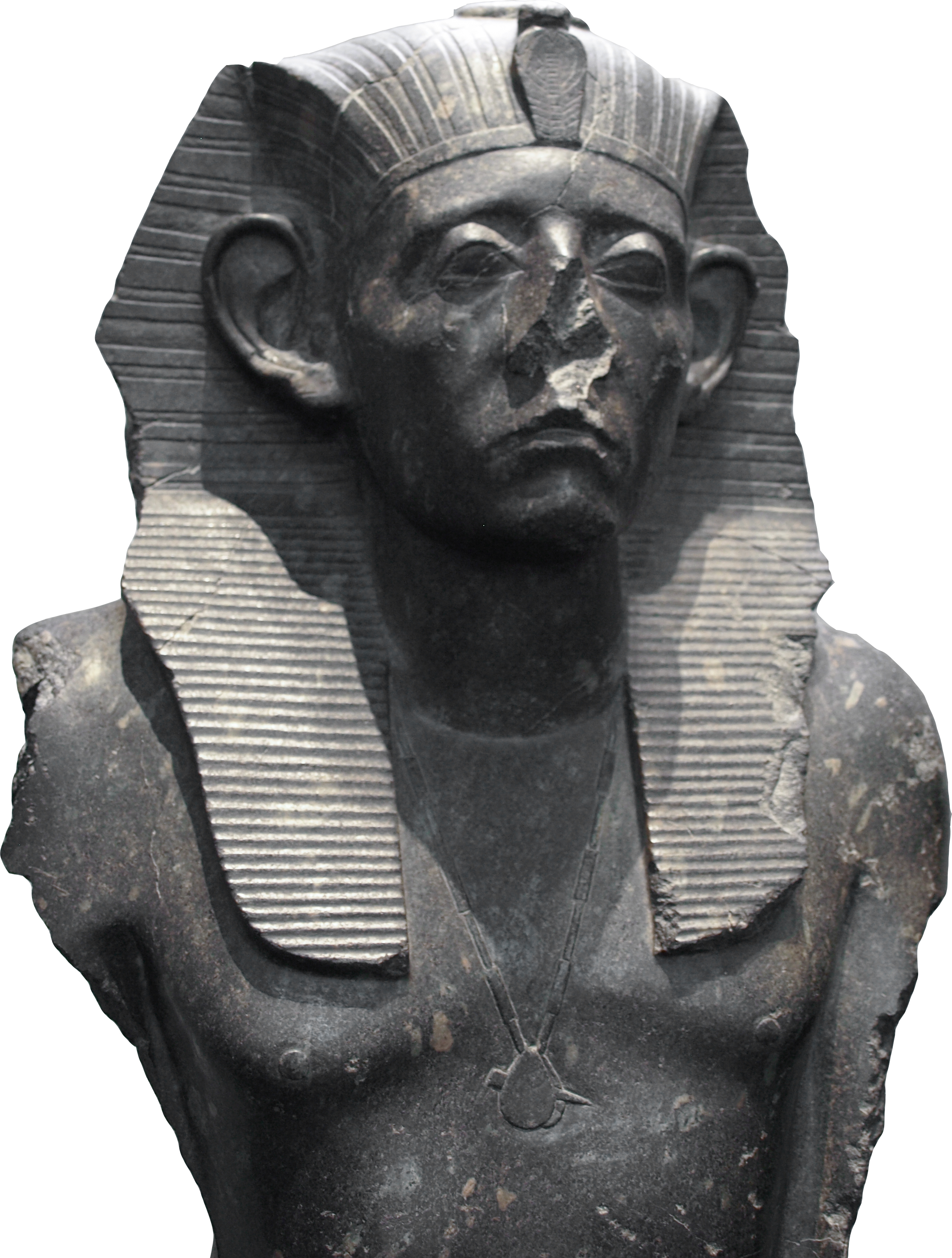
Statua di Sesostri III, il più potente sovrano del Medio Regno, in granito. British Museum, Londra.
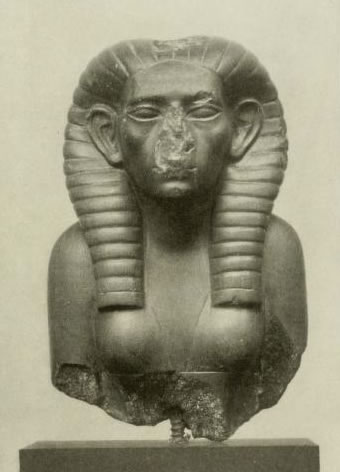
Busto di Nefrusobek della XII dinastia egizia, in grovacca, distrutta durante la Seconda guerra mondiale. Già all'Altes Museum, Berlino
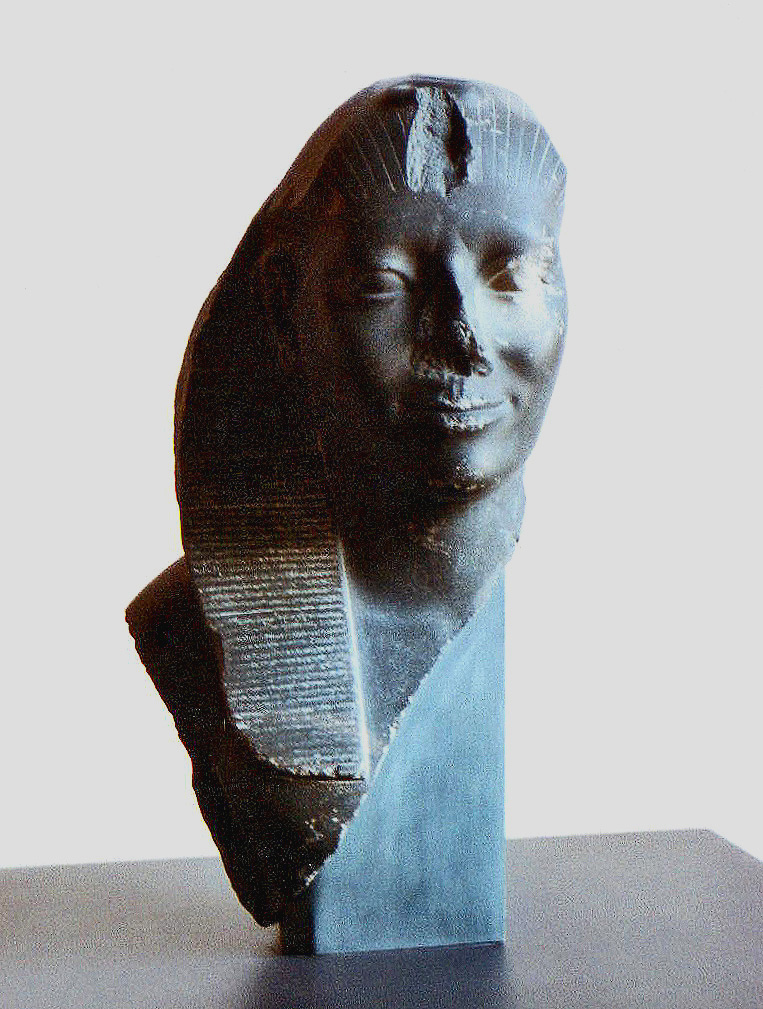
Busto di Amenemhat V della XIII dinastia egizia in scisto - una delle migliori creazioni artistiche del periodo[39]. Kunsthistorisches Museum, Vienna.
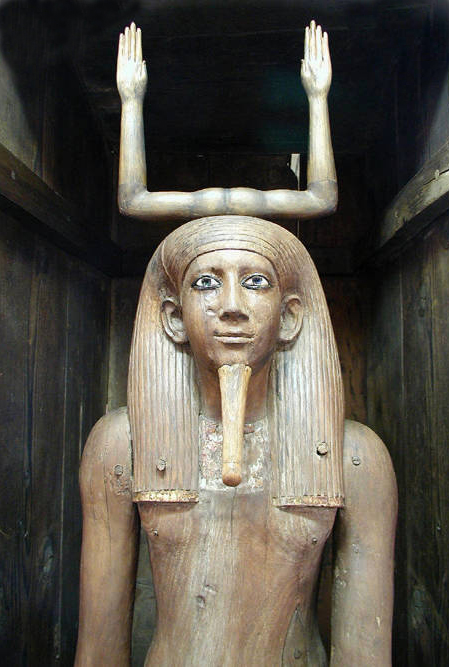
Statua del ka di Hor I della XIII dinastia egizia, in legno, cristallo di rocca e quarzo. Museo egizio del Cairo.

### Secondo periodo intermedio (1690 - 1549 a.C.) e gli Hyksos

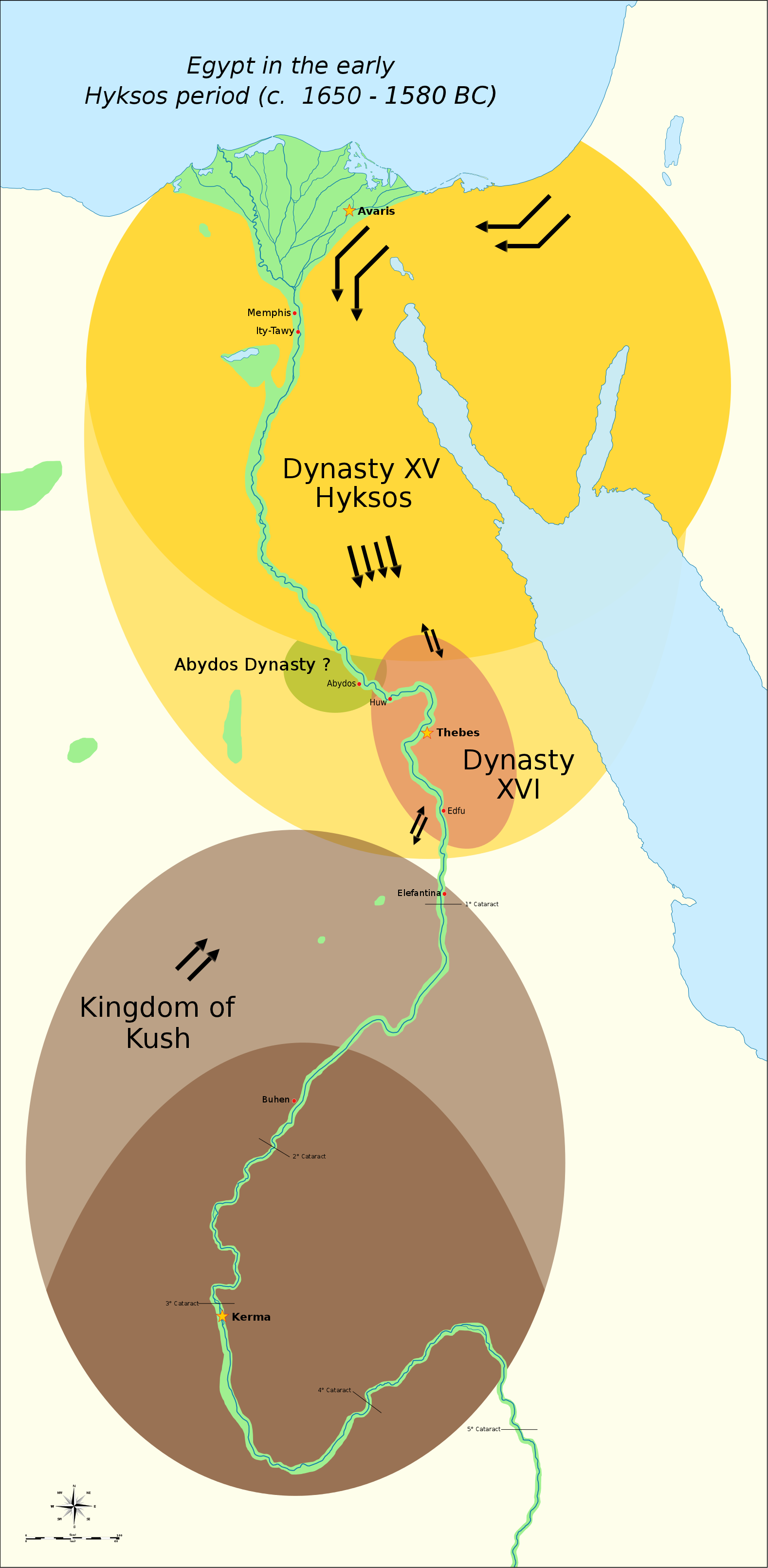
La grave situazione politica del Secondo periodo intermedio (ca. 1650 - 1550 a.C.).

Quando, intorno al 1785 a.C., il potere faraonico andò incontro a un nuovo periodo di crisi, una popolazione asiatica, gli Hyksos, si era già stabilita nella città nord-orientale di Avaris; gli Hyksos estesero il proprio dominio su gran parte dell'Egitto, occupandolo, e costringendo il potere centrale a ritirarsi a Tebe. Il faraone cominciò a essere trattato come un vassallo a cui era richiesto il pagamento di un tributo. Gli Hyksos ("Sovrani stranieri") si appropriarono del modello di governo egizio e i loro re pretesero il trattamento di faraoni, mescolando la propria cultura con elementi egizi; come altri invasori, introdussero nella valle del Nilo nuove tecniche militari, fra cui l'arco composito e il carro da guerra.

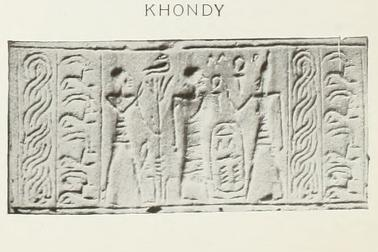
Sigillo cilindrico attribuito al re hyksos Khamudi, ultimo occupante del Basso Egitto, sconfitto da Ahmose I. Museo egizio del Cairo.

Dopo l'arretramento, la dinastia di Tebe si sentì intrappolata fra gli occupanti Hyksos a settentrione e i loro alleati nubiani, i Kushiti, a meridione. Dopo anni di vassallaggio, Tebe dispose di forze sufficienti per sfidare gli Hyksos in un conflitto che durò più di trent'anni, terminando solamente intorno al 1550 a.C. I faraoni Seqenenra Ta'o e Kamose riuscirono a sconfiggere i Nubiani, ma non gli Hyksos - impresa che riuscì al successore di Kamose, Ahmose I, abile condottiero di una serie di campagne vittoriose che debellarono definitivamente la presenza degli Hyksos dal suolo egizio. Ahmose I diede origine a una nuova dinastia, la XVIII. Nel Nuovo Regno così inauguratosi, la guerra divenne una delle principali occupazioni dei faraoni, i quali espansero enormemente i confini dell'Egitto nel tentativo di imporre la propria supremazia sul Vicino Oriente antico.

### Nuovo Regno (1549 - 1069 a.C.)
I faraoni del Nuovo Regno diedero vita a un'epoca di ineguagliato splendore rendendo sicuri i confini e intessendo fervide relazioni diplomatiche con potenze vicine quali l'Impero mitannico, l'Assiria e la Cananea. Le campagne militari guidate da Thutmose I e dal nipote Thutmose III estesero l'autorità faraonica sul più vasto impero che l'Egitto avesse mai posseduto; fra i loro regni, il controverso interludio della regina Hatshepsut si rivolse alla pace e restaurò le relazioni commerciali interrotte dall'occupazione degli Hyksos (tuttavia anche con lei si ebbero espansioni territoriali).
Alla morte di Thutmose III, nel 1425 a.C., l'Egitto si estendeva dalla Siria nord-orientale alla quarta cateratta del Nilo in Nubia (odierno Sudan) ed era aperto a importazioni di ogni genere, fra cui il bronzo e il legname. I faraoni del Nuovo Regno intrapresero monumentali campagne edilizie, soprattutto in onore del dio nazionale Amon, il cui culto si basava sulla capitale Tebe. Eressero inoltre architetture per esaltare le proprie imprese, sia reali che immaginarie. Quello di Karnak, a Tebe, è il più grande tempio egizio mai costruito. Lo stesso regno di Hatshepsut, durato ventidue anni, fu uno dei vertici della grandeur dell'epoca. Il suo regno fu segnato da successi memorabili: una lunga pace, ricchi progetti edilizi, una spedizione commerciale nel Paese di Punt, la ricostituzione dei traffici commerciali dopo la fine del Secondo periodo intermedio, ricchi progetti edilizi come il elegante Tempio funerario, una coppia di giganteschi obelischi e una cappella a Karnak. A dispetto di tali traguardi, il pronipote Amenofi II operò una manomissione di molti suoi monumenti.
Intorno al 1350 a.C. la stabilità del Nuovo Regno andò incontro a una grave crisi quando Amenofi IV salì al trono e promulgò una serie di riforme radicali e caotiche. Cambiando il proprio nome in "Akhenaton", il re propagò il culto di un dio secondario, Aton, quale divinità suprema, abbandonò le divinità tradizionali e si rivolse polemicamente contro il Tempio di Amon - il cui strapotere poteva rivaleggiare con l'autorità faraonica. Spostando la capitale nella nuova città di Akhetaton, da lui fondata ex-novo, Akhenaton voltò negligentemente le spalle alla situazione politica dei domìni levantini del Paese. Avviò inoltre un nuovo stile artistico. Il culto di Aton fu abbandonato negli anni successivi alla morte di Akhenaton: il clero di Amon riacquisì il proprio potere e riportò a Tebe la capitale. I successori Tutankhamon, Ay e Horemheb cercarono di eliminare ogni riferimento al turbolento regno di Akhenaton.
Nel 1279 a.C. fu incoronato Ramses II "il Grande", destinato a edificare più templi, erigere più colossi, monumenti e obelischi e generare più figli di ogni altro sovrano egizio. Valente condottiero, Ramses II guidò il proprio esercito contro gli Ittiti nella gigantesca battaglia di Qadeš, per poi firmare il primo trattato di pace della storia. Le armate Egizie ed Ittite non furono mai in grado di prevalere una sull'altra ed entrambi gli eserciti temevano l'aggressività del Medio Impero assiro: così gli Egizi abbandonarono il Vicino Oriente mentre gli Ittiti furono lasciati a confrontarsi con gli Assiri e con i Frigi.

La ricchezza dell'Egitto persuase varie popolazioni a cercare d'invaderlo, in particolare i Berberi da ovest e i Popoli del Mare, una presunta confederazione di predoni del mare, particolarmente agguerriti, provenienti dall'Europa meridionale, specialmente dal Mar Egeo. Le forze egizie furono in grado di respingerne l'invasione, ma l'Egitto perse i territori della Cananea meridionale, che caddero in mano assira. La tensione provocata da una situazione estera tanto turbolenta fu esacerbata da problemi interni come la corruzione, la razzia delle tombe e il malcontento popolare. Dopo aver ristabilito il proprio potere con la restaurazione seguita alla morte di Akhenaton, i Sommi sacerdoti del Tempio di Amon a Tebe accumularono terre e ricchezza oltre ogni limite precedente; la loro potenza, contrapposta all'autorità del faraone, portò alla divisione del Paese durante il Terzo periodo intermedio. 

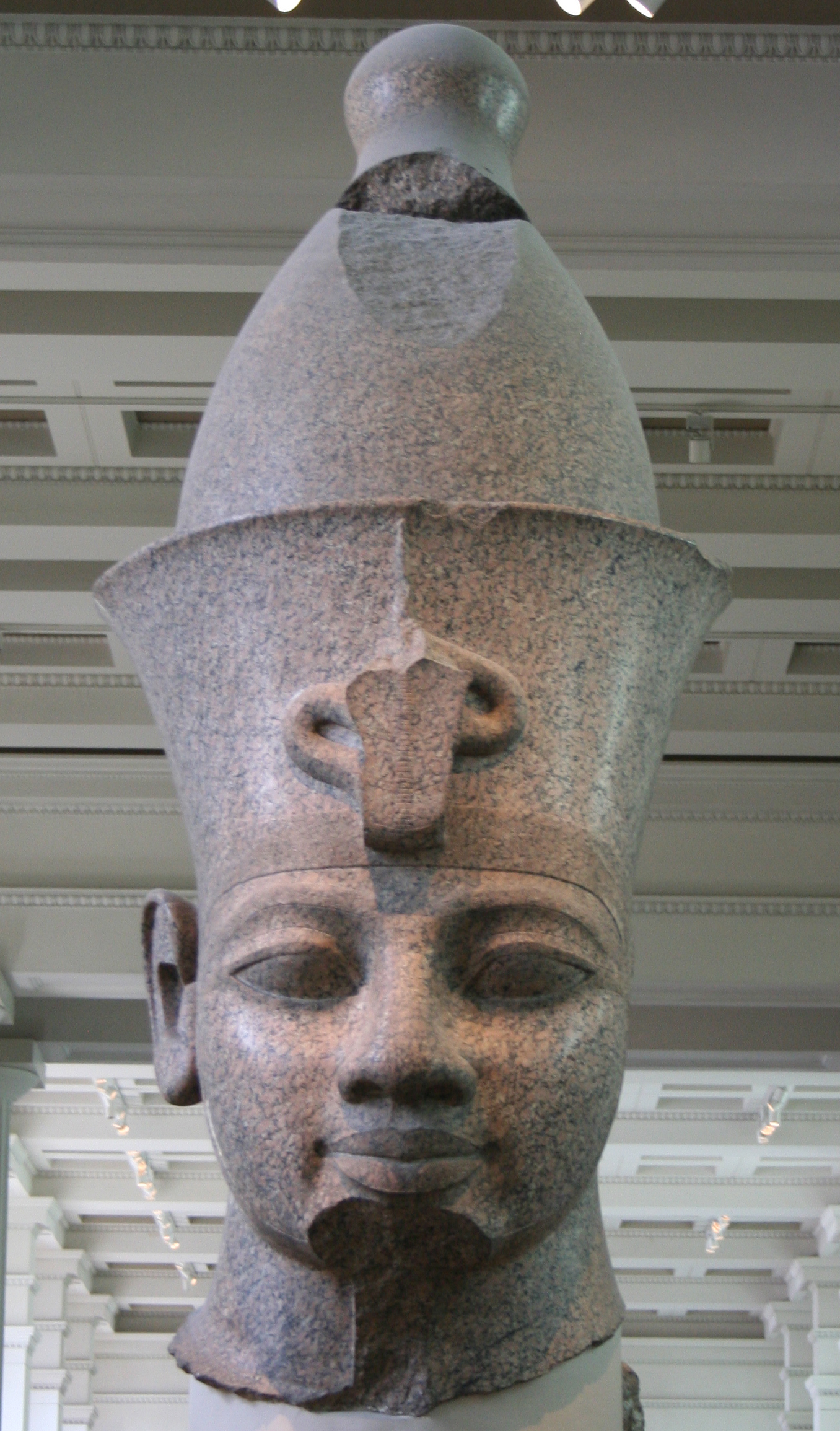
Testa colossale di Amenofi III in granito rosso, della XVIII dinastia egizia. British Museum, Londra.
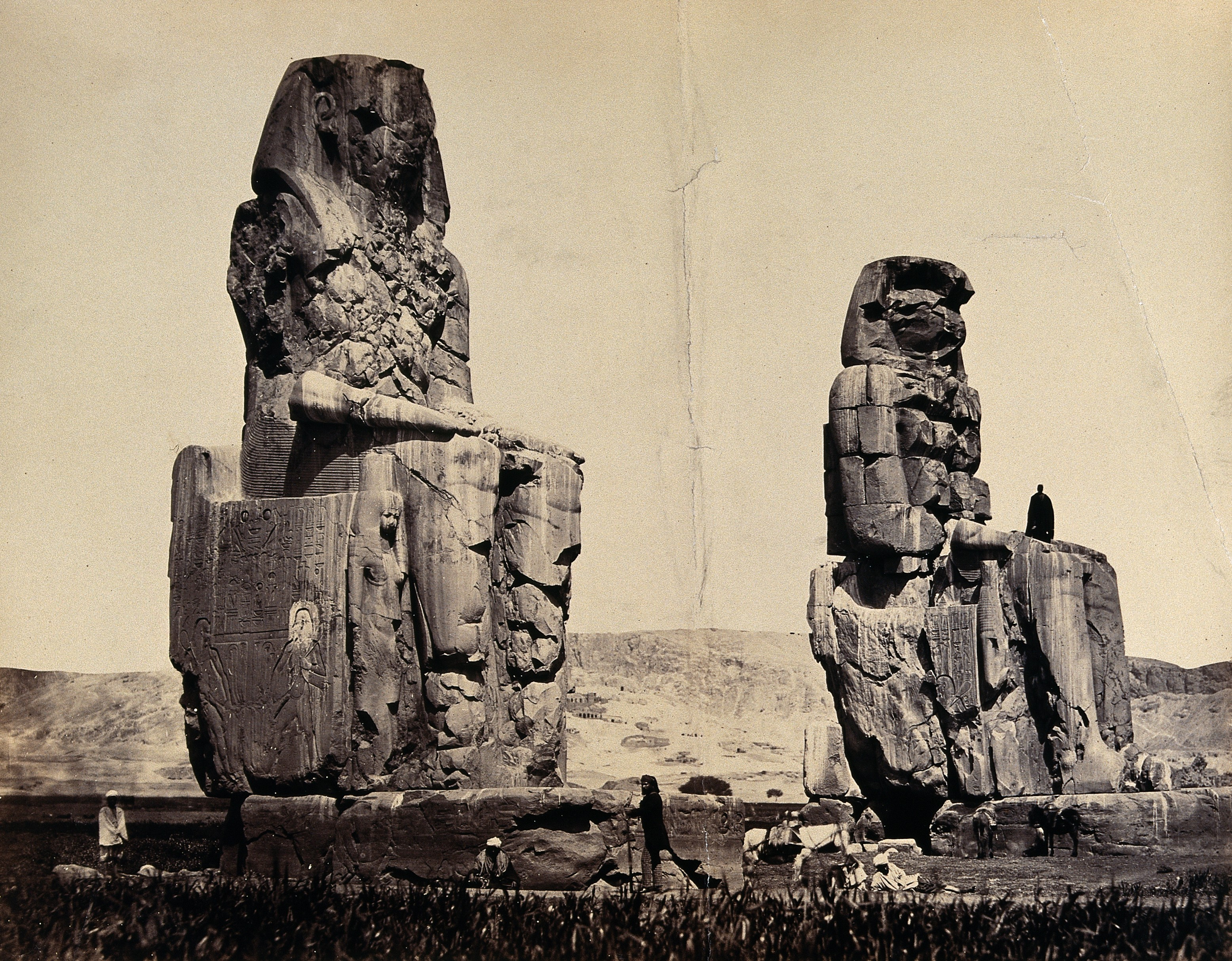
Colossi di Amenofi III, della XVIII dinastia egizia, soprannominati "Colossi di Memnone", in una fotografia del 1858.
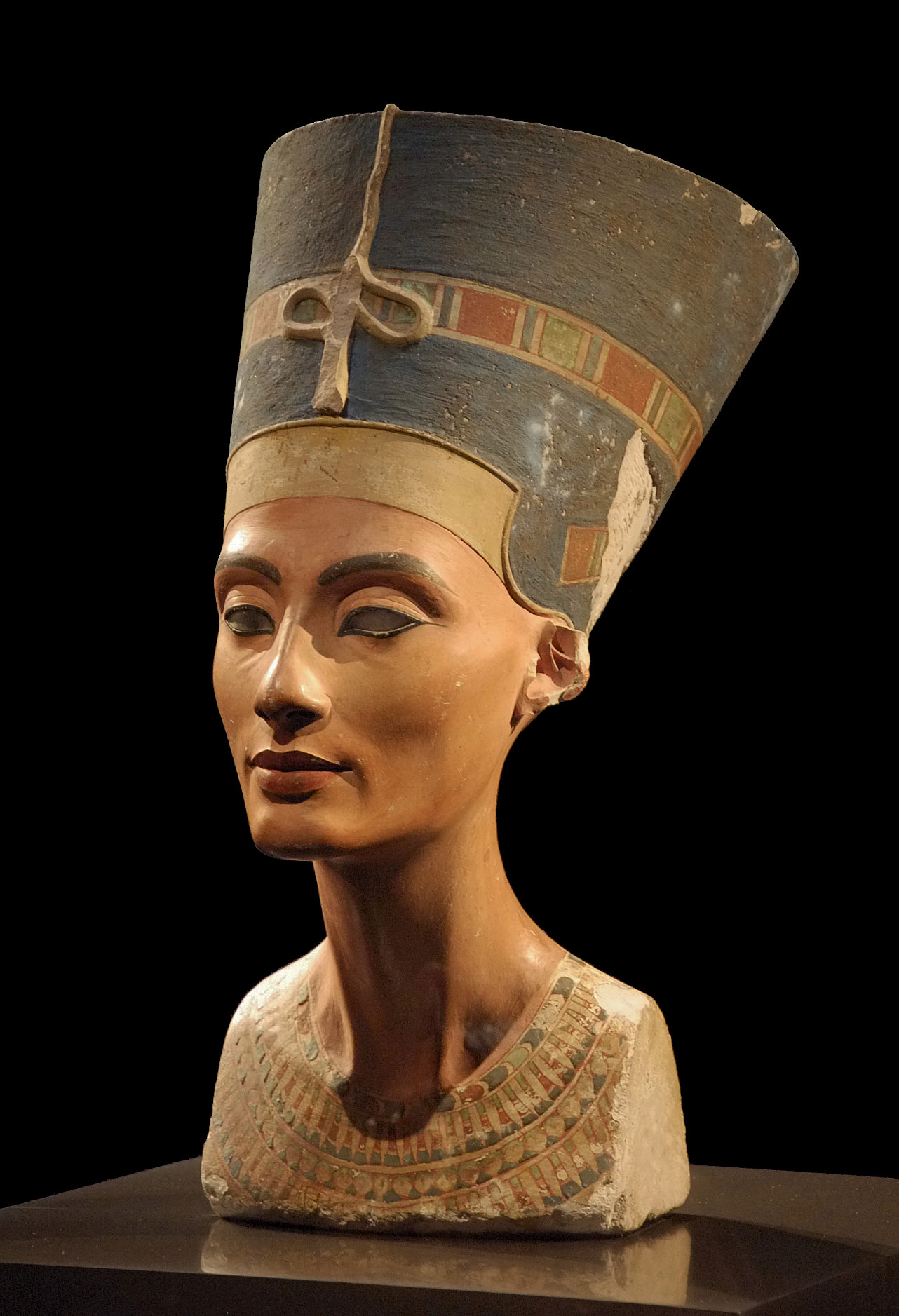
Busto di Nefertiti, "Grande sposa reale" di Akhenaton, della XVIII dinastia egizia. Ägyptisches Museum und Papyrussammlung, Neues Museum, Berlino.
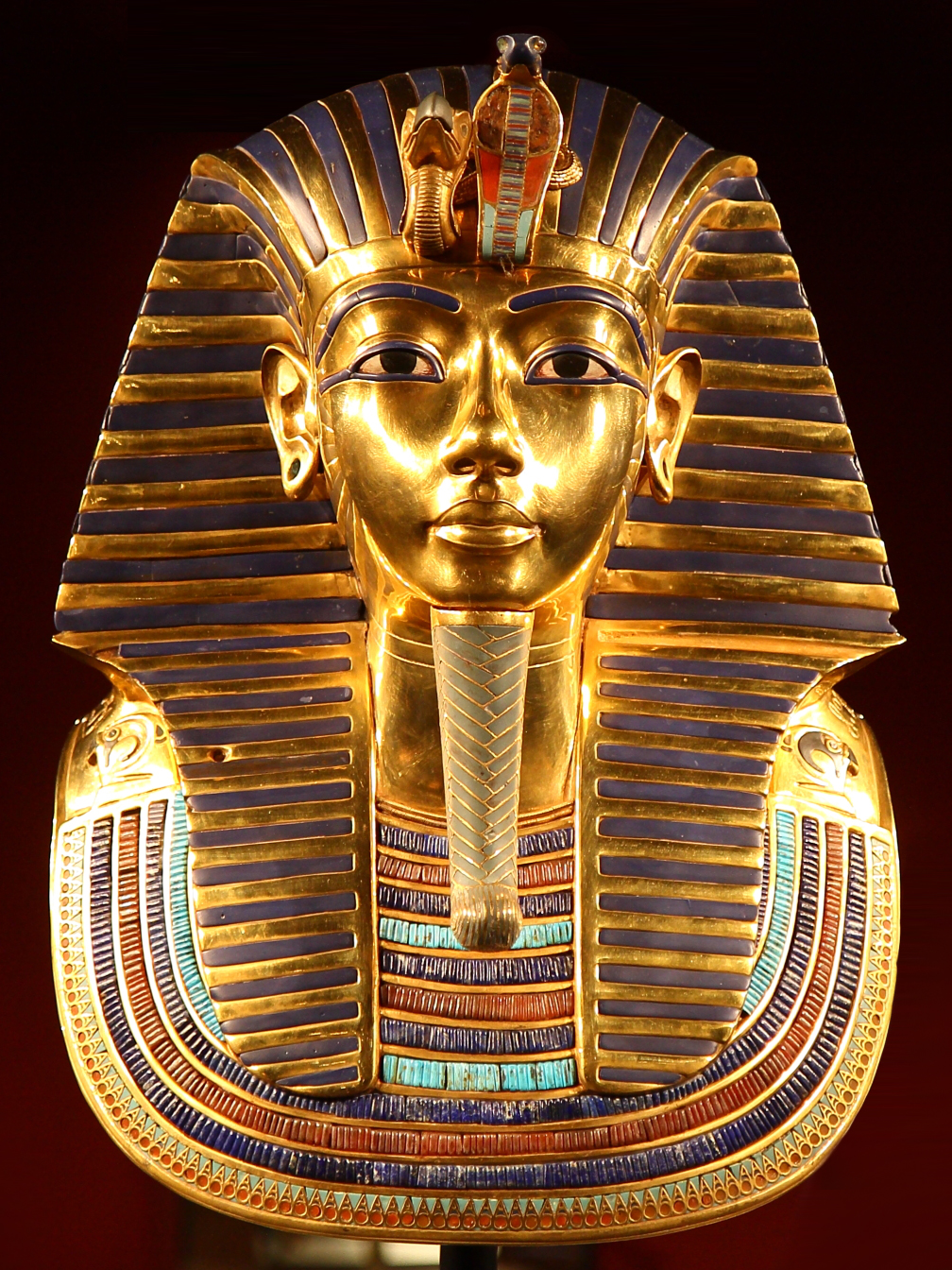
Maschera funeraria di Tutankhamon, della XVIII dinastia egizia. Museo egizio del Cairo.
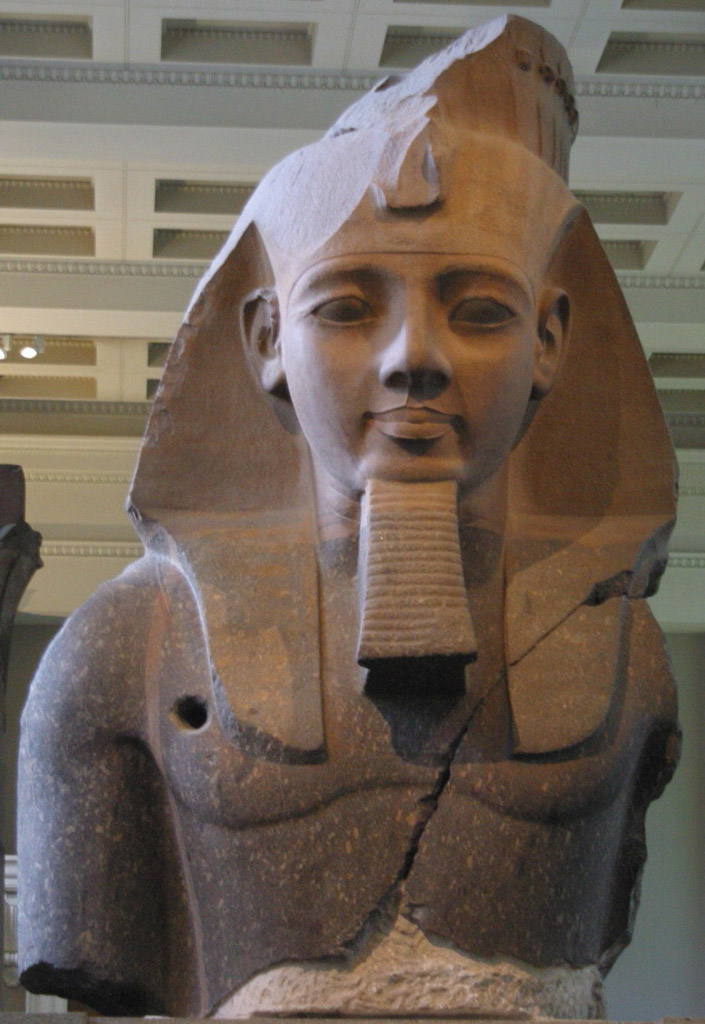
Frammento di un colosso di Ramses II, della XIX dinastia egizia, soprannominato "Giovane Memnone". British Museum, Londra.
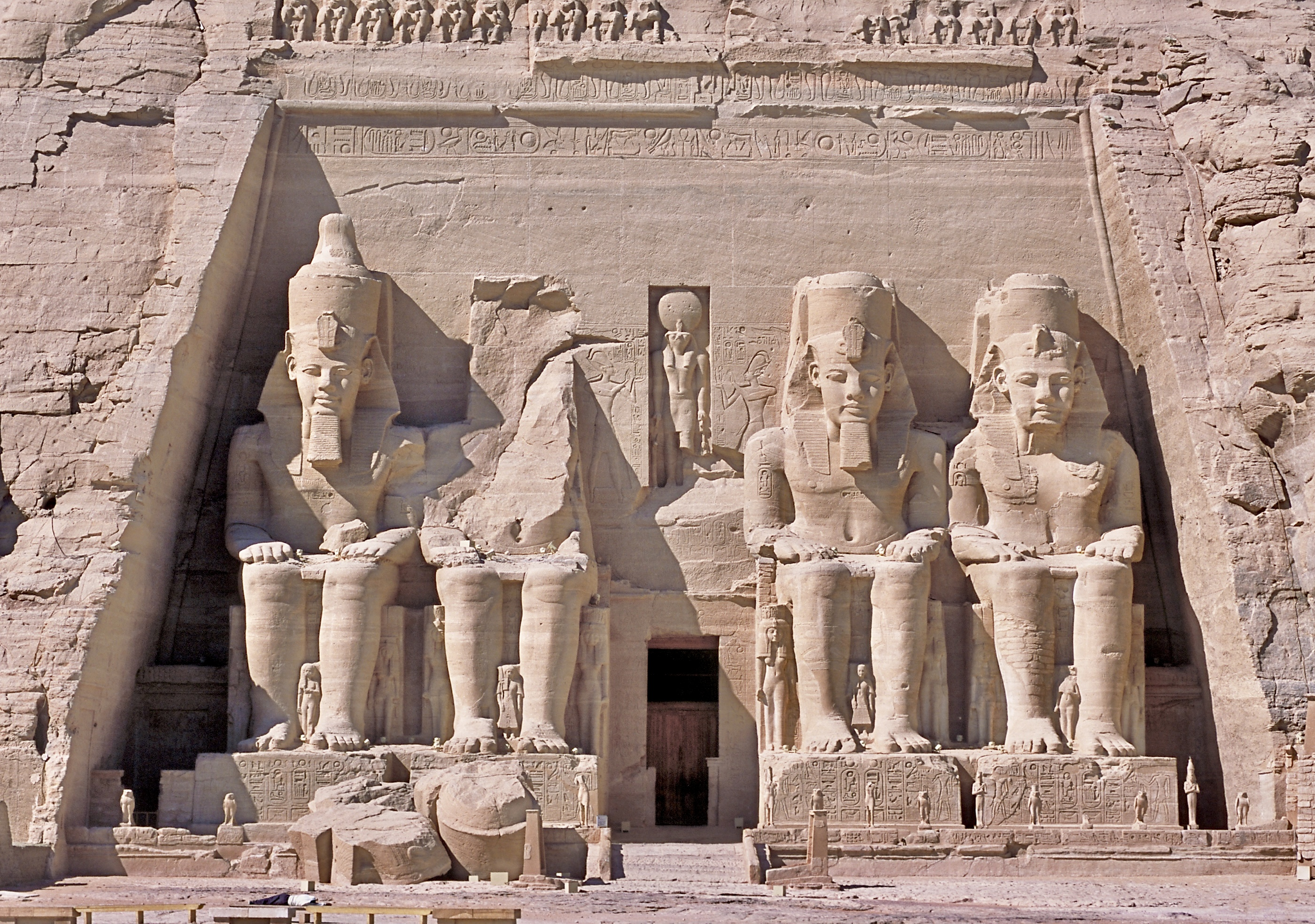
Facciata colossale del Tempio maggiore di Ramses II ad Abu Simbel.

### Terzo periodo intermedio (1069 - 653 a.C.)

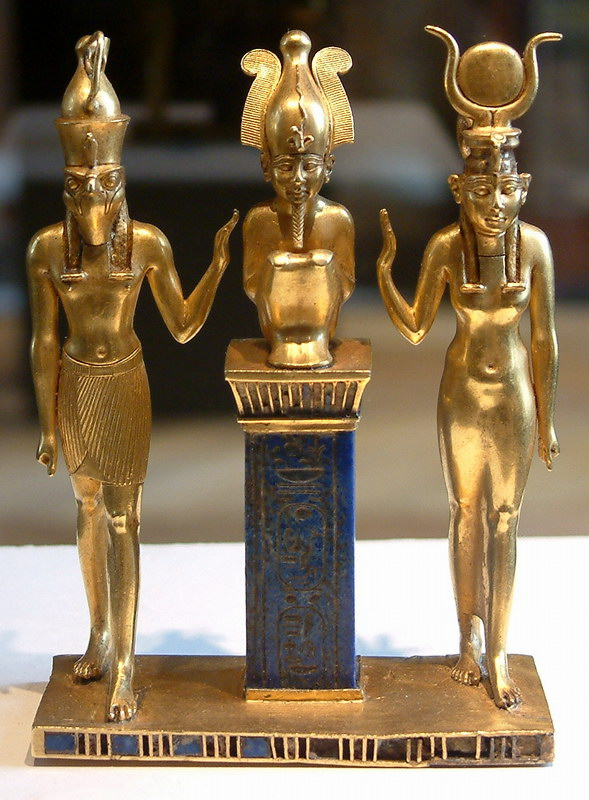
Pendente raffigurante Horus, Osiride e Iside, in oro massiccio e lapislazzuli, con il cartiglio di Osorkon II della XXII dinastia egizia. Museo del Louvre, Parigi.

Alla morte di Ramses XI, nel 1078 a.C., Smendes I assunse il controllo dell'Egitto settentrionale, governando dalla città di Tanis; la parte meridionale era invece sotto l'effettivo governo del Sommo sacerdote di Amon, residente a Tebe, che riconobbe l'autorità di Smendes I solo nominalmente. Durante tale epoca alcune tribù berbere si stanziarono nella zona occidentale del Delta del Nilo, divenendo gradualmente più indipendenti. I prìncipi libici presero il controllo del Delta con Sheshonq I, nel 945 a.C., e fondando la XXII dinastia egizia (detta anche "dinastia bubastita" poiché i suoi faraoni governavano dalla città di Bubasti), che regnò per due secoli. Sheshonq I riuscì a esercitare la propria influenza anche sull'Alto Egitto collocando propri famigliari in eminenti posizioni sacerdotali. Alla metà del IX secolo a.C. l'Egitto fallì un ulteriore tentativo espansionistico nel Vicino Oriente. Il faraone Osorkon II, affiancato da numerosi alleati come la Persia, Israele, Hama, Fenicia, Cananea, gli Arabi, gli Aramei e i Neo-Ittiti, combatté nella battaglia di Qarqar contro il potente re assiro Salmanassar III (853 a.C.). La coalizione fu sconfitta e l'Impero assiro continuò a dominare il Levante.

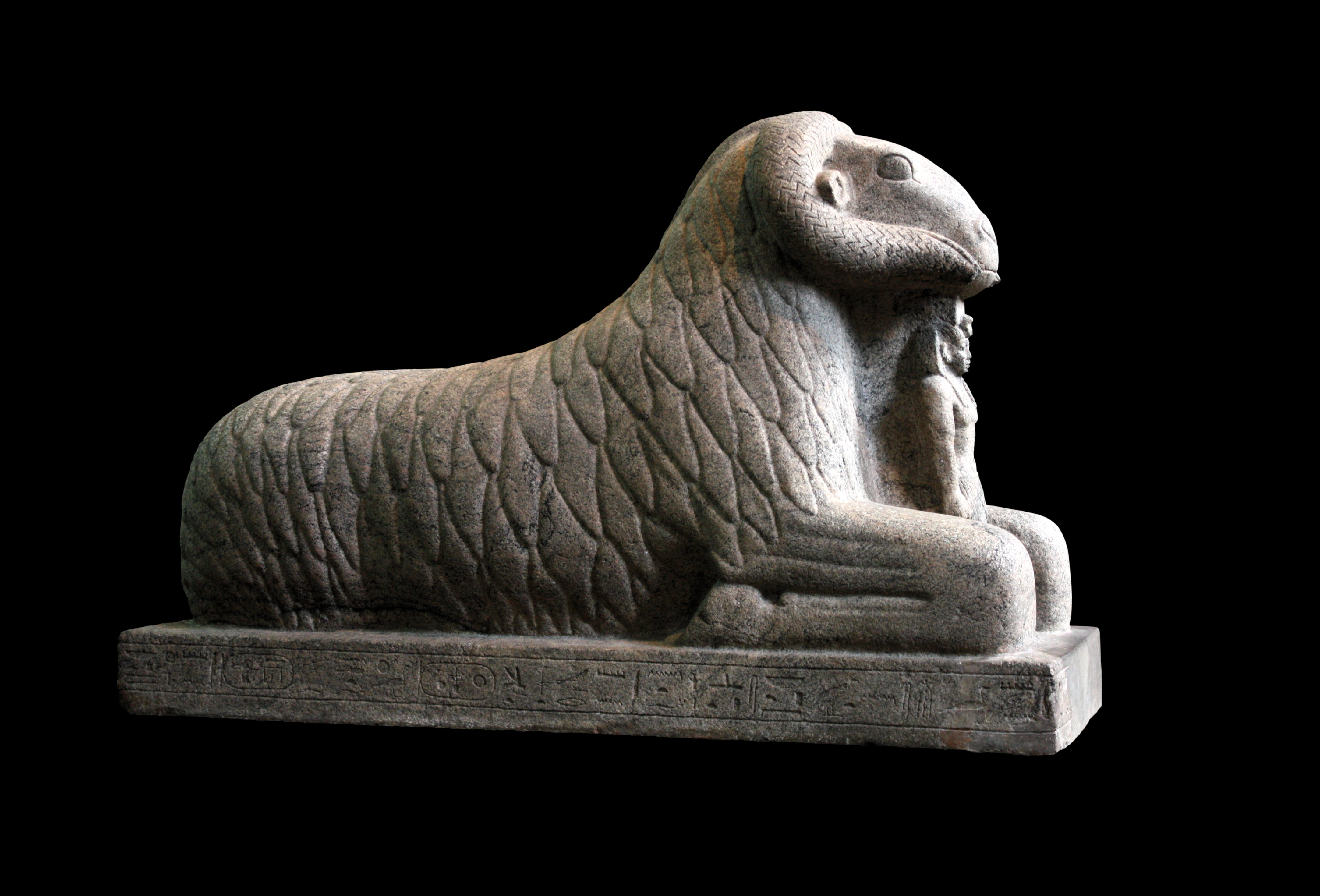
Statua di Amon come ariete che protegge re Taharqa, British Museum, Londra.

La dinastia bubastita si avviò al declino con l'avvento di una dinastia rivale a Leontopoli; i Nubiani di Kush cominciarono a minacciare, nel frattempo, il sud dell'Egitto. Attingendo a millenni di iterazioni (commercio, scambi culturali, occupazione, sincretismo, guerre) con l'Egitto, il re nubiano Pianki lasciò la propria capitale Napata e invase l'Egitto nel 727 a.C., imponendo facilmente il proprio dominio su Tebe, nel Medio Egitto, e infine sul Delta del Nilo. Immortalò i propri successi facendoli incidere sulla "Stele della vittoria". Pianki diede origine alla XXV dinastia egizia, i cui faraoni riunificarono le Due Terre riportando l'Egitto alla medesima espansione territoriale del Nuovo Regno. La XXV dinastia, o "dinastia nubiana", inaugurò un periodo di rinascita per l'Egitto. Monarchi come Taharqa costruirono e restaurarono templi e monumenti lungo l'intera valle del Nilo: a Menfi, Kawa, Gebel Barkal ecc. Fu durante la XXV dinastia egizia che, dalla fine del Medio Regno, si ricominciarono a costruire piramidi (molte nell'odierno Sudan). Pianki tentò più volte, senza successo, di estendere il domino egizio del Vicino Oriente, opponendosi all'egemonia assira. Nel 720 a.C. mandò l'esercito in supporto a una ribellione, nella Filistea e a Gaza, contro l'Assiria: l'armata egizia fu sconfitta da Sargon II e la sollevazione fallì; la stessa cosa fece nel 711 a.C., venendo nuovamente sconfitto da Sargon II.

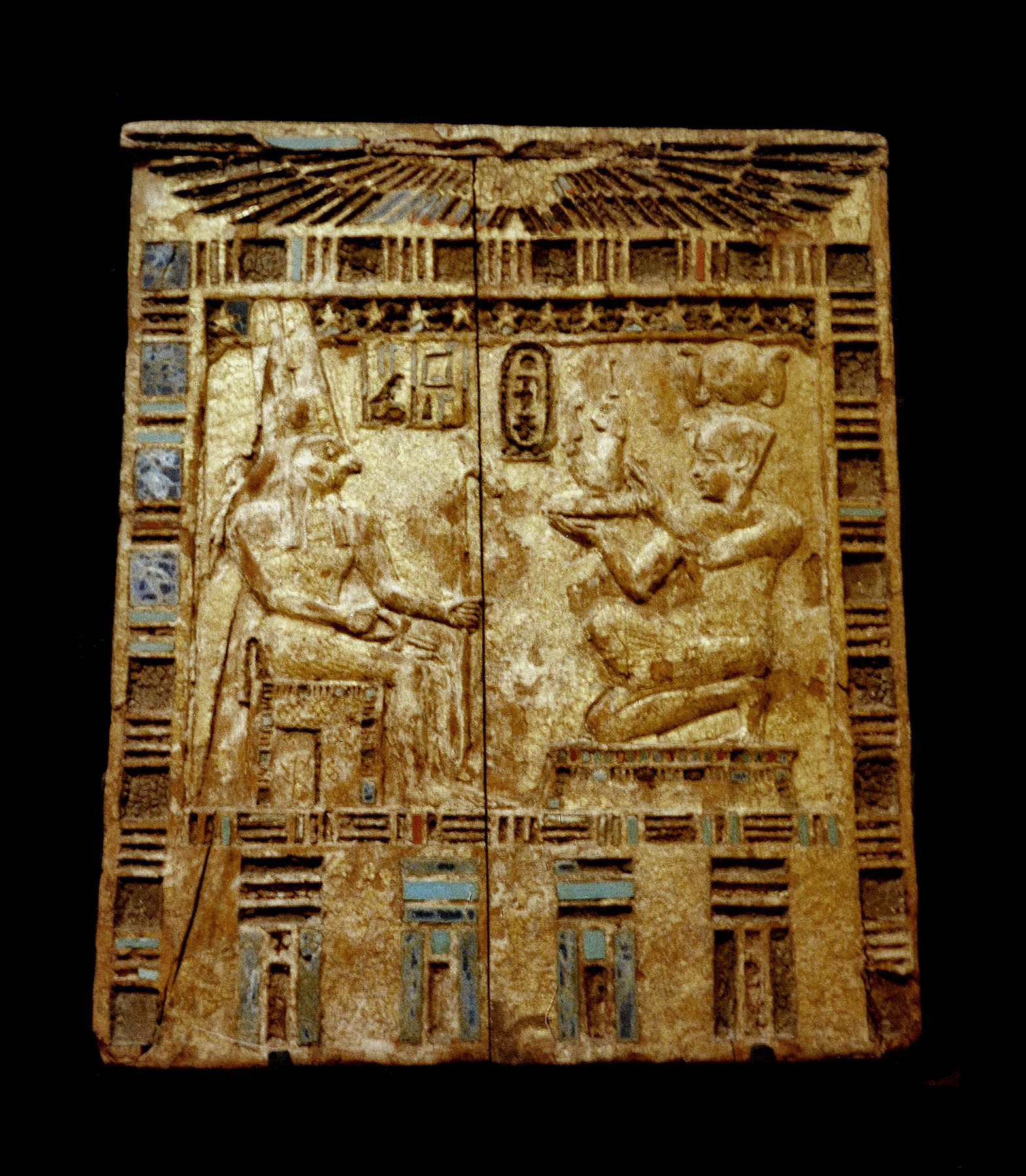
Khnemibra Ahmose II, della XXVI dinastia egizia, al cospetto del dio Sopdu. Museo del Louvre, Parigi.

A partire dal X secolo a.C. l'Assiria dovette continuamente lottare per mantenere la propria influenza sul Levante meridionale: era normale che città e regni della regione si appellassero ai faraoni egizi per ottenere aiuto contro l'egemonia assira. Il faraone Taharqa godette di alcuni successi nelle sue campagne mediorientali: accorse in aiuto al re giudeo Ezechia quando questi si ritrovò assediato a Gerusalemme dalle armate del re assiro Sennacherib. Gli storici non sono concordi sul motivo dell'abbandono dell'assedio da parte di Sennacherib: tra le ipotesi figurano una epidemia, una vera e propria arresa e perfino un intervento divino. Sennacherib fu in seguito assassinato dai propri figli per aver distrutto Babilonia, città sacra a tutti i Mesopotamici. Nel 674 a.C. re Esarhaddon tentò di invadere l'Egitto ma fu respinto dal faraone Taharqa; il tentativo fu reiterato nel 671 a.C. con maggiore impegno, l'assiro occupò Menfi e Tebe e Taharqa, duramente sconfitto, fu respinto nella sua Nubia. La conquista di Esarhaddon segnò il declino della dinastia nubiana. Tuttavia, il dominio del re assiro sull'Egitto fu breve e incompleto. Taharqa ne approfittò per impadronirsi nuovamente dell'Alto Egitto: Esarhaddon morì a Ninive prima di ultimare i preparativi per una spedizione punitiva. La spedizione assira non fu però annullata, bensì, guidata dal generale Shanabushu, travolse Taharqa e lo ricacciò definitivamente in Nubia. Il nipote di Taharqa, Tanutamani, riuscì a sbaragliare Necao I, sovrano-fantoccio degli Assiri, e a prendere Tebe - solo per poi essere sconfitto a sua volta dalle forze assire, le quali si abbandonarono a un tale saccheggio di Tebe che la città non si riprese mai pienamente. La dinastia nubiana ebbe definitivamente fine, e un sovrano nativo, Psammetico I, fu collocato sul trono d'Egitto come vassallo di Assurbanipal d'Assiria.

### Periodo tardo (653 - 332 a.C.)

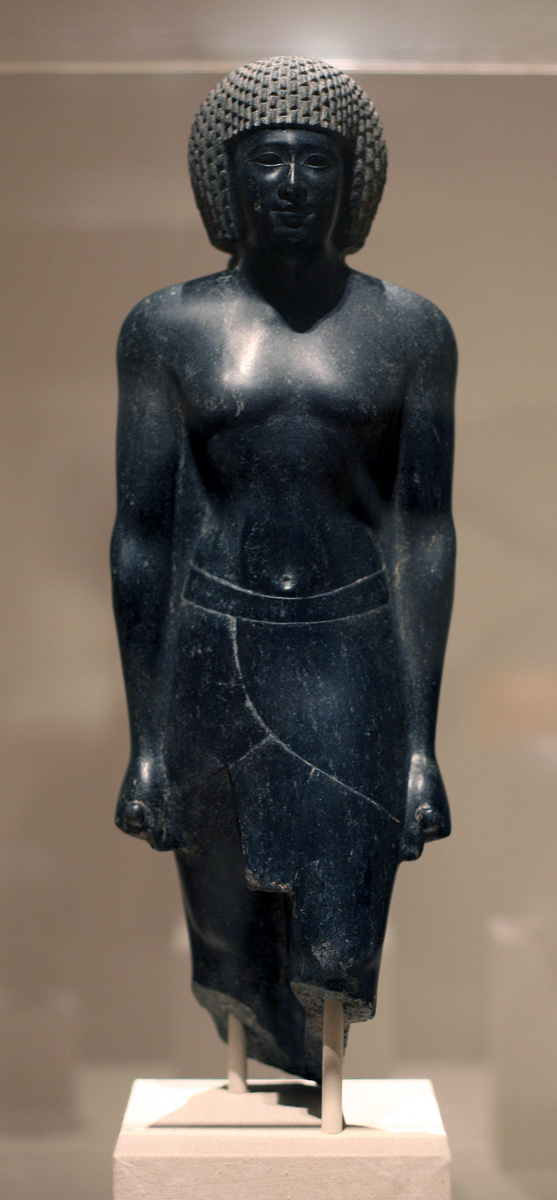
Statua Dattari (52.89), in diorite, risalente alla XXX dinastia egizia. Brooklyn Museum, New York.

Privi di un piano permanente di occupazione da far seguire alla conquista, gli Assiri delegarono il governo dell'Egitto a una serie di vassalli destinati a diventare i faraoni "saiti" (ossia regnanti dalla città di Sais) della XXVI dinastia egizia. Intorno al 653 a.C. il re saita Psammetico I, "raffinato e sottile uomo di corte", approfittando del coinvolgimento dell'Assiria in un'impegnativa guerra per la conquista di Elam, riuscì abbastanza facilmente a liberare l'Egitto dal giogo assiro con l'aiuto di mercenari della Lidia e della Grecia.
D'altra parte, Psammetico I e i suoi successori furono abili nel mantenere relazioni pacifiche con l'Assiria, mentre l'influenza greca si espanse nella colonia di Naucrati, situata nel Delta del Nilo. Nel 609 a.C. Necao II, figlio di Psammetico I, scese in guerra contro Babilonia, i Caldei, i Medi e gli Sciti nel tentativo di salvare l'Assiria, che dopo una brutale guerra civile stava per essere invasa da una coalizione di questi ultimi, ma il tentativo egizio di salvare gli antichi padroni fallì: il faraone differì di troppo l'intervento e nel frattempo Ninive era già caduta e re Sin-shar-ishkun già morto. D'altra parte, Necao II riuscì facilmente a travolgere l'esercito del Regno d'Israele e del suo re Giosia, per poi essere, però, sconfitto con gli Assiri da parte di Babilonesi, Medi e Scizi. Necao II e Assur-uballit II d'Assiria furono definitivamente sconfitti a Karkemiš, in Aramea (corrispondente all'odierna Siria), nel 605 a.C..

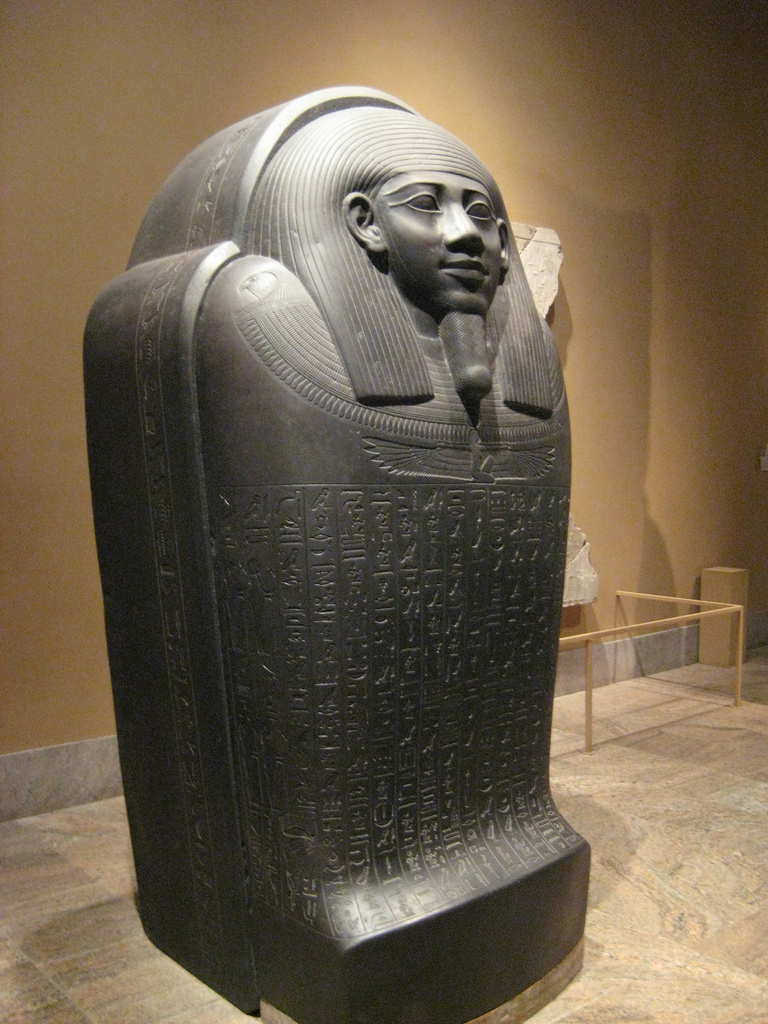
Il Sarcofago di Horkhebit, funzionario della XXVI dinastia egizia, in grovacca, capolavoro del periodo. Metropolitan Museum of Art, New York.

Gli Egizi rimasero nella regione per nove decenni di fila, in continua lotta con i sovrani babilonesi Nabopolassar e Nabucodonosor II per il comando su porzioni del defunto Impero assiro; Nabucodonosor II invase brevemente l'Egitto nel 567 a.C. Nella loro capitale di Sais, i faraoni della XXVI dinastia patrocinarono una rinascenza artistica effimera ma non "priva di grandiosità, né di raffinatezza, né di un certo fascino melanconico". Nel 525 a.C. i potenti Persiani dell'Impero achemenide, guidati da Cambise II, intrapresero la conquista dell'Egitto e catturarono il faraone Psammetico III nella battaglia di Pelusio. Cambise II assunse il titolo di faraone, continuando però a governare dalle capitali del suo impero, come Susa nell'odierno Iran; il governo dell'Egitto fu affidato a un satrapo. Il V secolo a.C. fu segnato da effimere rivolte anti-persiane, senza che queste riuscissero ad abbattere il dominio achemenide.
L'Egitto rientrava, con Cipro e la Fenicia, nella sesta satrapia dell'Impero achemenide, i cui sovrani persiani sono noti, nell'ambito della storia egizia, come XXVII dinastia egizia; il periodo dei "faraoni" persiani terminò più di un secolo dopo, nel 402 a.C. Infatti, dopo alcuni regni piuttosto effimeri di faraoni nativi, dal 380 a.C. al 343 a.C. governò la XXX dinastia, ultima casa reale nativa dell'Egitto dinastico, la quale ebbe fine con il regno di Nectanebo II, a cui seguì una breve ripresa del potere persiano (XXXI dinastia). Nel 332 a.C., il governatore persiano Mazace cedette l'Egitto ad Alessandro Magno senza combattere.

### Periodo tolemaico (332 - 30 a.C.)

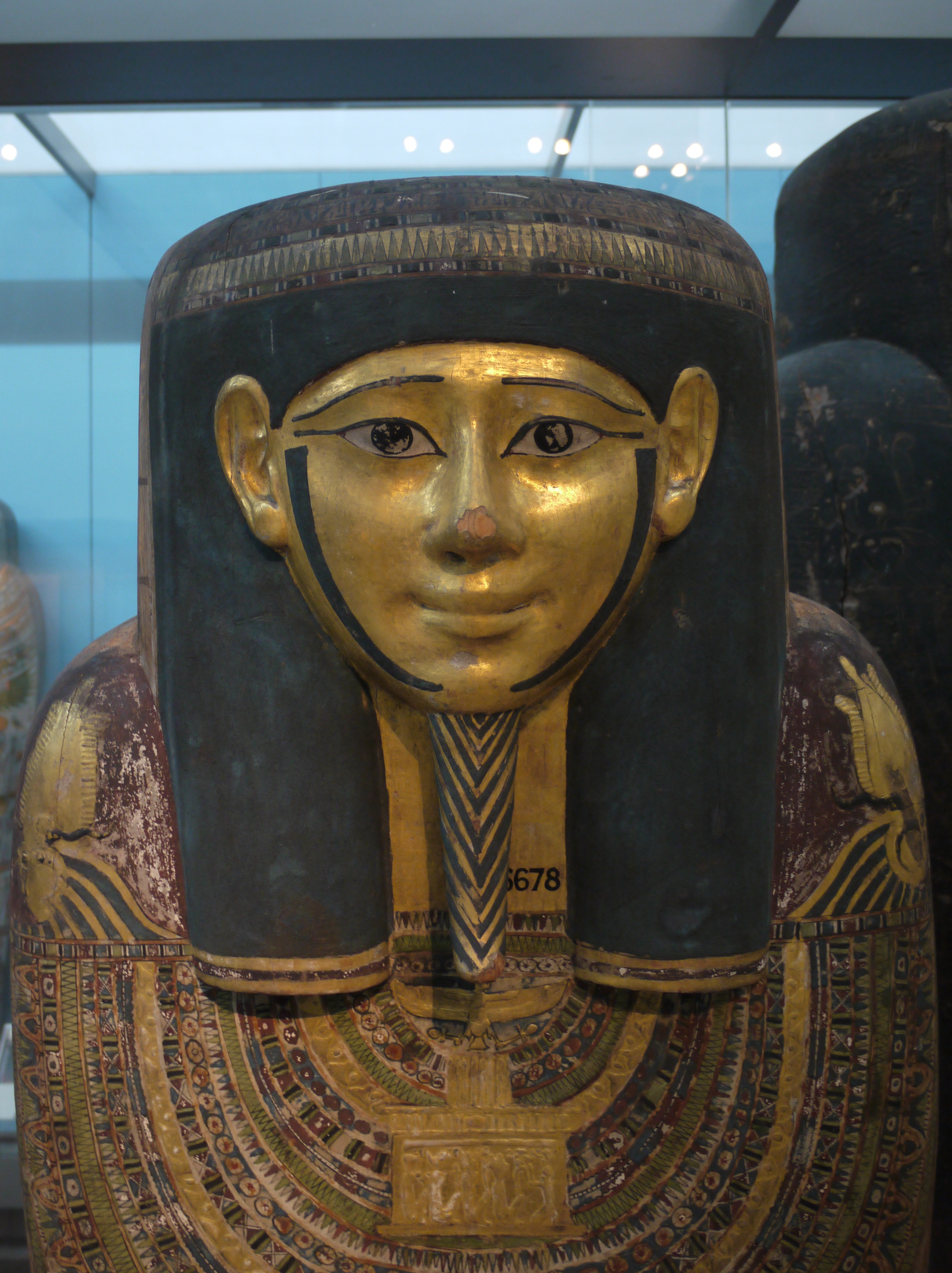
Dettaglio del prezioso sarcofago del sacerdote Hornedjitef, vissuto in epoca tolemaica. British Museum, Londra.

Nel 332 a.C., incontrando una minima resistenza da parte dei Persiani, Alessandro Magno conquistò l'Egitto, che inglobò nel proprio impero. Gli Egizi accolsero il condottiero macedone come un liberatore. La suddivisione amministrativa stabilita dopo lunghe guerre dai successori di Alessandro portò all'instaurazione del Regno tolemaico, che preservò l'antica cultura egizia pur avendo una capitale di cultura fondamentalmente ellenistica, Alessandria d'Egitto.
La città, opulenta e cosmopolita, divenne il simbolo del potere e del prestigio dei faraoni ellenistici, i Tolomei, evolvendosi in un centro culturale di primaria importanza; ad Alessandria aveva sede la Biblioteca di Alessandria, la più importante del mondo antico. Il Faro di Alessandria, una delle Sette meraviglie del mondo, facilitava la navigazione delle flotte mercantili dirette verso la città: i re tolemaici patrocinarono la vita commerciale ed economica del Paese con spirito imprenditoriale e industrie fondamentali, come la produzione del papiro, fiorirono.

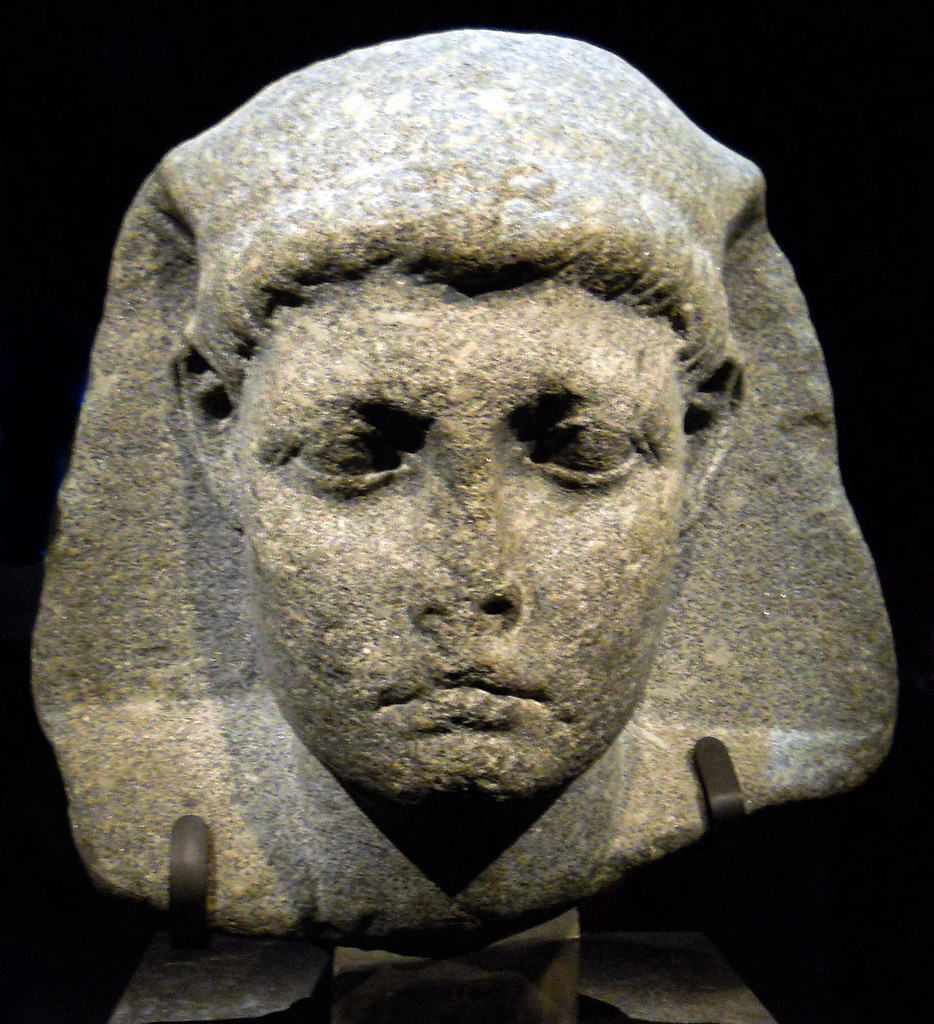
Testa colossale di Tolomeo XV Cesare, figlio di Cleopatra VII e Gaio Giulio Cesare.

La cultura ellenistica non soppiantò la nativa cultura egizia: i sovrani tolemaici assecondarono tutte le antiche tradizioni per rafforzare il proprio legame con il popolo, costruirono nuovi templi in stile pienamente egizio (Dendera, Edfu, Esna, File, Kôm Ombo), supportarono il culto delle divinità egizie e si fecero effigiare come faraoni. Nuove espressioni culturali, come il culto di Serapide, nacquero dal sincretismo tra divinità greche ed egizie, mentre gli stilemi della statuaria greca classica influenzarono l'arte egizia. Nonostante i continui sforzi di regnare pacificamente sul popolo dell'Egitto, la dinastia tolemaica fu sovente scossa da inquietudini sociali, da cruente rivalità familiari e da sollevazioni come quella che seguì la morte di re Tolomeo IV.
Inoltre, man mano che Roma cominciava a dipendere sempre più dal grano importato dall'Egitto, l'ingerenza dei Romani nei confronti della politica egizia divenne determinante: continue rivolte, ambizioni politiche e pesanti pressioni dal Vicino Oriente portarono a una situazione instabile, gettando le basi della conquista romana del Regno tolemaico d'Egitto.

### Periodo romano (30 a.C. - IV secolo d.C.)

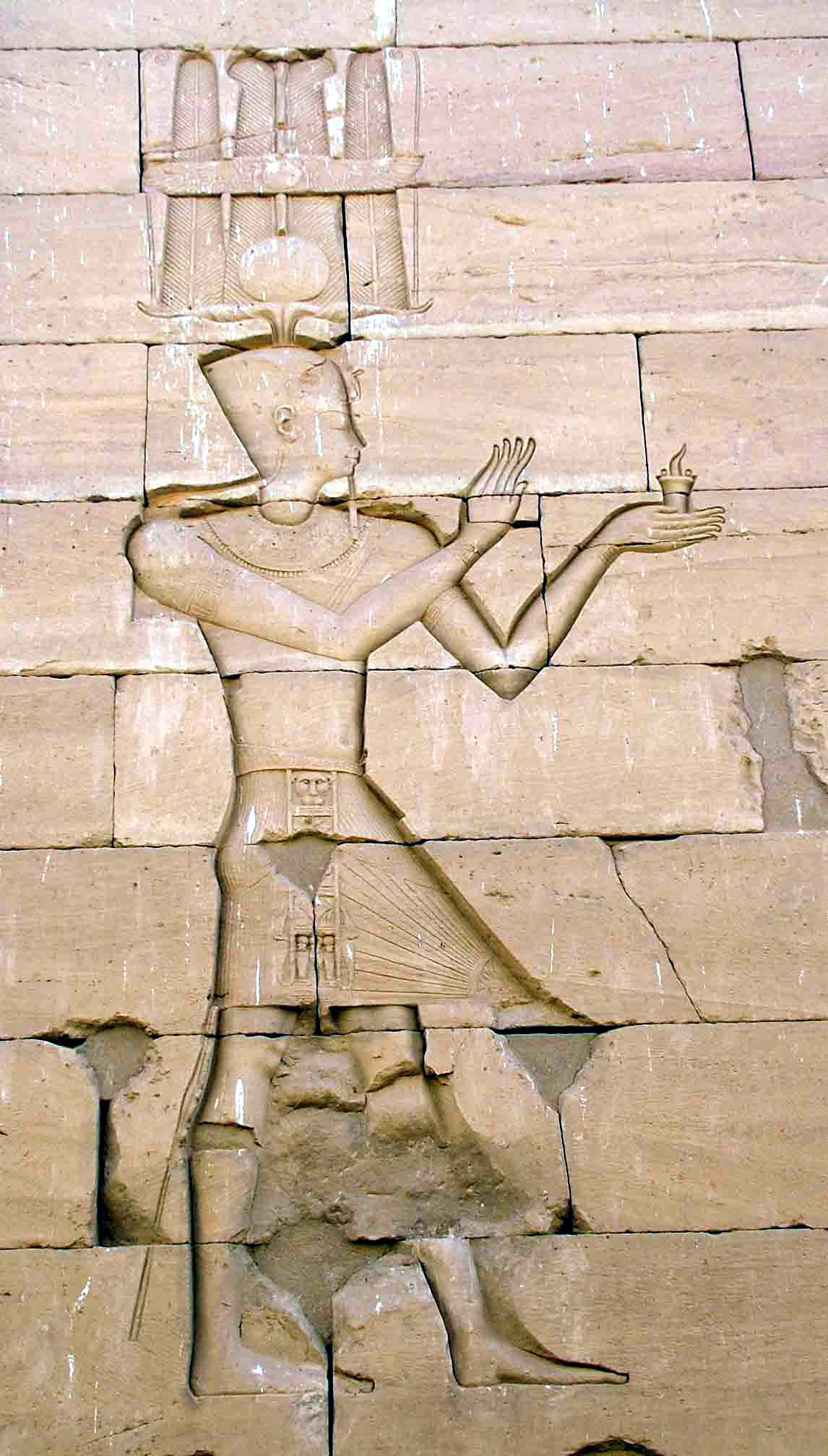
Rilievo raffigurante Augusto, imperatore romano e faraone. Tempio di Nuova Kalabsha.

L'Egitto divenne una provincia dell'Impero romano nel 30 a.C., a seguito della sconfitta, nella battaglia di Azio, di Marco Antonio e dell'ultima regina tolemaica Cleopatra VII da parte del generale romano Ottaviano (poi imperatore con il nome di Augusto). Roma cominciò ad approvvigionarsi prelevando quantità enormi di grano dalla fertile valle del Nilo, mentre l'esercito romano, con la supervisione di un prefetto incaricato dall'imperatore, si trovava di frequente impegnato a sedare rivolte, salvaguardare l'aumento della pressione fiscale e prevenire attacchi di banditi (le cui scorribande erano ormai endemiche in Egitto).

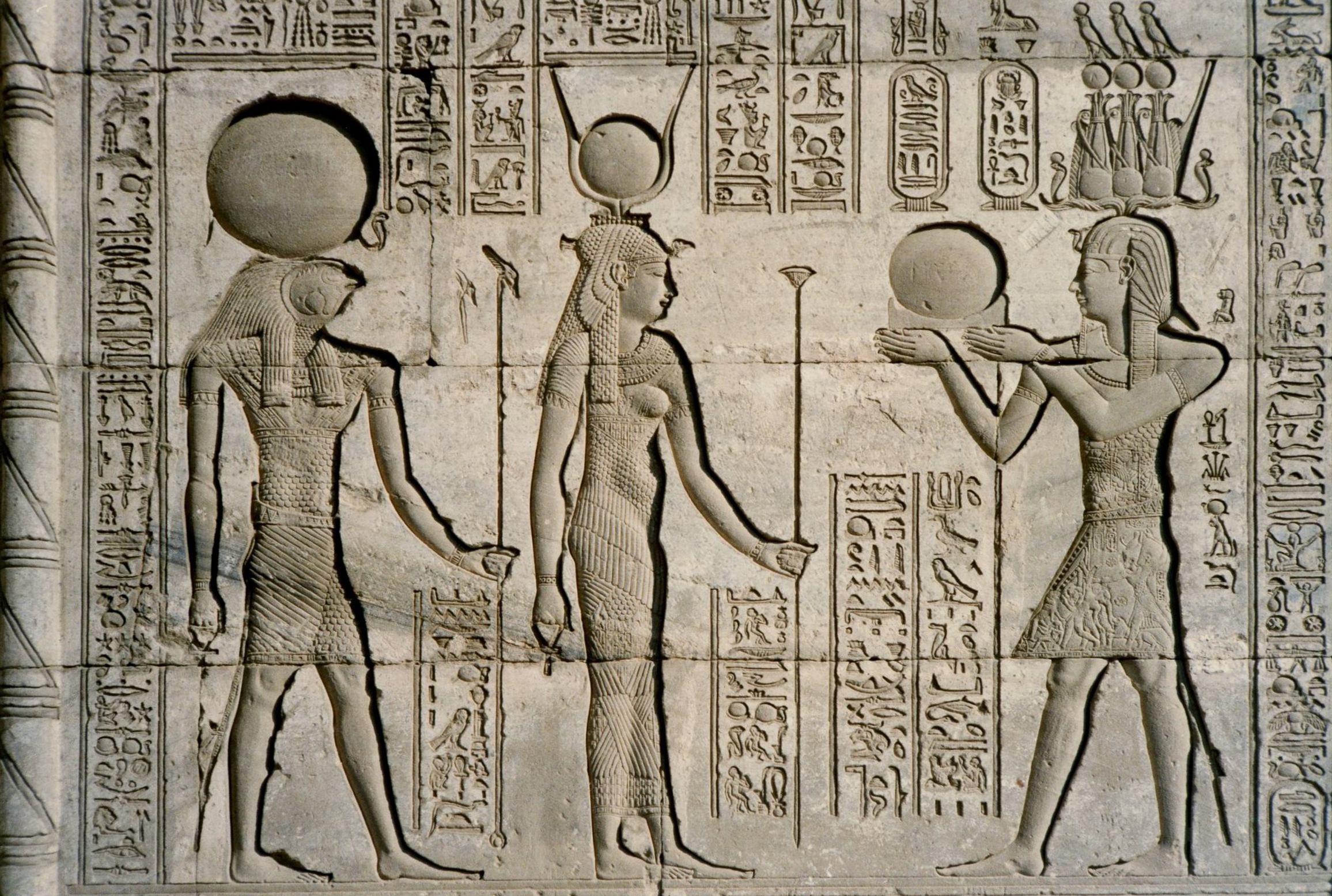
Rilievo raffigurante Hathor e Ra omaggiati da Traiano, imperatore romano e faraone. Tempio di Dendera.

Alessandria d'Egitto rimase un fondamentale scalo commerciale per gli scambi con l'Oriente - in un'epoca in cui i beni di lusso orientali erano fortemente richiesti da Roma. Benché i Romani si siano comportati con maggiore ostilità verso gli Egizi rispetto ai Greci, pratiche quali la mummificazione e la venerazione degli dei tradizionali continuarono indisturbate. La pratica di realizzare ritratti da applicare alle mummie raggiunse l'apogeo artistico con i "Ritratti del Fayyum" e alcuni imperatori romani furono raffigurati come faraoni, anche se la situazione era molto mutata dal tempo dei Tolomei: il princeps romano viveva lontano dall'Egitto e non svolgeva alcuna funzione connessa alla regalità egizia. L'amministrazione della provincia d'Egitto divenne totalmente romana nello stile e fu preclusa ai nativi Egizi.
Il cristianesimo cominciò a espandersi in Egitto fin dalla metà del I secolo, venendo inizialmente accettato come uno dei tanti culti praticati all'interno dell'Impero - finché la sua chiusura a ogni tentativo di sincretismo con la religione egizia e greco-romana e il rifiuto della tradizione religiosa popolare non cominciarono a rivelarsi problematici. Si ebbero varie persecuzioni contro i cristiani: su tutte la grande purga voluta da Diocleziano a partire dal 303, che tuttavia non riuscì ad indebolire il Cristianesimo. Nell'anno 391 l'imperatore cristiano Teodosio I emanò leggi che bandivano i riti pagani e disponevano la chiusura dei templi. Ciò contribuì al deciso declino della nativa cultura egizia. Mentre gli Egizi continuarono certamente a parlare il proprio antico idioma, ma la capacità di scrivere i geroglifici scomparve unitamente alla progressiva sparizione dei sacerdoti e delle sacerdotesse dei templi tradizionali. I templi stessi furono sporadicamente convertiti in chiese o abbandonati alle sabbie del deserto.

## Arte

### Piramidi

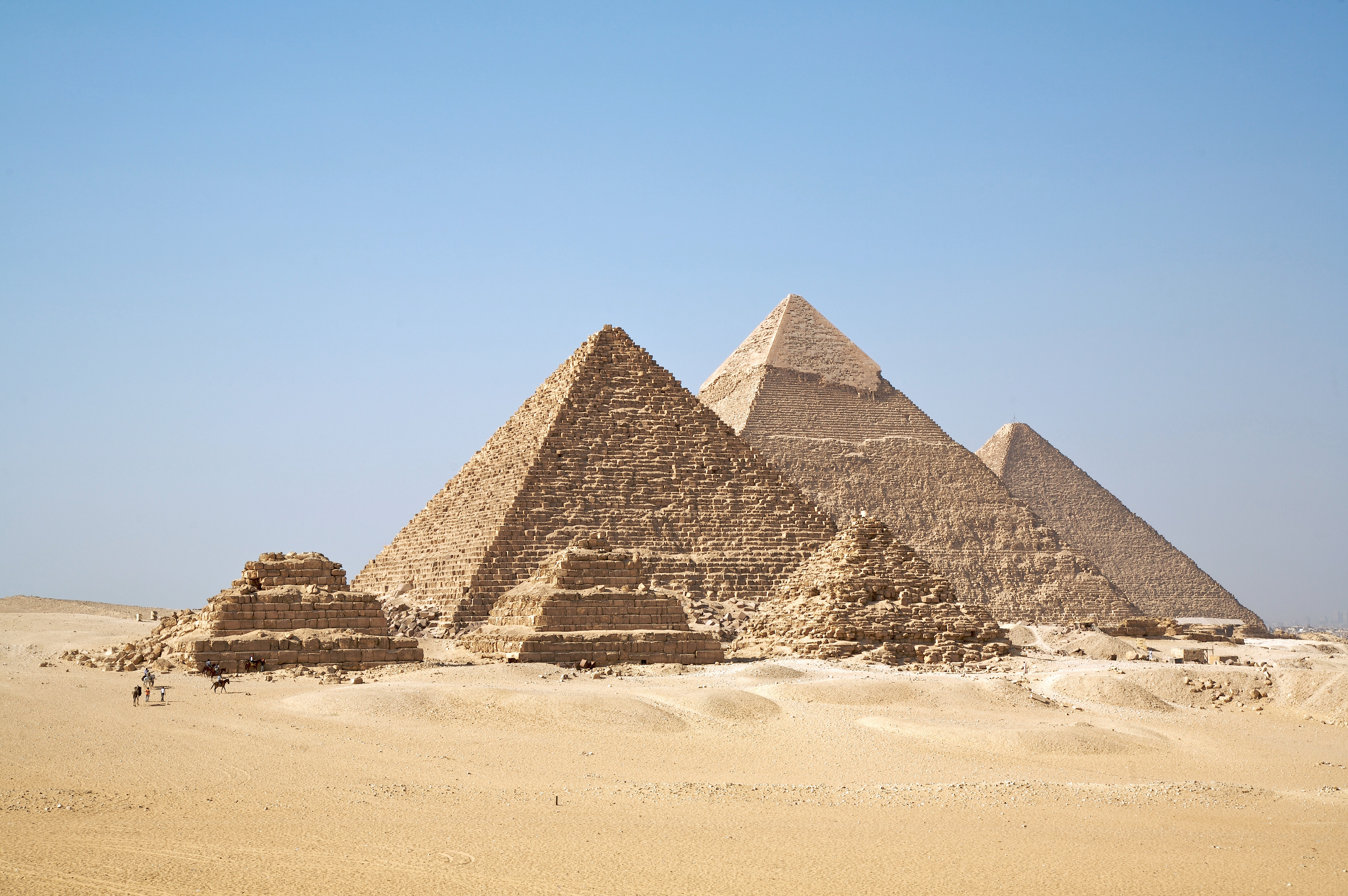
Le piramidi di Giza: da sinistra, in secondo piano, Micerino, Chefren e Cheope; in primo piano tre piramidi "delle regine" del complesso di Micerino

Le tombe che i faraoni delle prime due dinastie avevano utilizzato come sepolcri furono sostituite da un nuovo edificio durante il regno del faraone Zoser: la piramide. La costruzione di questa prima opera derivò dalla sovrapposizione di mastabe, tombe generalmente a forma di piramide tronca, di grandezza decrescente via via che aumentava l'altezza. La figura "a gradoni" simboleggiava la scala attraverso la quale il faraone saliva al cielo. A essa ne seguirono altre e, durante la IV dinastia, apparve la prima piramide perfetta.

La prima fase della costruzione consisteva nello scegliere il luogo adatto all'ubicazione; poi si disegnavano le piante e si decideva la quantità di materiale e di personale necessaria. Allora venivano convocati i sacerdoti, per determinare i punti cardinali che avrebbero orientato le facce delle piramidi, delimitare le basi e procedere alla cerimonia del livellamento del terreno. Il faraone doveva eseguire il rituale dell'inizio della costruzione e la cerimonia dell'allungamento della corda, che consisteva nel verificare l'orientamento, nel piantare un piolo in ciascun angolo, nell'iniziare lo scavo di una piccola parte della fossa, nel modellare un mattone e nel porre la prima pietra. Cominciava così la costruzione vera e propria. La durata dei lavori dipendeva dalla grandezza del complesso funerario, che doveva essere pronto al momento della morte del faraone.

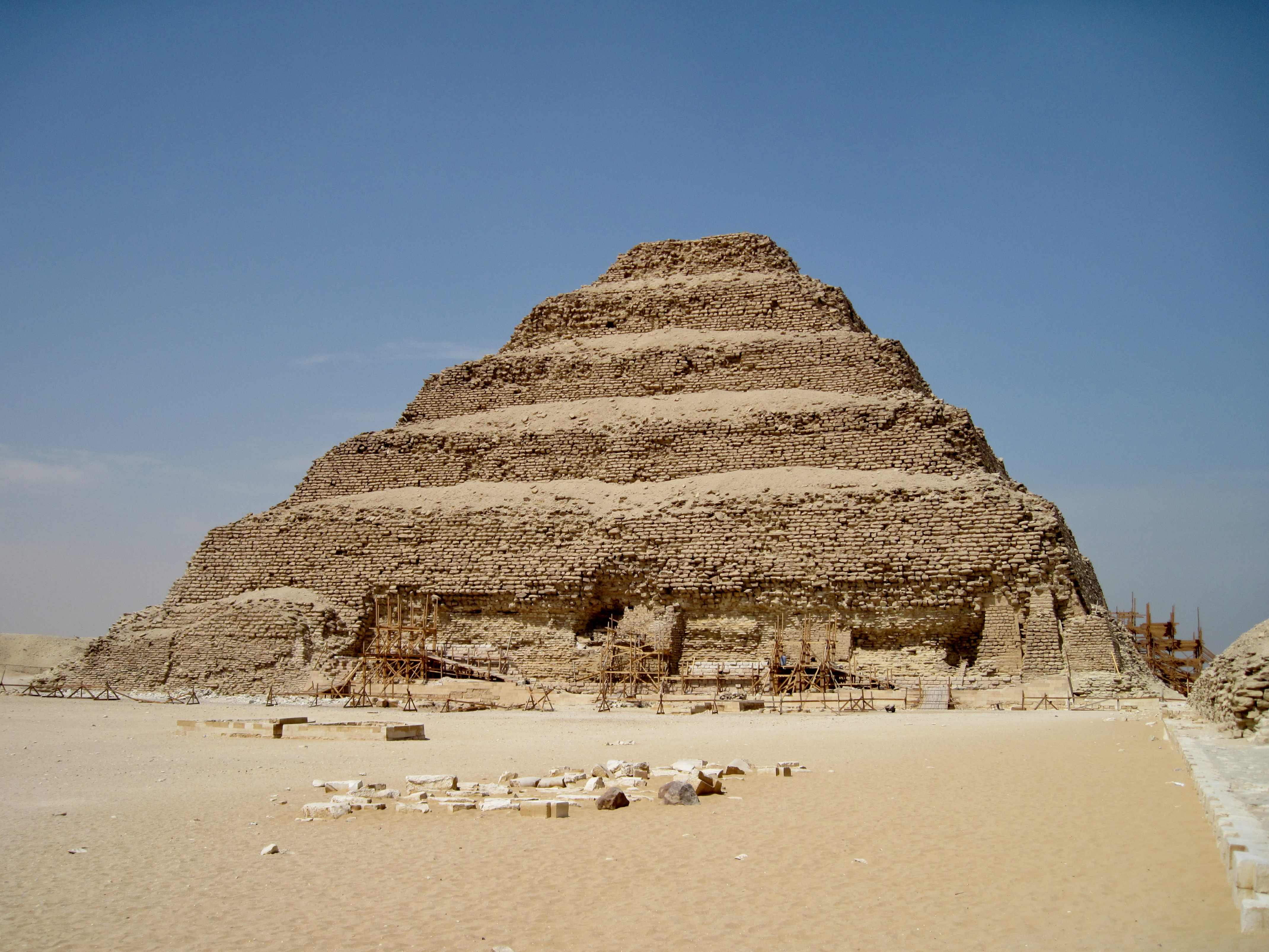
Piramide di Djoser

Dopo aver inaugurato ufficialmente la costruzione si iniziava il primo gradino della piramide. Il lavoro veniva svolto da squadre di operai che ricevevano un salario dallo Stato. Una volta stabiliti i gruppi di lavoro, si procedeva all'estrazione dalle cave della pietra necessaria per innalzare la piramide. Il metodo di estrazione dipendeva dalla durezza. Le rocce molto dure venivano sottoposte a un brusco cambiamento di temperatura. Perciò, prima veniva riscaldata la superficie e poi veniva rapidamente raffreddata, incrinando la massa e permettendo di tagliare la pietra con semplici strumenti dello stesso materiale, o di legno oppure di rame. Un altro metodo consisteva nell'abbassare il terreno, tracciando una rete di piccole trincee fino a raggiungere la profondità adatta all'estrazione.
Dopo averli separati, i blocchi della parete della cava venivano deposti sul piano per poi essere trainati ai piedi della piramide. Per evitare che rimanessero incagliati, si spargeva a terra del fango, che permetteva un migliore scorrimento delle slitte. Intanto, altre squadre di operai provvedevano a sollevare i blocchi di pietra, completando così i diversi piani. Come gli Egizi riuscirono a sollevare pietre tanto grandi e pesanti è una questione ancora aperta. Molto probabilmente, come testimoniano i resti trovati nel tempio di Setibtawy, utilizzarono un articolato sistema di rampe, permettendo alle squadre di lavorare senza ostacolarsi. Gli spazi che restavano tra i vari piani venivano riempiti con materiali vari e il tutto veniva ricoperto con pietra calcarea bianca, infine veniva innalzata una punta per la piramide completamente in oro massiccio che probabilmente serviva per vedere la piramidi da molto lontano, ma anche simboleggiava un aiuto per il faraone nell'ascesa al cielo, concludendo così la lavorazione e permettendo al sovrano di riposare nella propria, gigantesca, sepoltura.

### La Valle dei Re

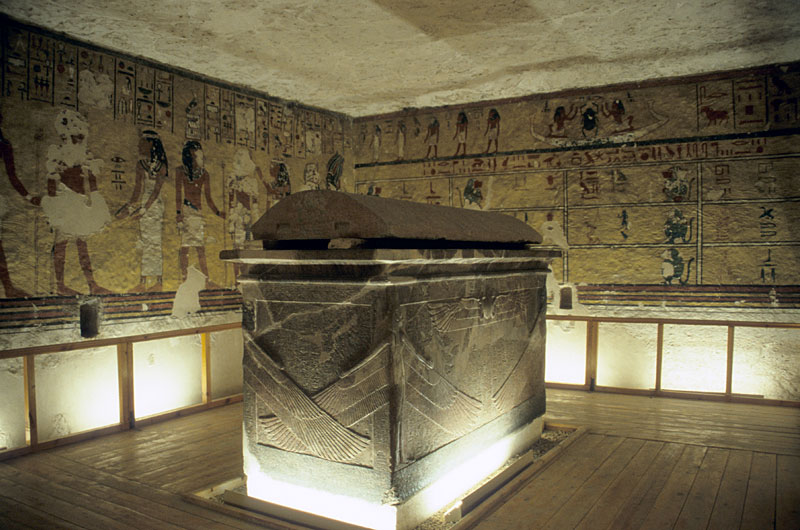
Tomba del faraone Ay

I faraoni del Nuovo Regno scelsero come luogo del loro eterno riposo una valle collocata all'estremità occidentale di Tebe. Fu Jean-François Champollion, nel XIX secolo, a dare per la prima volta a questa valle, conosciuta fino ad allora come la Grande Prateria, il nome di Valle dei Re. La scelta di questo luogo non fu casuale: qui l'occidente indicava infatti, secondo le credenze religiose dell'epoca, il regno dei morti. Questa caratteristica funeraria era esaltata dalla presenza di una montagna a forma di piramide che dominava la valle e richiamava alla mente le tombe dei faraoni dell'Antico Regno.
La Valle dei Re è un letto prosciugato di un fiume, scavato tra le montagne tebane, il cui corso si biforca in due diramazioni: quella secondaria, occidentale, o "Valle delle Scimmie", in cui sono state rinvenute quattro tombe, tra cui quella di Ay e Amenofi III, e quella principale, che appunto forma la Valle dei Re, nella quale sono state scoperte più di 58 tombe. Questa valle appartata garantiva ai re un riposo tranquillo, assicurato inoltre dalla vigilanza di un corpo speciale di polizia e dalla protezione della dea cobra Meretseger che vegliava sulla sicurezza della necropoli.
Il primo faraone che utilizzò questa valle per costruirvi il proprio sepolcro fu Amenofi I. Durante il suo regno il concetto di complesso funerario cambiò radicalmente; la tomba fu infatti separata dal tempio, costruito vicino alla sponda del fiume o in un'altra valle. Anche la struttura degli ipogei subì delle modifiche nel corso dei secoli. Le piante delle costruzioni funerarie seguivano in genere due modelli: quello della XVIII dinastia, a forma di angolo retto, e quello della XX dinastia, di tipo rettilineo. In entrambi i casi, il sarcofago veniva posto nella sala più profonda e le pareti erano riccamente decorate.
La Valle delle Regine sorge nelle vicinanze della Valle dei Re, fra le rocce che sovrastano la piana occidentale di Tebe. In lingua araba si chiama Bībān al-Ḥarīm, "le porte dell'harem". Nella valle sono state individuate un'ottantina di tombe, molte mai portate a termine, altre molto rovinate, tutte più o meno delle due ultime dinastie del Regno nuovo, XIX e XX. In essa riposavano, oltre a regine e concubine, anche alcuni importanti funzionari quali ad esempio il già citato Imhotep, Amon-her-khepshef, primogenito di Ramesse II e molti dei suoi figli.
La tomba che però più di ogni altra spicca per bellezza è quella appartenuta a una delle più famose regine dell'antico Egitto, Nefertari, la Grande Sposa Reale di Ramesse II. Questa vasta tomba scoperta nel 1904 dall'egittologo Ernesto Schiaparelli, è collocata nel versante settentrionale della Valle delle Regine e presenta una pianta molto articolata. E infatti diversa rispetto a quella delle tombe di tutte le altre regine (solitamente più semplici e dotate di un'unica camera funeraria) e si ispira piuttosto alle sepolture faraoniche della vicina Valle dei Re. Nelle pareti della seconda scala discendente, la decorazione è anche a rilievo. Al termine del ciclo pittorico, Nefertari si tramuta in Osiride, con il conseguente, auspicato raggiungimento dell'immortalità e della pace eterna.

### I grandi templi

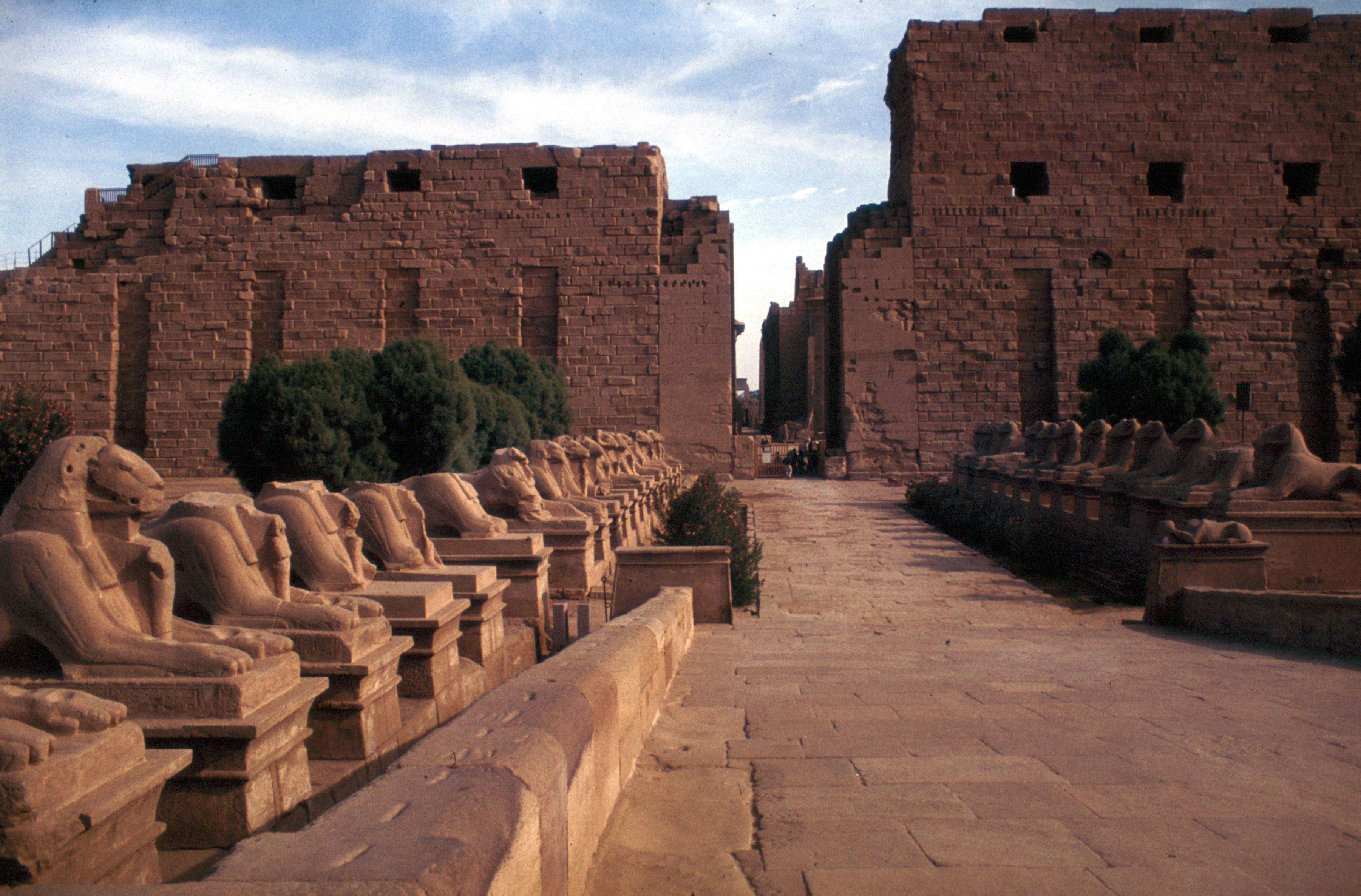
Complesso templare di Karnak

Il tempio in Egitto era la "casa del dio"; come in una dimora umana, vi era una parte aperta anche agli estranei, una destinata agli intimi e infine la parte più segreta, dove solo il signore della casa aveva diritto di stare, così lo schema classico di un tempio egiziano, comprendeva un cortile, pubblico, con porticati a colonne, dove poteva accedere anche la folla dei fedeli, mediante un portale monumentale inquadrato da due piloni, aperto nel muro di cinta che proteggeva il tempio; poi, la sala ipostila, dove avevano accesso il clero e gli alti dignitari: qui la luce era scarsa, il soffitto era sostenuto da altissime colonne; dalla semioscurità della sala ipostila si passava all'oscurità assoluta del santuario, la parte più intima e misteriosa, dove, nel suo naos sigillato, abitava il dio, nell'aspetto di una statua preziosa, e dove solo il faraone e i sacerdoti potevano entrare, quando venivano eseguite sulla statua divina le cerimonie del culto giornaliero. Solo in eccezionali ricorrenze e feste la statua del dio lasciava il suo oscuro ricetto, per essere portata in processione, sulla barca sacra (nella quale vi era sistemata una cappella).
I templi in miglior stato di conservazione si trovano oggi maggiormente nella zona di Tebe, la "città" per eccellenza. Qui si trova il complesso templare di Karnak, sito architettonico estremamente complicato: nella cinta dei grandi templi era il gran santuario di Amon, la cui grandiosa sala ipostila fu iniziata da Seti I e continuata da Ramses II, il tempio di Ptah, quello di Khonsu, anch'esso di età ramesside; numerosi blocchi sono rimasti del tempio del sole, dedicato ad Aton, edificato dal faraone Akhenaton prima di abbandonare Tebe; a Karnak vi è anche il "Padiglione delle Feste" di Thutmose III, ritenuto uno dei monumenti più originali dell'architettura templare.

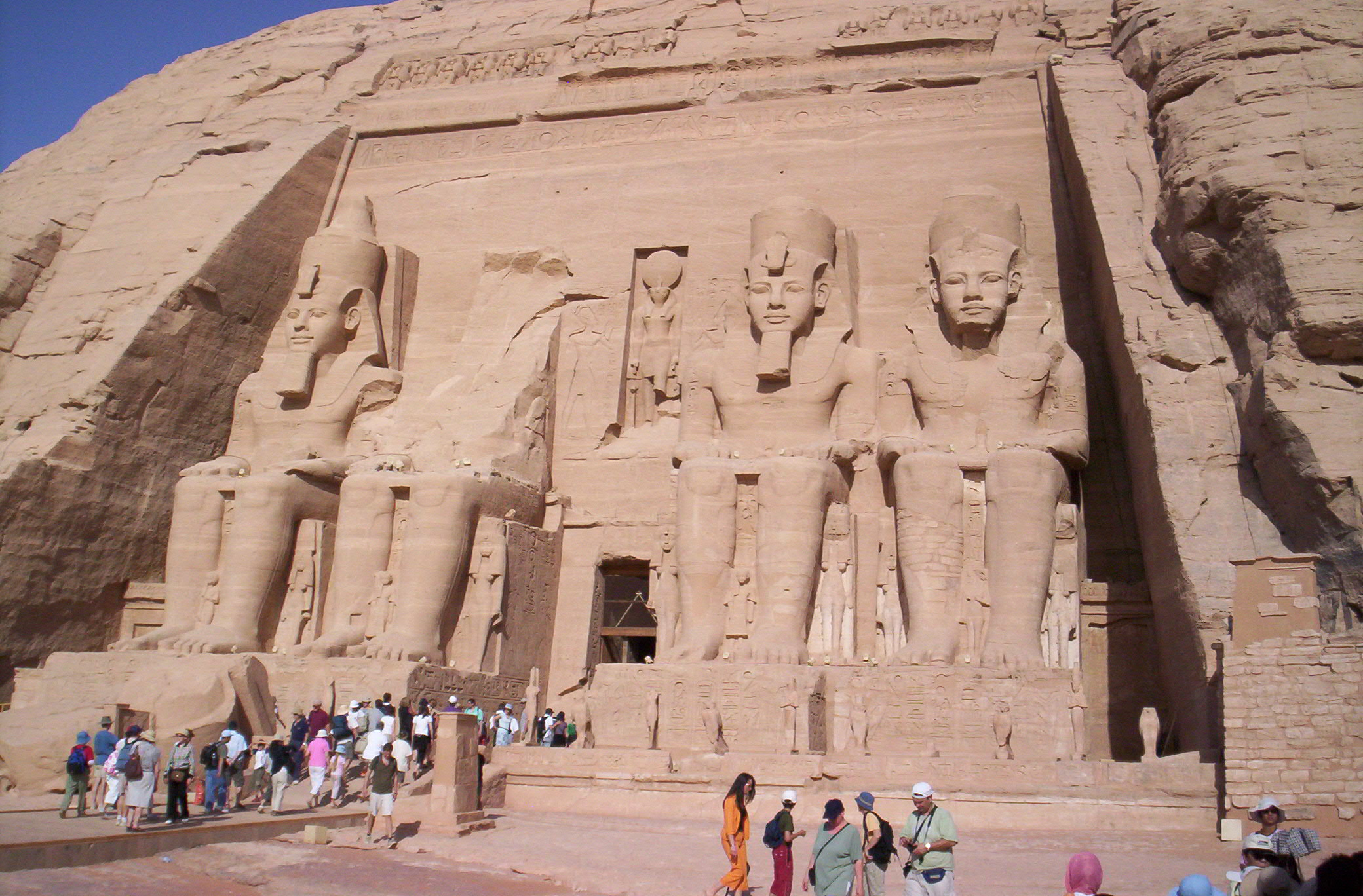
Il tempio maggiore di Abu Simbel

A Luxor, nel santuario eretto da Amenofi III, si ammira una fra le più belle sale ipostile dei templi egiziani. A Menfi, capitale dell'Antico Regno, non è rimasto altro se non povere rovine di templi, come il santuario di Ptah. Ad Abido, nella zona meridionale dell'Egitto, è conservato in ottimo stato il magnifico tempio di Osiride, costruito da Seti I e terminato dal figlio di questi, Ramses II; il tempio ha due sale ipostile e un santuario settuplo.
Menzione a parte meritano i due magnifici templi di Abu Simbel, ad opera dell'instancabile Ramses II, uno dedicato a Ra e al faraone divinizzato, uno dedicato ad Hathor e alla regina Nefertari, adattati magnificamente alla topografia del luogo, un terreno montuoso, e alla natura del materiale scavato, la roccia.
Quattro grandi statue sedute del sovrano, alte quasi 21 metri, a gruppi di due, dominano la facciata del primo tempio, il maggiore. Sull'entrata del tempio venne posta una statua di Ra mentre afferra gli altri simboli che compongono uno dei nomi del faraone: una figura di maat e uno scettro. Il tempio presenta una sala ipostila, dalla quale si accede alla camera che precede il santuario, e un numero elevato di sale secondarie laterali.
La facciata orientale del tempio dedicato ad Hathor e Nefertari consta invece di sei statue alte circa 10 metri. Quattro di queste rappresentano il faraone e due la sposa Nefertari, cui spettò l'inusuale onore di essere raffigurata della stessa grandezza del re. Scolpite all'interno di nicchie, le sculture hanno la gamba sinistra in avanti; ai lati di ciascuna sono rappresentati principi e principesse. La decorazione interna di entrambi i templi ricorda episodi della celebre Battaglia di Qadeš, combattuta da Ramesse II contro gli ittiti.

### Scultura
La grande abbondanza di materiale lapideo in Egitto determinò fin dalle origini una notevole ricchezza di opere scultoree. Nella scultura a tutto tondo o ad altorilievo le figure sono presentate in maniera rigidamente frontale, e sebbene siano talvolta inscenati dei movimenti di braccia e gambe, il risultato è sempre sostanzialmente statico. Grande attenzione viene di solito posta nei volti, con una maggiore delicatezza nella resa del modellato e dei lineamenti.

## Società

### Il faraone

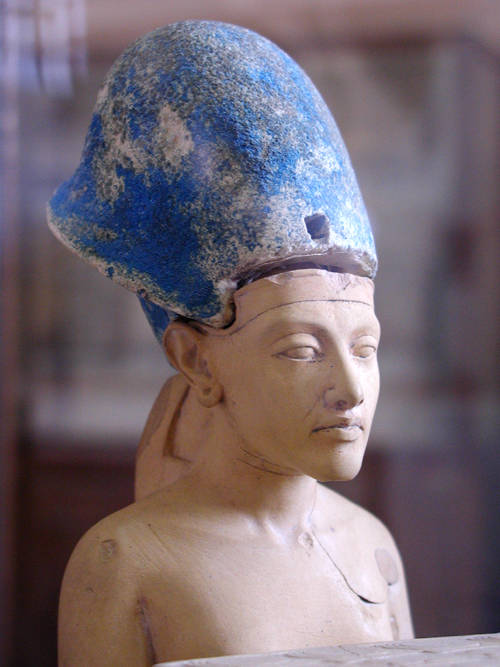
Statuetta di Akhenaton con la corona blu khepresh. Museo egizio, Il Cairo.

Il faraone è il sovrano potente e incontrastato, apice della piramide sociale che regge l'Egitto. Più dio che uomo, incarnazione di Horus, figlio di Osiride, colui che sconfisse il male, rappresentato da Seth, il faraone nasce con l'avvento di Narmer e l'unificazione delle Due Terre sotto un unico scettro.
La parola faraone, desunta dalla Bibbia, è però anacronistica per gran parte della storia egiziana. Il termine originario pr-‘3 (pronuncia convenzionale: per-aa) significa "grande casa" e indicava la residenza reale e venne usato per indicare il monarca a partire da Thutmose III. Per quanto riguarda i nomi personali sono indicati da una titolatura con cinque nomi, che spesso comprendono lunghi epiteti riferiti ad un programma o ad una realizzazione del re, ad esempio: "Colui che tiene unite le Due Terre".
I sovrani dell'Egitto unito portano la corona sekhemty, che vuol dire "le due potenti", unione della corona Deshret, la rossa, simbolo del Basso Egitto, e della bianca, hedjet, simbolo dell'Alto Egitto, poiché signori delle Due Terre Unite. Nel Nuovo Regno e principalmente durante l'epoca del faraone Ramses II, grande guerriero, il faraone era solito portare il cosiddetto khepresh, la corona di guerra, un casco blu con piccole decorazioni circolari. Queste corone erano tutte accomunate dall'ureo, la dea cobra, protettrice dei faraoni.

### La burocrazia e gli scribi

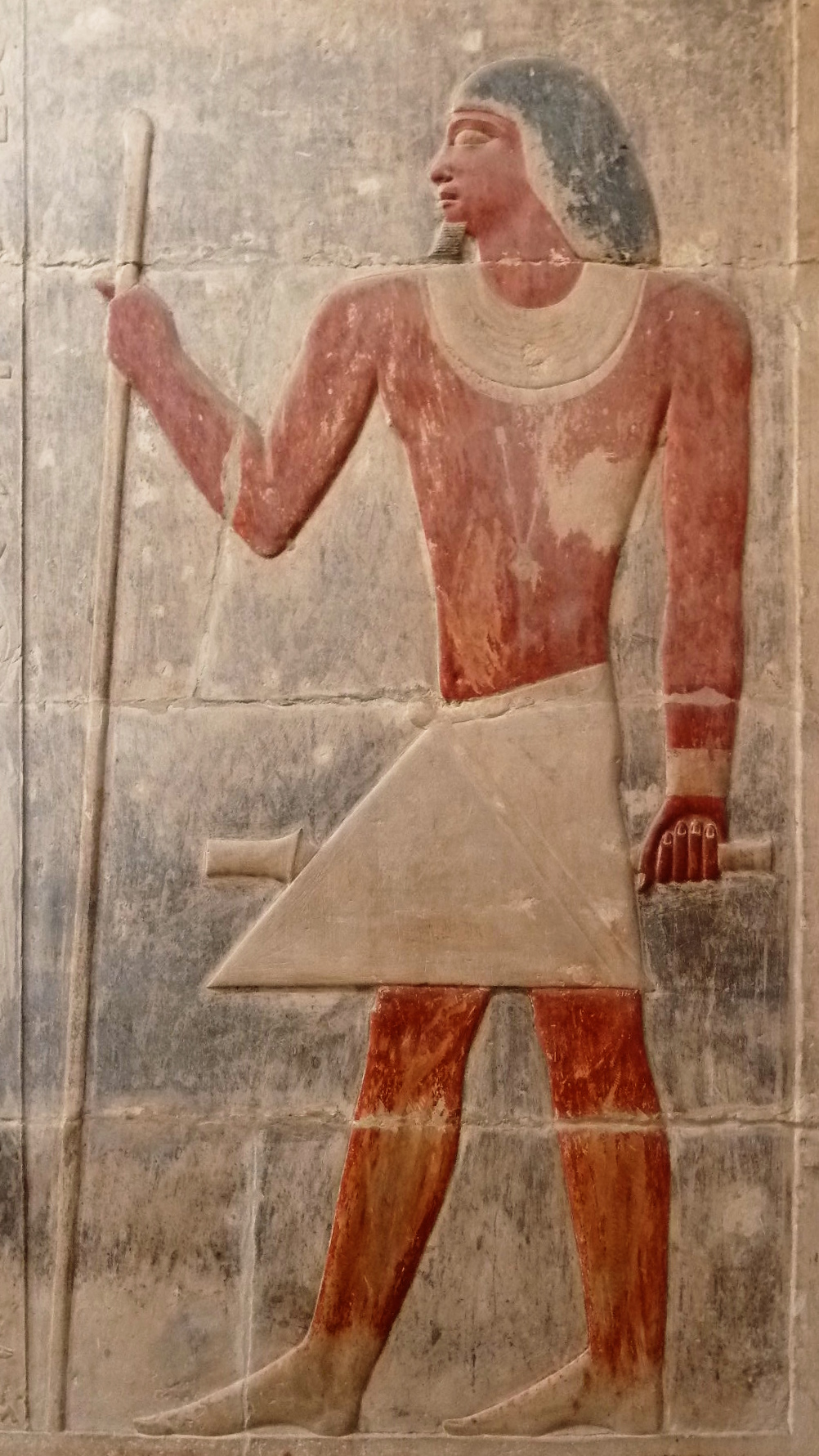
Il visir Kagemni - V e VI dinastia (dalla tomba LS10 di Saqqara)

L'Egitto ebbe la più articolata amministrazione dell'antichità. Agli ordini diretti del faraone c'era una specie di primo ministro, il visir, cui faceva capo l'intero apparato amministrativo: egli controllava la gestione della giustizia, il tesoro e le entrate fiscali, sovrintendeva ai lavori pubblici. Il visir aveva al proprio servizio numerosi funzionari, distribuiti in ordine gerarchico negli uffici centrali e in tutti i distretti del paese.
Dato che tutti gli atti pubblici venivano accuratamente registrati e archiviati, gli scribi formavano l'ossatura della burocrazia egiziana, presenti a corte come nei più lontani uffici periferici, nelle esattorie delle imposte, nei campi e censire il bestiame o a misurare i raccolti, avevano un ruolo primario e insostituibile, che garantiva loro prestigio e privilegi. La complessità della scrittura geroglifica richiedeva del resto lunghi anni di studio, e solo pochi la apprendevano.
Il faraone, come possiamo vedere sia nelle pitture murali che nei sarcofagi, regge due scettri: il pastorale, hekat, simbolo del sovrano "pastore del gregge", e dunque guida, e il nekhekh, simbolo di potere e fonte di timore per nemici e ribelli. Durante le cerimonie ufficiale si soleva reggere anche il uas, lo scettro degli dèi, un lungo bastone la cui parte superiore aveva la forma di animale mitico.

### Le donne

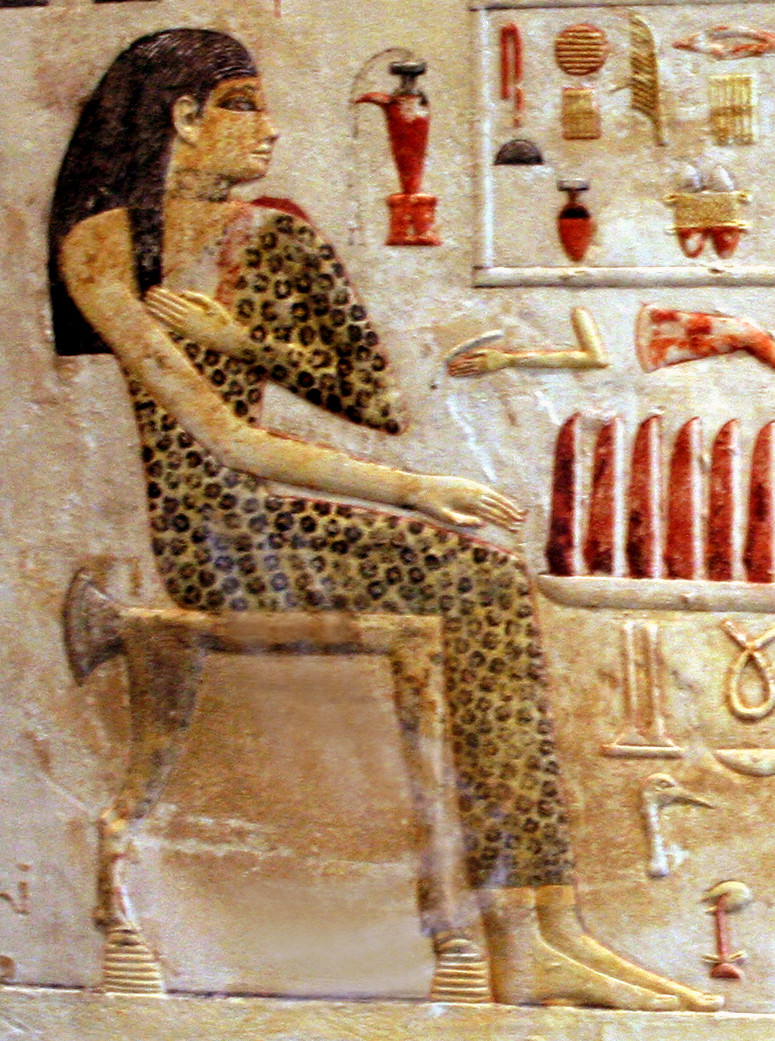
La principessa Nefertiabet (2590-2565 a.C.), museo del Louvre

Nonostante siano noti pochi esempi di donne egizie del ceto medio giunte a ricoprire ruoli importanti nella vita pubblica, la condizione femminile nell'antico Egitto era generalmente migliore rispetto a quella della donna in Grecia o nell'antica Roma. Spesso, in assenza dei loro mariti, gestivano direttamente le piccole aziende o imprese dei loro consorti, anche se ovviamente il loro ruolo preminente era legato soprattutto alla vita familiare come mogli e madri. Nell'ambito della vita domestica a loro era affidata la gestione della casa e della servitù oltre che il compito di educare i figli. Al di fuori della vita domestica le posizioni più comuni erano quelle di ballerina, prefica o accompagnatrice musicale, mentre per le donne abbastanza ricche da poter avere alle loro dipendenze serve che si occupassero dei figli non era infrequente l'impiego come profumiere, cantanti, musiciste o come sacerdotesse di rango minore al servizio di qualche divinità.

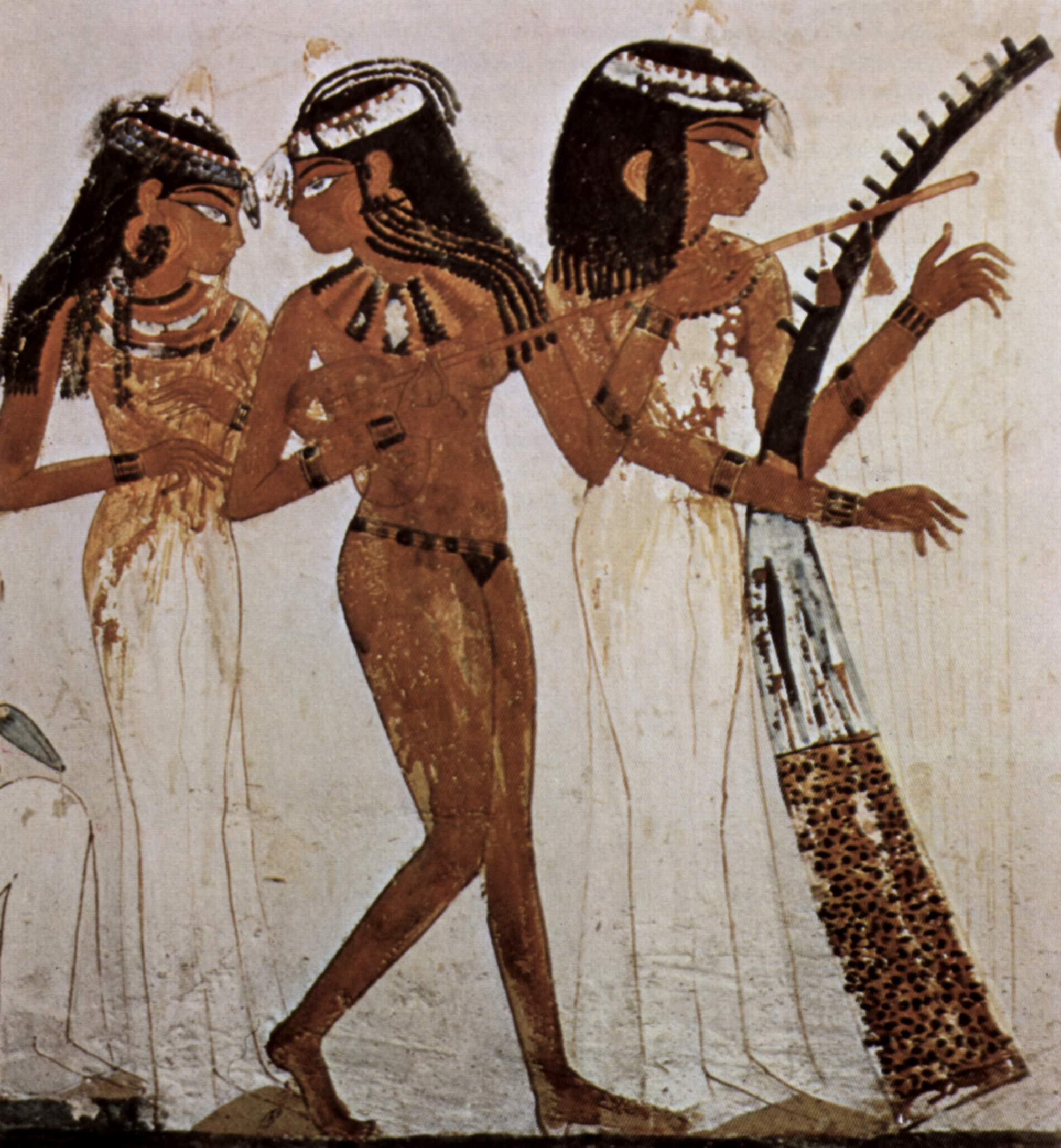
Musiciste dell'antico Egitto

Per quel che riguarda le donne di estrazione nobile o di sangue reale si conoscono svariate donne assai influenti: una delle più note fu Nitocris, che intorno al 2218 a.C. regnò al posto del marito deceduto. Ci fu poi tra il 1600 e il 1200 a.C. una discendenza politica femminile: la regina Tetisheri, che ebbe tre figlie (Ahhotep I, Ahmose Meritamon e Ahmose-Sitkamose), che sposarono Amenofi I. Ahhotep I intraprese delle campagne contro gli Hyksos e diede alla luce la regina Thothmes, sposa di Amose. La quarta generazione fu rappresentata da Hatshepsut, che avviò molte opere di ricostruzione.
Tra le donne più fortunate c'erano le sacerdotesse, che ricevevano educazione artistica e musicale e che, dalla diciottesima dinastia, costituirono un ceto elevato ma accessibile a tutte.
Le donne avevano autonomia sociale-giuridica e potevano ereditare, tra i ceti medio-bassi capitava spesso che lavorassero a fianco degli uomini (come dimostrano le pitture tombali) affiancandoli nei lavori agricoli. Si ha notizia poi di donne a capo di un'azienda di loro proprietà (Nenofer, durante il Nuovo Regno) e di donne giunte a svolgere la professione medica (Peseshet durante la IV dinastia).
Questa elevata autonomia sociale delle donne egizie influenzò anche i diritti di quelle greche e romane (quando i suddetti popoli conquistarono l'Egitto).

### La casta sacerdotale
Come per gli esseri umani, anche gli dei dell'Egitto avevano una loro casa “terrena”, il tempio; ciò comportava che a tale casa fossero annessi possedimenti fondiari, coltivazioni, bestiame, e che il personale che si interessava di mantenere e far prosperare tali possedimenti fosse alle dipendenze del dio. Non solo contadini, perciò, ma anche tutti gli artigiani specializzati come, ad esempio, orafi, guardiani di bestiame, scalpellini e scultori, pittori. Responsabili di tutte le attività connesse al lavoro di questo personale erano i funzionari il cui compito principale era servire il dio nella sua casa, tenerla in ordine e badare al buon andamento di ogni attività tra cui, ovviamente, anche il controllo delle maestranze dedicate alle proprietà del tempio. Tra le varie incombenze c'erano anche quelle di tipo rituale, spesso molto complesse. Questi funzionari, che non avevano il compito di fare proseliti per il dio, o di arringare i fedeli, erano i sacerdoti che costituivano una vera e propria casta giacché anche la loro struttura si basava su rigide gerarchie.
La carica di sacerdote, salvo per i gradi più alti, era temporanea e normalmente svolta per turni durante i quali dovevano essere seguite regole di purezza fisica (con frequenti abluzioni e purificazioni anche estetiche come la rasatura dei capelli o della peluria corporea) e morale, tra cui l'astensione dai contatti sessuali, per poi tornare, al termine del turno, alle normali attività svolte precedentemente, sia pure con l'eventuale alto rango raggiunto.

#### Clero maschile
Dal livello più basso i sacerdoti erano normalmente inquadrati in:
- sacerdote uab (il puro): poiché le attività connesse a tale rango erano specialmente di tipo manuale, dovendo tra l'altro maneggiare gli oggetti del culto, dovevano essere particolarmente puri di mani. A loro competeva, inoltre, il trasporto del simulacro del dio o il precederne la barca sacra per ripulirne il cammino. Benché posti al gradino più basso della gerarchia sacerdotale, non mancavano, in tali ranghi, scribi, scultori, pittori. Sono noti preti uabu (plurale di uab) direttori dei laboratori artigianali e, all'interno del livello, esisteva una sorta di sotto-gerarchia che prevedeva un grande uab che poteva avere eccezionalmente accesso al simulacro del dio. Il servizio veniva svolto in turni.
- sacerdote "lettore" o "ritualista" (kher-heb: colui che è sotto il rituale): compito dei lettori era il portare i rotoli dei rituali che avevano il compito di leggere con "voce giusta" e far rispettare. Nella gerarchia sacerdotale erano allo stesso livello dei preti uabu, ma all'interno della categoria esisteva una ripartizione tra "primo", "secondo" e "terzo" ritualista. Il servizio prevedeva turni.
- sacerdote setem o sem: incarico specificatamente previsto per il culto di Ra ad Eliopoli e di Ptah a Menfi. Particolare importanza aveva il prete setem durante i rituali funerari quando, indossando una pelle di leopardo, aspergeva con acqua sacra la bara e il suo contenuto. All'atto della morte di un sovrano il successore (vedi i dipinti della KV62 di Tutankhamon), vestendo i panni di sacerdote sem eseguiva la Cerimonia di apertura della bocca e degli occhi del defunto re.
- sacerdote "orologo" (il vegliante): aveva il compito di sovrintendere allo scorrere del tempo perché i rituali fossero officiati nei giusti momenti.
- il "Padre del dio" (it-neter: padre divino): di rango superiore a quelli sin qui visti, affiancava nei rituali il superiore diretto.
- il "Servo del dio" (hem-neter): noto anche come "profeta". Il livello prevedeva quattro gradi: il primo, secondo, terzo e quarto profeta (o servo) del dio. Rivestiva funzioni massime di comando e coordinamento su tutti gli altri ranghi sacerdotali. Non tragga in inganno, tuttavia, il termine "profeta" giacché, al contrario di quel che si potrebbe credere, non implicava funzioni divinatorie o profetiche giacché deriva, di fatto, dalla traduzione greca del termine Hem-Netjer, ovvero "Servo del dio". In tal senso esistevano, perciò, "profeti" per ogni divinità; normalmente affiancato dal numero ordinale (Primo, Secondo, Terzo etc.) ad indicare l'ordine gerarchico all'interno del tempio, esistevano profeti anche per il culto funerario dei re presso i Templi del Milione di Anni destinati al loro culto. La carica era particolarmente importante presso il tempio di Amon (dio dinastico della XVIII dinastia) a Karnak al punto che alcuni "Primi Profeti" ricoprirono contestualmente anche cariche politiche di preminente livello come quella di visir[N 2][N 3].

Di fatto, mentre l'incarico di Terzo e Quarto Profeta erano di tipo generalmente onorifico, il Primo e Secondo Profeta si alternavano nei riti con turni settimanali. Era concesso al Primo Profeta di affiancare la barca sacra processionale immediatamente dietro il re ed era il principale responsabile di tutti i riti. Quando occupato per incarichi politici o amministrativi, o quando non di turno, poteva essere sostituito dal Secondo Profeta che, in quel caso, aveva le stesse prerogative. Di fatto appartenevano al Secondo Profeta le incombenze più operative e a lui, specie nel periodi di maggior potere del dio Amon, competeva l'incarico di Sovrintendente del tesoro di Amon nonché la supervisione e la sorveglianza su tutti i laboratori e sui terreni di proprietà del dio. A lui infine competeva la ricezione dei tributi che provenivano dai paesi assoggettati all'Egitto, o con cui il Paese aveva rapporti commerciali o diplomatici.
Come tutti i funzionari dell'entourage reale, competeva al Primo e Secondo Profeta personale preposto alla loro specifica funzione e agevolazioni devolute alla carica.

#### Clero femminile
Considerando anche la forte partecipazione della donna nella società dell'Antico Egitto, esisteva anche una nutrita componente clericale femminile: 
- "cantatrici" e "musicanti": come per i preti uabu, il livello più basso della gerarchia femminile era occupato dalle "cantatrici" e dalle "musicanti", il cui compito era quello sottolineare con musiche e canti i rituali più importanti. L'incarico, svolto in turni, veniva usualmente ricoperto da donne dell'entourage regale (figlie, sorelle, madri di funzionari di Palazzo).
- "dame o concubine dell'harem divino (hn-rwt)": anche questo incarico veniva svolto per turni, sotto la supervisione di una superiora. Venivano probabilmente prescelte tra le "cantatrici" di rango sociale più elevato esclusa la moglie del Primo Profeta del dio.
- "Serve del dio" (hemet-neter): è la controparte femminile del Servo del dio (hem-neter) e servivano, normalmente dee come Hathor, Neith, Mut, ma anche divinità maschili come Thot, Ptah o Amon. Destinata a dame di rango sociale ancora più alto, la carica sfociò in quella di "Moglie del dio".
- "Moglie del dio": massimo livello sacerdotale femminile, seconda solo all'"Adoratrice del dio", partecipava ai rituali nel tempio e aveva la direzione di tutto il clero femminile e la supervisione dei laboratori e dei magazzini del tempio. Disponeva di una casa propria e di personale, nonché rendite in cereali e mandrie dei possedimenti templari e di un tesoro privato.
- "Adoratrice del dio": appannaggio delle donne di sangue reale, si fondeva spesso con la carica di Mano del dio e assimilata alla dea Tefnut. Stando agli epiteti che le competevano, doveva essere di particolare bellezza, dotata di bel portamento, essere dolce e avere una bella voce nel canto. Nei rituali affiancava il Padre del dio, nonché altri alti officianti in casi particolari. Aveva una dotazione propria di personale e mezzi che comprendeva, tra l'altro, un maggiordomo, uno scriba del tesoro, un capo delle campagne, un capo delle mandrie e uno dei battelli, oltre artigiani, scribi e personale addetto alle colture[94][95].

### L'esercito
Durante l'Antico Regno non vi fu necessità di un esercito permanente. Quando vi era bisogno di affrontare un'incursione beduina o la necessità di un bottino, si organizzava una leva; venivano dunque reclutati giovani che, una volta terminata la guerra, tornavano al loro lavoro abituale. Molto più comune era però il reclutamento di mercenari, in particolare Libici e Nubiani. Questi ultimi erano molto apprezzati come arcieri. L'esercito assunse un ruolo importante a partire dal Medio Regno, giungendo al proprio apice nel Nuovo Regno, periodo di grandi spedizioni militari.
L'esercito egizio era perfettamente organizzato, e alla guida delle truppe stava sempre il faraone, sul quale ricadeva il comando assoluto. Malgrado questa concentrazione di potere, egli, come avveniva col suo potere religioso, delegava le sue funzioni ai generali. Vi sono però molti faraoni, primo fra tutti Ramesse II, che accompagnavano le truppe in battaglia e spesso combattevano al loro fianco. Le truppe erano composte da corpi di arcieri, di fanteria e di cavalleria, o per meglio dire "carreria", quest'ultima riservata principalmente agli aristocratici.
Spessissimo nelle armate egiziane la truppa sui carri era la più numerosa. Erano carri leggeri, differenti (per esempio) da quelli ittiti, e veloci. Erano spesso usati come truppa di sfondamento negli eserciti egiziani. Sul carro c'era un arciere ma soprattutto un soldato armato di una lunga lancia da guerra. Dei carri egiziani si può dire che costituivano la "cavalleria leggera" dell'armata, appunto perché erano veloci e versatili. Gli Egizi avevano conosciuto il carro da guerra dal popolo invasore Hyksos.

### Funzionari di stato

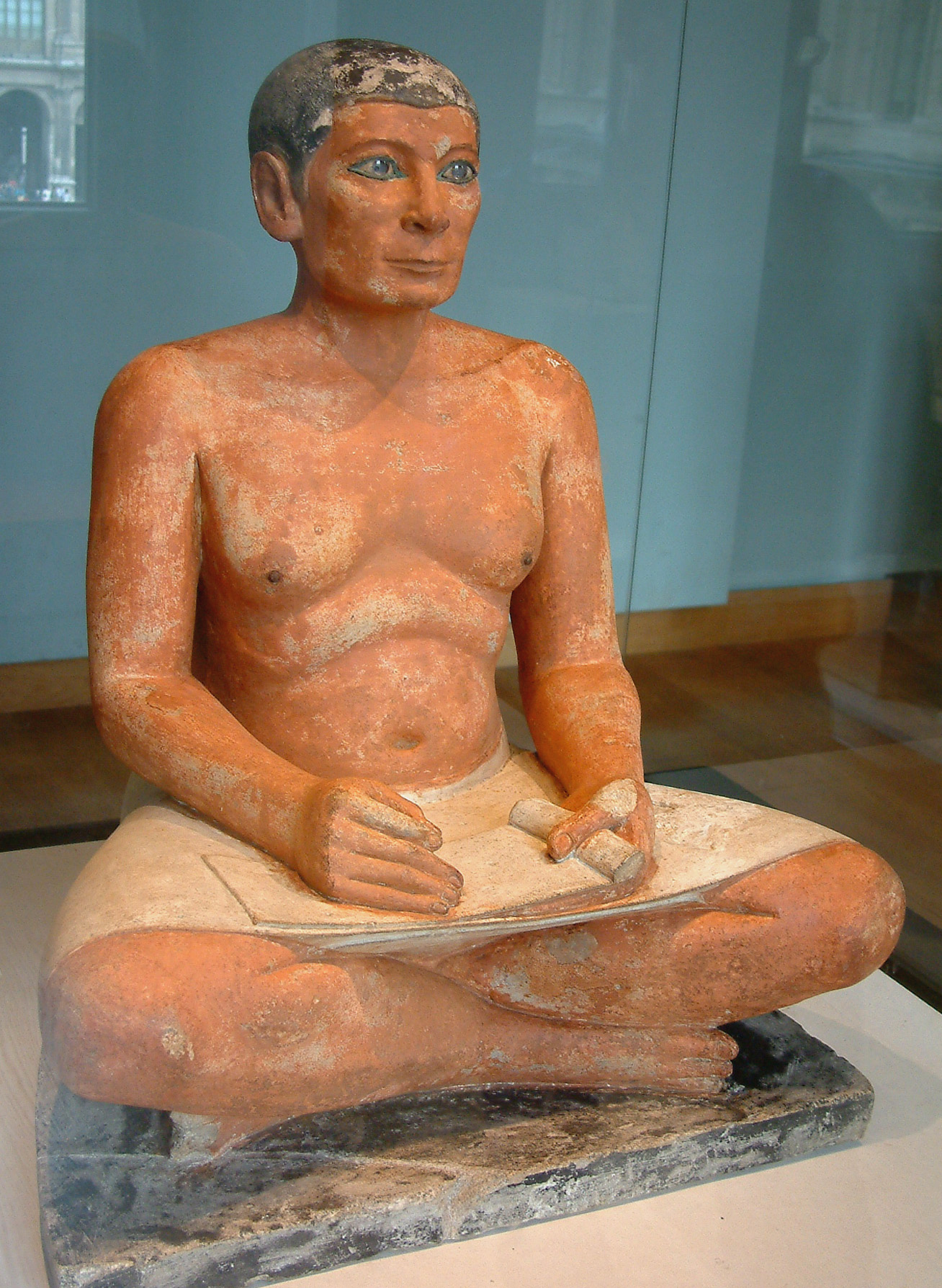
Statua di scriba

Per amministrare l'Egitto il faraone ricorreva all'aiuto di suoi rappresentanti, con un ampio sistema di funzionari, dei quali il più elevato era il "visir". Fino alla XVIII dinastia vi fu un solo visir per tutto l'Egitto, ma nel regno di Thutmose III la funzione si sdoppiò e vi fu un visir del sud che risiedeva a Tebe e un visir del nord che aveva la sua sede a Eliopoli. Al visir facevano capo tutte le branche amministrative dell'Egitto ed era inoltre quel che oggi chiameremo ministro della guerra, ministro degli interni, capo della polizia egiziana, ministro dell'agricoltura e ministro di grazia e giustizia. Vi erano comunque molti altri tipi di funzionari come ad esempio i "grandi maggiordomi", dediti ad amministrare le terre di proprietà del faraone, comandanti militari, architetti reali, come ad esempio il famoso Imhotep che venne divinizzato dopo la morte e, tra i funzionari meno conosciuti, i sementi, addetti alla ricerca dell'oro e pietre preziose.
L'Egitto riusciva inoltre a conservare la propria economia grazie all'aiuto di funzionari, trascrittori di tutte le derrate alimentari, delle importazioni e delle esportazioni, del numero di capi di bestiame, di vino o altri prodotti che entravano nei magazzini: erano gli scribi. Chiunque poteva diventare scriba, sebbene generalmente fosse un mestiere che veniva tramandato di padre in figlio. Durante l'Antico Regno era lo scriba a insegnare personalmente al proprio figlio; tuttavia, a partire dal Medio Regno, in alcune città comparvero le prime scuole degli scribi dette "case della vita". I bambini vi entravano all'età di quattro anni e il loro apprendistato finiva verso i dodici. Iniziavano copiando frammenti di calce o ceramica, o di legno ricoperto di gesso, dato che il papiro era un materiale molto costoso. Oltre a saper scrivere dovevano anche conoscere le leggi e avere nozioni di aritmetica per calcolare le imposte. Questa casta era talmente importante da avere una propria divinità tutelatrice: il dio Thot. Questi, rappresentato sia come babbuino che come ibis, nel poemetto imprecatorio scritto da Ovidio, era ritenuto inventore della scrittura e del calendario, scriba supremo, presenziava personalmente alla cerimonia del giudizio dell'anima, trascrivendo le dichiarazioni come in un qualsiasi processo.

### Il popolo

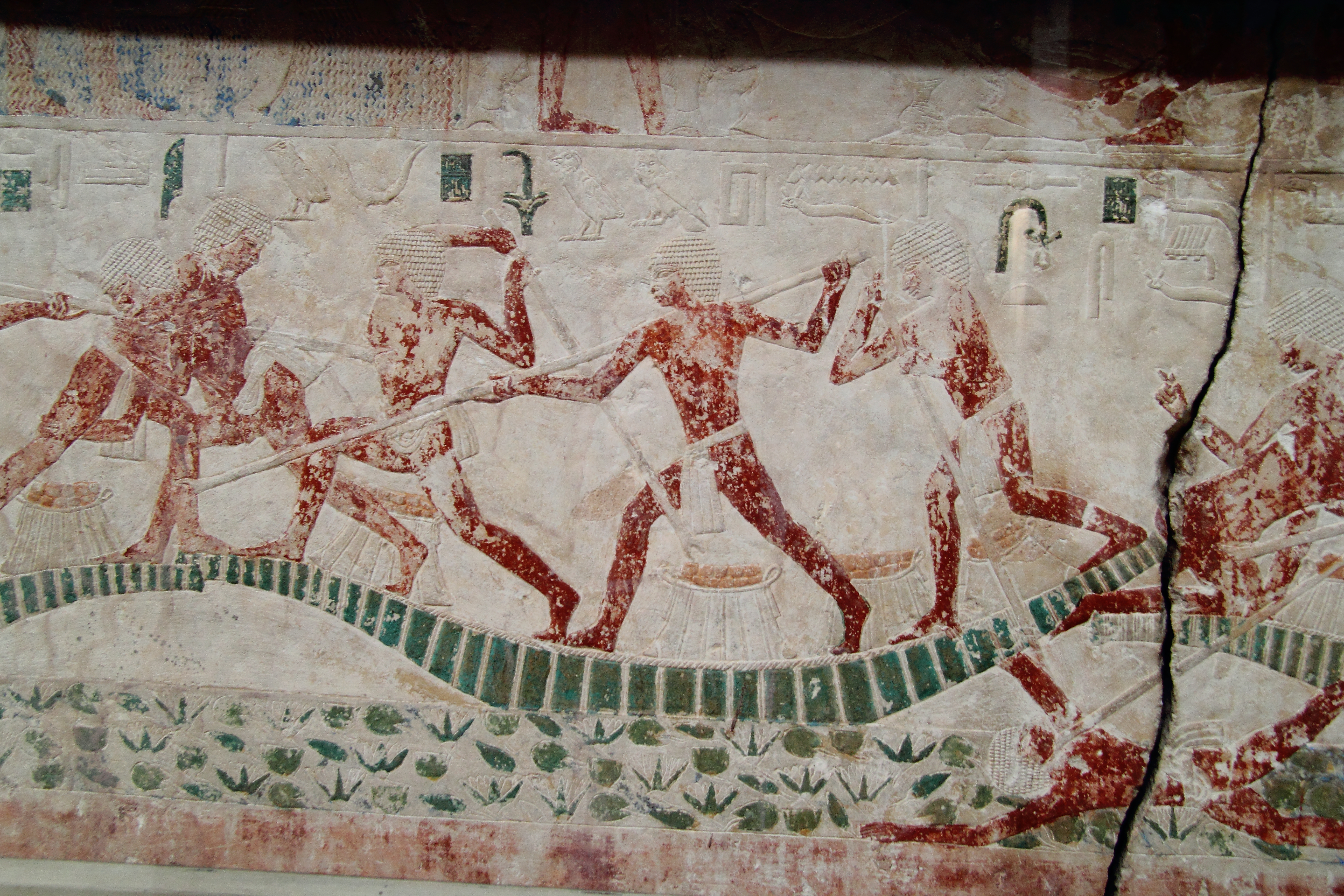
Rilievo di competizione sportiva (JE 30191). Museo egizio del Cairo.

La massa della popolazione era formata principalmente da contadini che lavoravano per i privati, o per i domini regi o i templi, con un contratto di lavoro, registrato in un ufficio statale, che definiva esattamente le prestazioni cui i lavoratori si impegnavano e alle quali i datori di lavoro dovevano attenersi, a rischio di essere citati ai tribunali locali; c'erano inoltre gli affittuari, che prendevano a lavorare, con un contratto scritto, una certa terra pagando un tanto.
C'erano poi gli operai dello stato, addetti alle cave e alle miniere. C'era anche la classe artigiana, essenzialmente urbana, formata da gente libera: falegnami, lavandai, fornai, vasai, muratori. C'erano i commercianti e, soprattutto nelle città del Delta, c'erano i marinai, che esercitavano il commercio marittimo verso Creta, Cipro, il Libano, esportando e importando.
C'era anche un'altra classe, la più bassa, formata da persone che appartenevano al re o ai templi, o ai privati: uomini addetti soprattutto al lavoro dei campi e donne addette specialmente alle case.

#### Agricoltura
Il contadino egizio dedicava gran parte della giornata a curare i campi e a difenderli dalla siccità e dalle calamità. Arava e seminava il terreno in autunno, quando non era ancora impregnato d'acqua, in modo da poter utilizzare al meglio i primitivi strumenti di cui disponeva. Il successivo compito era quello di curare l'irrigazione dei vari appezzamenti, dal momento che l'abbondanza del raccolto dipendeva dall'acqua che vi arrivava; doveva quindi sorvegliare che le dighe e i canali portassero regolarmente acqua ai campi. Nei luoghi dove non era possibile far arrivare l'acqua con i canali, utilizzava altri sistemi di trasporto o stoccaggio come le cisterne.
Le coltivazioni più importanti erano quelle del lino e dei cereali, dalle quali si ricavavano due raccolti: il principale avveniva alla fine dell'inverno e l'altro, meno abbondante, in estate. Una volta cresciute le spighe, era necessario mieterle. Il lavoro del contadino era controllato dagli scribi, che curavano di riscuotere le tasse a seconda del rendimento ottenuto e di punire chi non rispettava le prescrizioni. Il grano era custodito in silos e nei magazzini i quali dipendevano, per la maggior parte, dallo Stato e dai templi. I granai dovevano essere pieni per far fronte ai periodi di cattivo raccolto e per approvvigionare l'esercito e i funzionari.

#### Allevamento

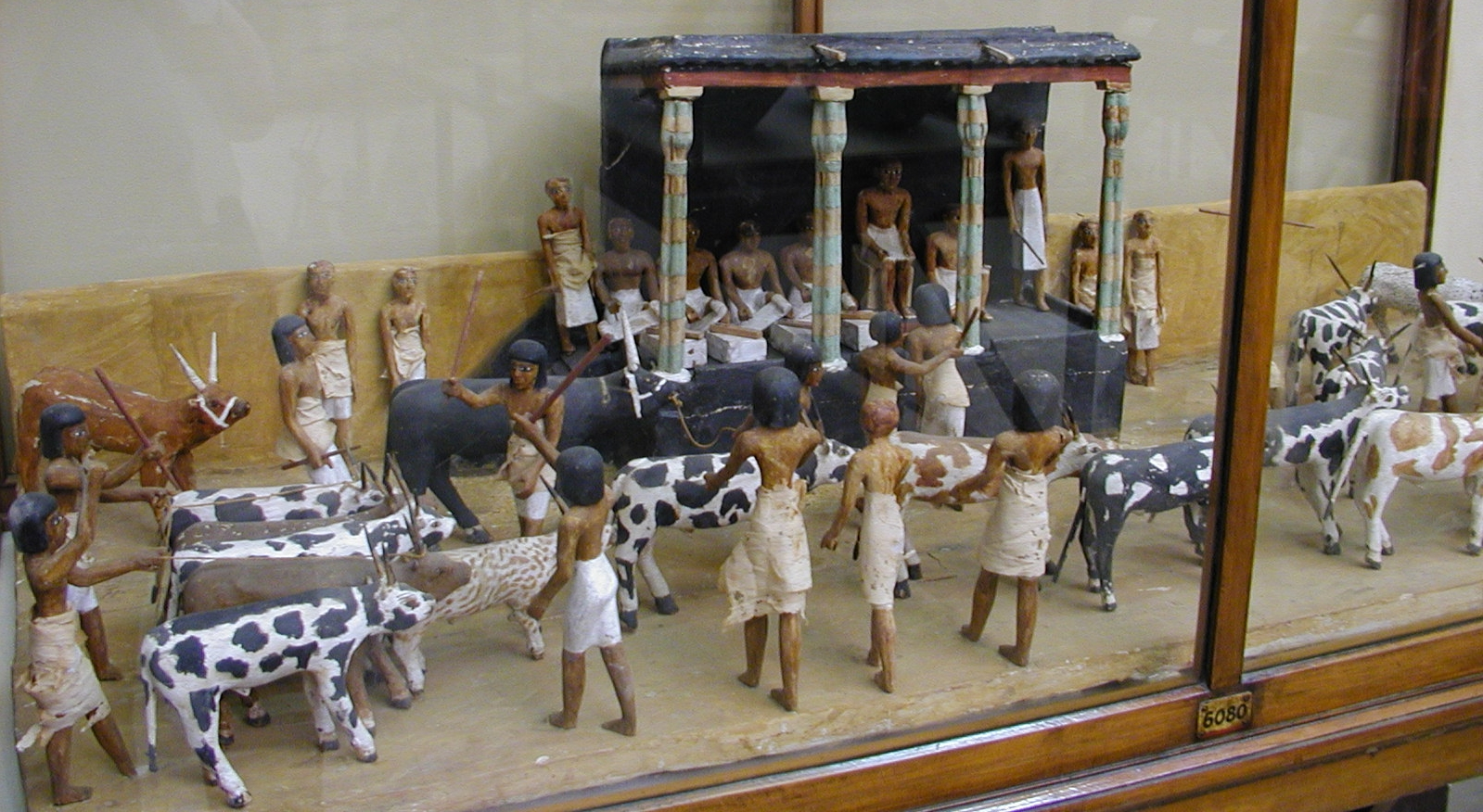
Scena di allevamento bovino, Museo del Cairo

L'allevamento del bestiame rivestiva una notevole importanza. Sin dai tempi del neolitico veniva praticato nel territorio, come testimoniano le varie decorazioni delle tombe dell'Antico Regno, che ne mostrano alcune scene.
Venivano allevati soprattutto bovini, sia caratteristici della zona come il bue che altri. Si allevavano anche asini, capre, pecore, diversi tipi di uccelli e maiali, in seguito i cavalli, i dromedari e i gallinacei. Gli Egizi riuscirono anche ad addomesticare alcuni animali solitamente selvatici come antilopi e carnivori.
Molti furono semplicemente animali da compagnia, che potevano dimostrare il rango sociale del loro padrone.
Altri animali come l'ibis, le gazzelle e i leoni, potevano costituire animali da compagnia, per dimostrare l'elevato stato sociale di chi possedeva tale rarità. Lo stesso faraone Ramesse II ne possedeva uno. Altri furono usati nella caccia, come nel caso delle iene.

#### Caccia

Stele raffigurante due coppie di arcieri (di diversa etnia), da Gebelein. Primo periodo intermedio, tra il 2118 e il 1980 a.C. Museo Egizio, Torino.

A partire dal neolitico la caccia assunse un ruolo sempre più importante; anche se si hanno pochi reperti di queste epoche antiche, dalle varie rappresentazioni si comprende come gli animali cacciati con lance, arpioni e boomerang erano leoni, leopardi e ippopotami. Durante l'epoca faraonica, la caccia divenne anche un'attività per classi privilegiate. Era un mezzo per dimostrare la loro forza e spesso arrivavano a farsi rappresentare in tale guisa nelle loro tombe; prove di questo sono state rinvenute proprio grazie alle pitture funerarie. Si narra delle imprese di Amenofi III, che aveva catturato 200 leoni in 10 anni e di Seti I alle prese con un'unica arma, una lancia, contro un leone.
Era uno sport individuale ma i potenti avevano una compagnia che gli era utile nel trasporto sia di armi che di prede. La caccia rimaneva comunque un mezzo per procurarsi del cibo e si utilizzavano trappole con rete e buche scavate dal terreno. Alla fine della caccia una parte delle prede veniva sacrificata come ringraziamento.
Si cacciavano soprattutto ippopotami; durante la caccia veniva inizialmente lanciato un arpione, fatto di legno con un gancio metallico e una corda, che veniva lanciato per colpire l'animale.
Nel deserto dai tempi di Thutmose IV, si cominciò ad utilizzare un carro trainato da cavalli; un uomo, armato di frecce, colpiva la preda appostato sopra al carro. In egual modo venivano catturati i tori selvatici.

#### La casa egizia

Modello raffigurante un uomo intento a cucinare un'anatra

La casa del funzionario era costituita da 3 piani: il piano terra per le attività commerciali, il primo piano per ricevere eventuali ospiti mentre al secondo piano si trovavano le stanze da letto e gli alloggi per le donne. Tutti i piani erano collegati da scale.
Grazie a scavi archeologici ad Amarna, si sono ritrovate prove di abitazioni con vasti cortili e con piscine non per nuotarvi ma come abbellimento, piene di pesci e piante acquatiche galleggianti.
L'arredamento della casa egiziana, anche quella signorile, mirava all'essenziale. Nella cucina si ritrovavano bracieri, forni in muratura e ceste che contenevano vivande; si preferiva mangiare seduti su stuoie. Nelle sale addette alle udienze vi erano sedili pieghevoli senza spalliera e troni, anche con rifiniture in oro e pietre preziose, con spalliera e braccioli.
Cofanetti e bauli venivano utilizzati per depositare e contenere abiti e oggetti da toilette. Per far luce si utilizzavano delle ciotole di ceramica: esse venivano riempite di olio e ci si immergeva uno stoppino solitamente di fibra vegetale che galleggiava.

#### Commercio e monete
Al mercato era frequente il baratto: le eccedenze agrarie venivano scambiate con manufatti degli artigiani liberi, compreso l'oro.
Durante l'Antico Regno iniziò la diffusione delle monete: si trattava di pezzi metallici (d'oro, argento o rame) con nomi e valori diversi, a seconda della quantità di metallo utilizzato per coniarli. I valori equivalenti erano stabiliti ponendo come base un lingotto o una moneta di calcolo, chiamata shat, di 7,5 grammi d'oro, peraltro poco utilizzata dal popolo.
A tutto veniva dato un valore espresso in shat, e la vendita avveniva o in oro o tramite baratto ma in tal caso i vari prodotti venivano stimati in shat.
A partire dalla XVIII dinastia, allo shat successe il deben (che pesava circa 91 grammi ed era completamente di metallo), equivalente a due shat circa. I due sistemi di compravendita, l'utilizzo delle monete e il baratto vissero in sintonia fino al periodo persiano, per decisione del re Dario I.

#### I pasti e le bevande

Modello con scena di panificazione del primo periodo intermedio, conservato al Museo Egizio di Torino

L'Egitto era un paese agricolo e offriva molti tipi di cibi: grano, orzo, farro, sesamo, aglio, fave, lenticchie, cipolle, fichi, datteri, melagrane e uva.
Il pane veniva impastato con farina di farro o di orzo, che era l'alimento essenziale. Esso veniva consumato semplice o arricchito con grasso e uova, oppure addolcito con miele e frutta. I contadini non mangiavano molta carne, ma i ricchi ne consumavano in abbondanza, particolarmente lessa o allo spiedo, e i tagli migliori erano riservati alle loro tavole. Il Nilo poi offriva un buon numero di pesci di fiume, molto consumati anch'essi. Con l'orzo gli Egizi ottenevano la birra, che era la bevanda dei poveri, mentre il vino era riservato ai ricchi; la produzione della birra era strettamente collegata alla panificazione, dal momento che la birra egizia era prodotta sbriciolando nell'acqua del pane d'orzo cotto in bianco e lasciando fermentare il tutto, che veniva poi filtrato ottenendo una bevanda molto nutriente rispetto a quella attuale. Gli Egizi facevano tre pasti al giorno, di cui la cena era quello principale. A tavola non usavano né coltello (che però esisteva) né forchetta (che era del tutto sconosciuta): il cibo si portava alla bocca con le mani. Pentole e padelle erano di coccio, mentre piatti, ciotole e bicchieri di terracotta.

### Abbigliamento

Una giovane coppia di egizi, ritratta in un affresco della Cappella di Maia (Nuovo Regno, tra il 1353 e il 1292 a.C.). Si notano i leggeri abiti plissettati, le ricche collane e il cono profumato sopra le parrucche (Museo Egizio di Torino).

Dall'inizio del mesolitico e fino al Medio Regno il clima dell'Egitto era molto più caldo rispetto a quello attuale e consentiva quindi di vestire poco e assai semplicemente. Nell'Antico Regno gli uomini usavano un perizoma oppure un gonnellino dall'estremità sovrapposte che durante le dinastie del Medio Regno si trasformò allungandosi fino alle caviglie e caratterizzato da pieghe e trasparenze. Il torace era coperto con una stola di tessuto: molto usato era il colore bianco e il tessuto di lino mentre la lana non era gradita per motivi religiosi, in quanto la pecora come animale vivo era considerato impuro. I nobili usavano adornarsi con gioielli e usavano sandali in papiro o legno di palma con lacci di cuoio, come quelli recentemente trovati nella tomba di Henu. Le donne usavano tuniche aderenti lunghe con una o due bretelle. Successivamente divennero ornate di complessi disegni e colorate ma la maggior caratteristica fu l'impiego del sottilissimo trasparente lino, chiamato bisso, e delle cinture.
Sempre durante il Medio Regno si incrementò l'uso di gonne lunghe e di stoffa a pieghe sul busto lasciando le braccia scoperte. Fu proprio durante il Medio Regno che l'abito, divenuto più complesso, acquisiva svariate fogge atte ad individuare la classe sociale di appartenenza come si evidenzia nelle immagini funebri. Le donne sono rappresentate sempre a piedi nudi al contrario degli uomini che invece portano i sandali. Entrambi usavano nelle cerimonie un cono profumato sulla testa e le donne si ornano con un fiore di loto. Anche il sovrano portava sia il gonnellino che la gonna lunga ma di suo uso esclusivo era il copricapo nemes. Poteva portare pettorali in oro con pietre e smalti, la corona e lo scettro.
I sacerdoti usavano una veste di lino e la caratteristica pelle di leopardo. La testa era rasata e spesso coperta con copricapo di cuoio. I militari usavano un perizoma con una protezione triangolare in cuoio pesante davanti all'addome. La testa era protetta dal sole con un copricapo di stoffa e in caso di battaglie con semplici elmi di cuoio. Stavano generalmente a torso nudo ma per proteggersi potevano indossare una camicia. Il popolo ovviamente si abbigliava in maniera diversa dai nobili, sia per motivi economici che pratici. Semplici calzoni, gonnellini, quando addirittura non lavorassero nudi, sia uomini che donne. I fanciulli del popolo andavano sempre completamente nudi, e ciò era visto come assolutamente normale; nello specifico le bambine coprivano il pube con un panno leggero, ma comunque le natiche restavano normalmente scoperte. Invece i bambini non indossavano nulla, e giravano con i genitali e i glutei esposti. Questa condizione di totale nudità durava finché i bambini non compivano dieci anni. È da notare che la nudità, di adulti e bambini, era costume abituale come ancora oggi avviene in molte etnie.

#### Pettinature

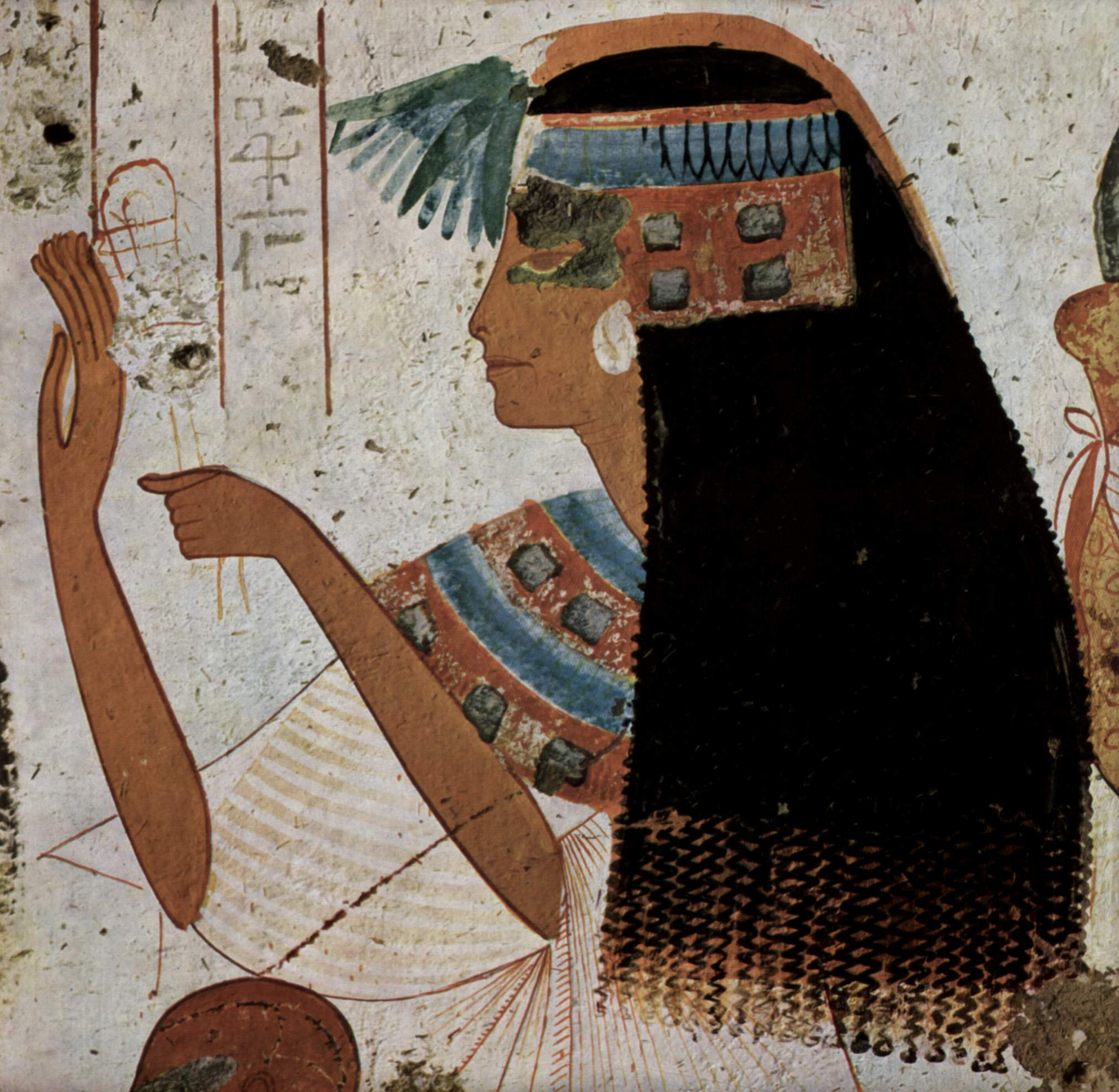
Tipica acconciatura a treccioline

Le donne portavano inizialmente i capelli molto corti, poi le acconciature si allungarono sempre di più. I sacerdoti avevano l'obbligo di radersi completamente testa e corpo: un segno di purificazione necessaria per l'accesso ai sacri templi.
Venivano utilizzati oli e profumi per la cura dei capelli e tinture per nascondere i capelli bianchi. Dai rilievi delle tombe rinvenute si osserva come la caduta dei capelli fosse ritenuta un problema. La perdita iniziava dalla zona frontale della testa e con il passare del tempo si arrivava fino alla parte posteriore.
Come ipotetici trattamenti, rinvenuti nel papiro medico o Papiro Ebers, venivano utilizzati i grassi di molte specie di animali (leone, ippopotamo, coccodrillo, gatto, serpente e stambecco) e provate diverse misture, come quella a base di miele e dente d'asino.
L'utilizzo di parrucche semplici si diffuse a partire dalla V dinastia presso i dignitari e le loro famiglie. In seguito divennero sempre più comuni, cambiando anche il modello; nel Medio Regno ad esempio si portava un modello più lungo, con due ciuffi a ogni lato, di cui uno era lasciato ricadere sulla spalla. Le parrucche divennero successivamente sempre più elaborate.
Erano composte o da sottili treccine di capelli veri, che venivano raccolte utilizzando spilloni di vario materiale come legno, osso o avorio, oppure erano formate da fibre vegetali; vi si aggiungevano poi degli ornamenti ed erano in ogni caso espressione del rango sociale di appartenenza.
Anche la lametta per la barba cambiò materiale con il passare del tempo: inizialmente costituita da una selce con manico in legno, divenne poi di bronzo.

#### Cosmesi
La malachite verde del Sinai e la galena nera, erano utilizzate per il trucco, dopo averle impastate con l'acqua. Agli Egizi si deve l'invenzione del kajal, utilizzato per contornare gli occhi di nero (da cui il moderno eye liner).
Con un estratto dalle foglie di ligustro le donne si dipingevano unghie e capelli, mentre come ombretto erano solite utilizzare il nero dell'essenza estratta dalla galena. Era diffusa l'arte di truccarsi gli occhi e, grazie all'uso di particolari bastoncini o cucchiaini, potevano scurirsi sopracciglia e ciglia.

## Lingua

### Sviluppo storico
La lingua egizia è una lingua afro-asiatica settentrionale strettamente legata al berbero e alle lingue semitiche. Dopo la lingua sumera vanta la storia più lunga di qualsiasi altra lingua, essendoci degli esempi scritti da circa il 3200 a.C. fino al Medioevo e rimanendo utilizzata come lingua parlata per un tempo più lungo. Le fasi della lingua egizia si dividono in: antico egiziano, medio egiziano (o egiziano classico), tardo egiziano, demotico e copto. Gli scritti egizi non mostrano differenze dialettali prima della fase copta, ma probabilmente la lingua era parlata in varietà dialettali regionali intorno a Menfi e successivamente a Tebe.
La lingua della fase più antica era una lingua sintetica, che in seguito divenne più analitica. Il tardo egiziano ha sviluppato articoli determinativi e indeterminativi, che sostituiscono i suffissi flessivi più antichi. Vi è un cambiamento nell'ordine delle parole, dal più vecchio verbo-soggetto-oggetto al più recente soggetto-verbo-oggetto. Le scritture geroglifica, ieratica e demotica egizie sono state poi sostituite dall'alfabeto copto (derivato da quello greco), più economico e semplice rispetto alle scritture precedenti. Il copto è ancora usato nella liturgia della chiesa ortodossa copta e tracce di esso si trovano nel moderno arabo egiziano.

### Letteratura
Il vastissimo patrimonio letterario dell'antico Egitto ci è pervenuto in gran parte su rotoli di papiro, spesso conservati in anfore, ma anche grazie a iscrizioni monumentali e decorative che abbellivano le tombe dei defunti. Di questo genere fanno parte opere come i Testi delle piramidi o il Libro dei morti, al quale si pensava che si potesse far riferimento per dimostrare ad Osiride l'innocenza del defunto, nel momento in cui la sua anima sarebbe stata pesata dal dio.
Al di là di queste opere di carattere funerario o religioso, hanno avuto grande successo testi come la Satira dei mestieri, quindi una novella a sfondo satirico, nella quale si polemizza contro i privilegi dei nobili e Le istruzioni di Ptahhotep, dove sono raccolti insegnamenti di tipo etico e filosofico da tramandare ai posteri.
Veri e propri romanzi possono essere considerati Il racconto del naufrago e Le avventure di Sinuhe, che tanto influenzarono i successivi scrittori di racconti di avventure e di viaggi.
Non mancarono opere di carattere spiccatamente poetico, come i Canti d'amore e i Canti dell'arpista; il primo è una raccolta di ritratti di coppie di innamorati, il secondo un vero e proprio poema della malinconia, emblema di quella crisi sociale che ha caratterizzato il primo periodo intermedio della storia dell'antico Egitto.
Infine non è da trascurare l'apporto delle fiabe, come la Storia dei due fratelli che risentono anche di elementi antichi trasmessi oralmente; nel caso specifico la fiaba in questione tende addirittura a diventare un mito. Sono presenti anche numerose fiabe sugli animali.

## Cultura

### Matematica
I primi esempi attestati di calcoli matematici risalgono al periodo predinastico dei Naqada, e mostrano un sistema di numerazione completamente sviluppato. L'importanza della matematica nella popolazione egizia più istruita è suggerito da un'immaginaria lettera del Nuovo Regno in cui lo scrittore propone una competizione scientifica tra se stesso e un altro scriba per quanto riguarda le attività di calcolo di tutti i giorni, come la misura dei terreni, del lavoro e del grano. Alcuni testi, come il Papiro di Rhind e il Papiro di Mosca dimostrano che gli antichi Egizi potevano eseguire le quattro operazioni matematiche di base, l'addizione, la sottrazione, la moltiplicazione e la divisione con l'uso di frazioni, di calcolare i volumi di cubi e piramidi e calcolare le superfici di rettangoli, triangoli e cerchi. Avevano capito i concetti di base dell'algebra e della geometria e potrebbero essere stati capaci di risolvere semplici sistemi di equazioni.
La notazione numerica era decimale e basata sui segni geroglifici per ciascuna potenza di dieci fino a un milione. Ognuna di queste poteva essere scritta come il numero di volte necessario per aggiungere fino al numero desiderato; ad esempio, per scrivere il numero ottanta o ottocento, il simbolo "per dieci" o "per cento" veniva scritto otto volte. Poiché i loro metodi di calcolo non erano in grado di gestire la maggior parte delle frazioni con un numeratore maggiore di uno, dovevano scriverle come la somma di più frazioni. Ad esempio, loro risolvevano la frazione due quinti nella somma di un terzo + un quindicesimo. Tabelle standard dei valori facilitavano questa conversione. Alcune frazioni comuni, tuttavia, venivano scritte con uno speciale glifo: l'equivalente del moderno due terzi è mostrato sulla destra.
Gli antichi matematici egizi possedevano una comprensione dei principi alla base del teorema di Pitagora, sapendo, per esempio, che un triangolo ha un angolo retto di fronte all'ipotenusa quando i suoi lati sono in un rapporto 3-4-5. Essi erano in grado di stimare l'area di un cerchio sottraendo un nono dal suo diametro ed elevando al quadrato il risultato:
Area ≈ [(8⁄9)D]² = (256⁄81)r² ≈ 3,16r²
una ragionevole approssimazione della formula πr².
Il rapporto aureo sembra riflettersi in molte costruzioni egiziane, tra cui nelle piramidi, ma il suo uso potrebbe essere stato una conseguenza involontaria dell'antica pratica egiziana di combinare l'uso di corde annodate con un senso intuitivo di proporzione e armonia.

### Medicina

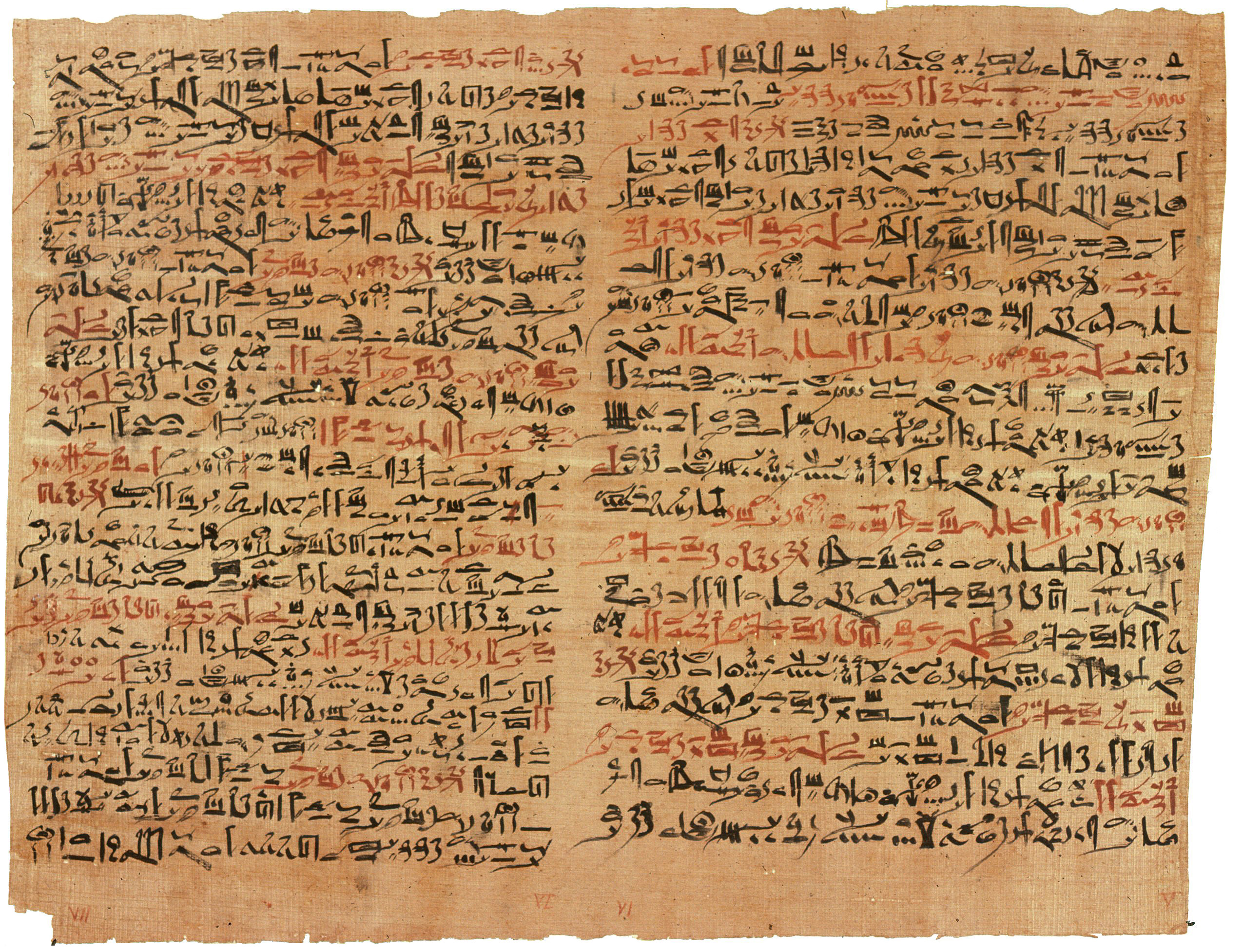
Papiro medico di Smith

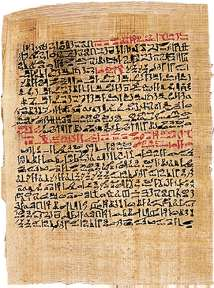
Papiro medico di Ebers

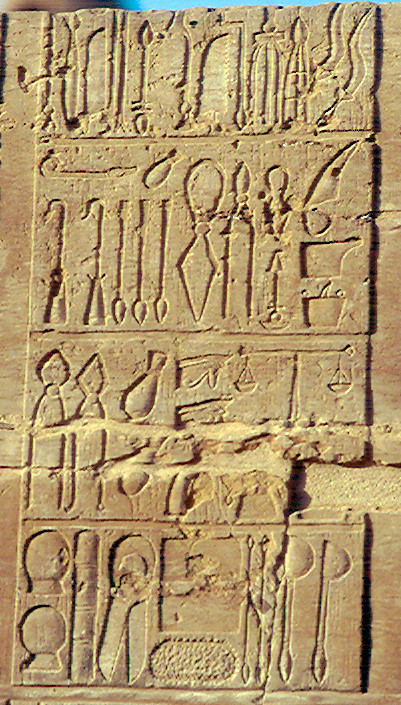
Strumentario medico e chirurgico

I numerosi papiri che ci sono pervenuti e lo studio sistematico delle mummie, con le moderne tecnologie mediche, consentono di fare un quadro preciso sulle patologie degli Egizi e le relative terapie.
Gli Egizi non identificavano le malattie bensì cercavano le cause dei sintomi specifici, che secondo loro erano addebitabili, per lo più, ad agenti esterni che le loro cure tentavano di distruggere o di estromettere; questo modello eziologico era legato sia alla concezione dell'origine del mondo sia alle credenze sulle influenze delle forze superiori.
L'esame delle mummie ha rivelato malattie quali arteriosclerosi, carie, artrite, vaiolo e tumore ma anche dalle raffigurazioni è possibile dedurre alcune patologie, come per esempio:
- nello studio della figura del faraone Akhenaton si evidenziano arti allungati, cranio dolicocèfalo (cioè allungato nella parte posteriore), viso allungato, fianchi larghi e adiposi, sintomi riconducibili alla sindrome genetica di Marfan, escludendo così la prima ipotesi di Sindrome di Fröhlich (Hera - n.97 - Una sindrome per Akhenaton);
- anche le figlie di Akhenaton avevano crani deformati e mentre in un primo momento si era ipotizzato che fosse una convenzione artistica, oggi è più accreditata la teoria della malattia genetica ereditaria (Hera- n.97 - Una sindrome per Akhenaton);
- il sacerdote Rensi, nella stele, è raffigurato con una malformazione chiamata piede equino ed ha l'arto inferiore atrofizzato, tanto che doveva usare il bastone per camminare;
- la regina Ity di Punt, raffigurata in un rilievo del tempio di Hatshepsut, doveva soffrire di lipodistrofia o steatosi, poiché era obesa e con i fianchi deformati.
- è probabile che, in alcune ipotesi, Ramesse II sia morto, più che per la vecchiaia, per un'infezione provocata dalla scissione di un dente.
- La mummia del faraone Siptah, appartenente alla XIX Dinastia, presenta ancora evidenti tracce di vaiolo: probabilmente la terribile malattia lo portò alla morte a soli 17 anni.

Le malattie più comuni erano:
- cefalea e vene varicose, dovute spesso al clima caldo;
- bilharziosi, per contatto con acqua infetta;
- pneumoconiosi;
- gobba, dovuta a tubercolosi vertebrale o malformazioni;
- malnutrizione e rachitismo, patologie tipiche della popolazione più povera;
- lebbra;
- obesità;
- poliomielite;
- malattie del tratto gastrointestinale.

La sabbia del deserto, se inalata, causava malattie respiratorie e se masticata, insieme con gli alimenti, usurava i denti causando parecchie dolorose patologie.
Anche gli occhi, tra sabbia e acqua del Nilo, andavano soggetti a congiuntiviti e il tracoma era molto diffuso, viste le numerose raffigurazioni di individui ciechi.
I medici egizi visitavano il malato accuratamente e una volta fatta la diagnosi prescrivevano la terapia contro il dolore, come ci dice il testo del "Papiro Edwin Smith".
La maggior parte dei testi è scritta in ieratico, come il "Papiro Chester Beatty"; altri in demotico e alcuni sono scritti su ostraca.
Molte medicine sono state identificate ed erano costituite per la maggior parte da vegetali quali sicomoro, ginepro, incenso, uva, alloro, e cocomero. Anche il salice, tkheret in egizio, secondo il "Papiro Ebers" era usato come analgesico mentre del loto veniva usato sia il fiore che la radice ed era somministrato come sonnifero.
I frutti della palma servivano per curare le coliti, allora molto frequenti; con l'orzo, si faceva la birra che serviva come eccipiente, o diluente, e con il grano veniva fatta la diagnosi di gravidanza. Gli Egizi usavano anche elementi animali quali la carne per le ferite, il fegato e la bile per lenire il dolore agli occhi. Di quest'ultima è stata attestata l'efficacia anche di recente.
Il latte, sia di mucca, sia di asina che di donna, era integrato come eccipiente e il principio attivo più usato era di sicuro il miele che per le sue tante proprietà serviva per le patologie respiratorie, ulcere e ustioni, come recita il "Papiro medico di Berlino".
Tra i minerali, usati in medicina, troviamo il natron, chiamato neteri cioè il puro, il sale comune e la malachite che curava le infezioni agli occhi ed era usata sia come farmaco che come cosmetico nella profilassi.
Sempre dal "Papiro Ebers" apprendiamo che, come droga, si usava l'oppio, chiamato shepen e importato da Cipro, sia per il dolore che per il pianto dei bambini. In alcune raffigurazioni della tomba di Sennedjem, è stata riconosciuta la mandragola, in egizio rermet, usata come sonnifero e per le punture d'insetto. Esisteva anche la cannabis, shenshenet, che veniva somministrata, in particolare per via orale e per inalazione, ma anche per via rettale e vaginale, mentre l'elleboro era usato come vero e proprio anestetico, ma in maniera empirica e con dosaggi errati tanto che spesso il malato passava direttamente dalla narcosi alla morte.
Tra le terapie vi erano anche i massaggi, come rappresentato nella mastaba di Khnumhotep, che venivano usati per vene varicose e per lenire numerose patologie il cui sintomo principale era il dolore. Era conosciuta la tecnica delle inalazioni che erano composte da mirra, resine, datteri e altri ingredienti. Ma per i morsi velenosi dei serpenti, gli Egizi, non avevano altra cura se non quella di affidarsi alle dee Iside e Mertseger recitando le litanie magiche.
L'antico popolo della Valle del Nilo ci ha lasciato più di mille ricette ma di sicuro qualcuna è solo molto fantasiosa come quella che, per combattere l'incanutimento consigliava l'uso di un topo bollito nell'olio. Olio di palma, ovviamente, perché l'ulivo arriverà molto più tardi, con la dinastia tolemaica.
Nel tempio di Kom Ombo, nell'Alto Egitto, vicino ad Assuan, sono raffigurati, sulla parte nord del recinto esterno, strumenti medici e chirurgici quali bendaggi, seghe, forbici, bisturi, forcipi e contenitori vari per medicamenti. Ma recentemente si è ipotizzato che fossero solo attrezzi rituali per cerimonie religiose. Accanto allo strumentario, vi sono alcune ricette mediche con tanto di componenti e dosi. Ma la chirurgia, non si sviluppò come la medicina. Forse per scarse conoscenze fisiologiche e per carenza di guerre. A conferma di ciò, sia il "Papiro Ebers" che il "papiro Smith", detto anche "Libro delle ferite", citano solo dati clinici, pur molto precisi, ma non descrivono interventi chirurgici. Vista la pratica religiosa di imbalsamare i morti, vi era scarsa conoscenza dell'anatomia e della chirurgia specialistica. Gli Egizi, infatti, intervenivano chirurgicamente solo in piccole patologie, come foruncoli o ascessi, o direttamente con l'amputazione di arti. Inoltre, pur avendo un'apparente rigorosità, tutte le pratiche mediche dovevano essere accompagnate da specifiche formule apotropaiche.
Gli Egizi avevano, comunque, capito l'importanza dell'igiene. Durante il giorno, si lavavano spesso le mani, e facevano la doccia giornaliera, con acqua versata dalle brocche, che erano anche parte integrante del corredo funerario. Non usavano mai acqua stagnante perché poteva contenere ogni genere di larve.
Curavano l'igiene di bocca e denti che veniva effettuata con bicarbonato. Anche unghie e capelli erano lavati quotidianamente e poiché non esisteva il sapone venivano usati oli profumati e complessi unguenti che rendendo la pelle integra, e quindi non screpolata, impedivano l'introduzione, nell'organismo, di germi e batteri. Oltre alle brocche per la doccia, vi erano anche le vaschette per pediluvi raffigurate anche, come geroglifico vero e proprio, nella tomba di Rahotep.
Vi era l'usanza di togliere i sandali per entrare nei templi che nasceva dall'esigenza di non introdurre impurità dall'esterno.
Questa regola valeva anche per il sovrano e nella Tavolozza di Narmer, un uomo porta in una mano i sandali del re e nell'altra una piccola brocca con acqua. Aveva il titolo di "Sandalaio".
In Egizio il medico era detto sunu; il primo e più famoso fu di sicuro Imhotep e anche i sacerdoti potevano occuparsi di medicina come Sabni, che godeva del titolo di "Medico capo e scriba della parola del dio".
Troviamo anche Hesyra, il primo medico dentista con il titolo di "Capo dei dentisti e dei medici" nonché scriba, come scritto nella sua tomba a Saqqara.
E quando Ippocrate passeggiava con i suoi adepti nell'isola di Coo, disquisendo sui mali dell'umanità, altro non faceva che trasmettere il sapere degli Egizi che, con i loro papiri, hanno tramandato i primi fondamenti della medicina e chirurgia.
Lo staff del docente di antropologia Brunetto Chiarelli svolse un'accurata indagine sulle mummie per determinare il gruppo sanguigno e quindi una paleogenetica per gli antichi egizi, sfruttando il metodo Pickworth che ha consentito di rilevare tracce di emazie; la conclusione è stata che il sangue del 40 per cento delle mummie appartiene al gruppo A, mentre il 22 per cento al gruppo B e al gruppo 0 e solo un 17 per cento al gruppo AB.

### Astronomia

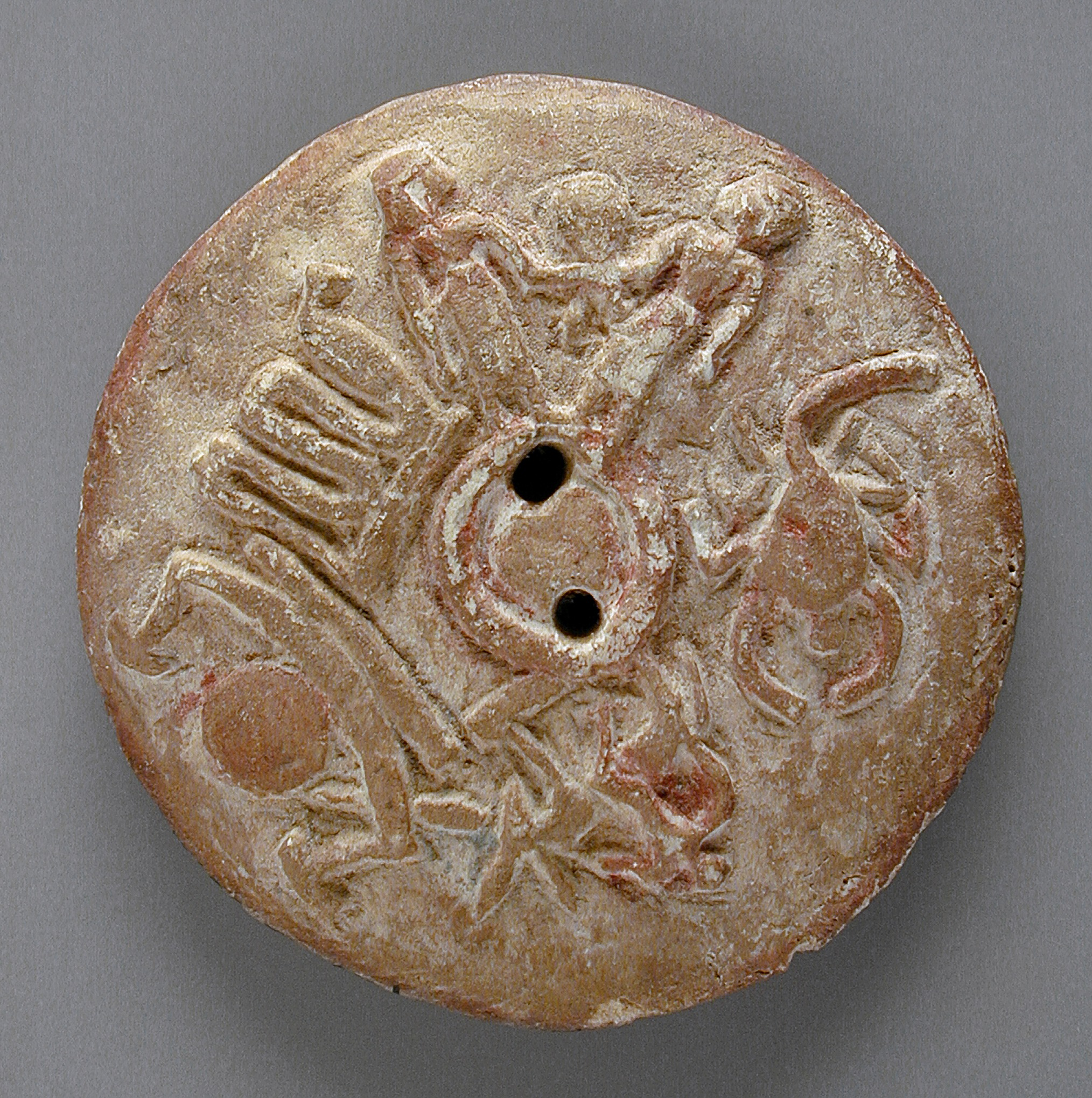
Disco astrologico, dinastia Tolemaica.

L'astronomia nell'antico Egitto ha rivestito un ruolo importante per fissare le date delle feste religiose e per determinare le ore della notte. Notevole importanza ebbero anche i sacerdoti dei templi che osservavano le stelle, le congiunzioni dei pianeti e del Sole, e le fasi della Luna.
Le conoscenze sull'astronomia egizia ci vengono soprattutto dai coperchi di sarcofagi dell'Antico Regno (sui quali compaiono i decani, stelle singole o costellazioni, accompagnati da geroglifici di difficile decifrazione), del Medio Regno (sui quali fanno la loro prima apparizione gli orologi stellari diagonali, vere e proprie effemeridi delle stelle), dagli orologi stellari (diversi dai precedenti in quanto erano indicate le culminazioni superiori delle stelle), orologi stellari perfezionati (nella XX dinastia), due papiri risalenti circa al 144 d.C. (il primo per quanto riguarda i decani e l'altro per quanto riguarda le fasi lunari), studi sull'orientazione delle piramidi e sviluppo degli strumenti (come ad esempio la clessidra ad acqua, il merkhet e gli orologi solari), zodiaci egizio-babilonesi (scolpiti sui soffitti dei templi a partire dal 300 a.C.)

### Arte

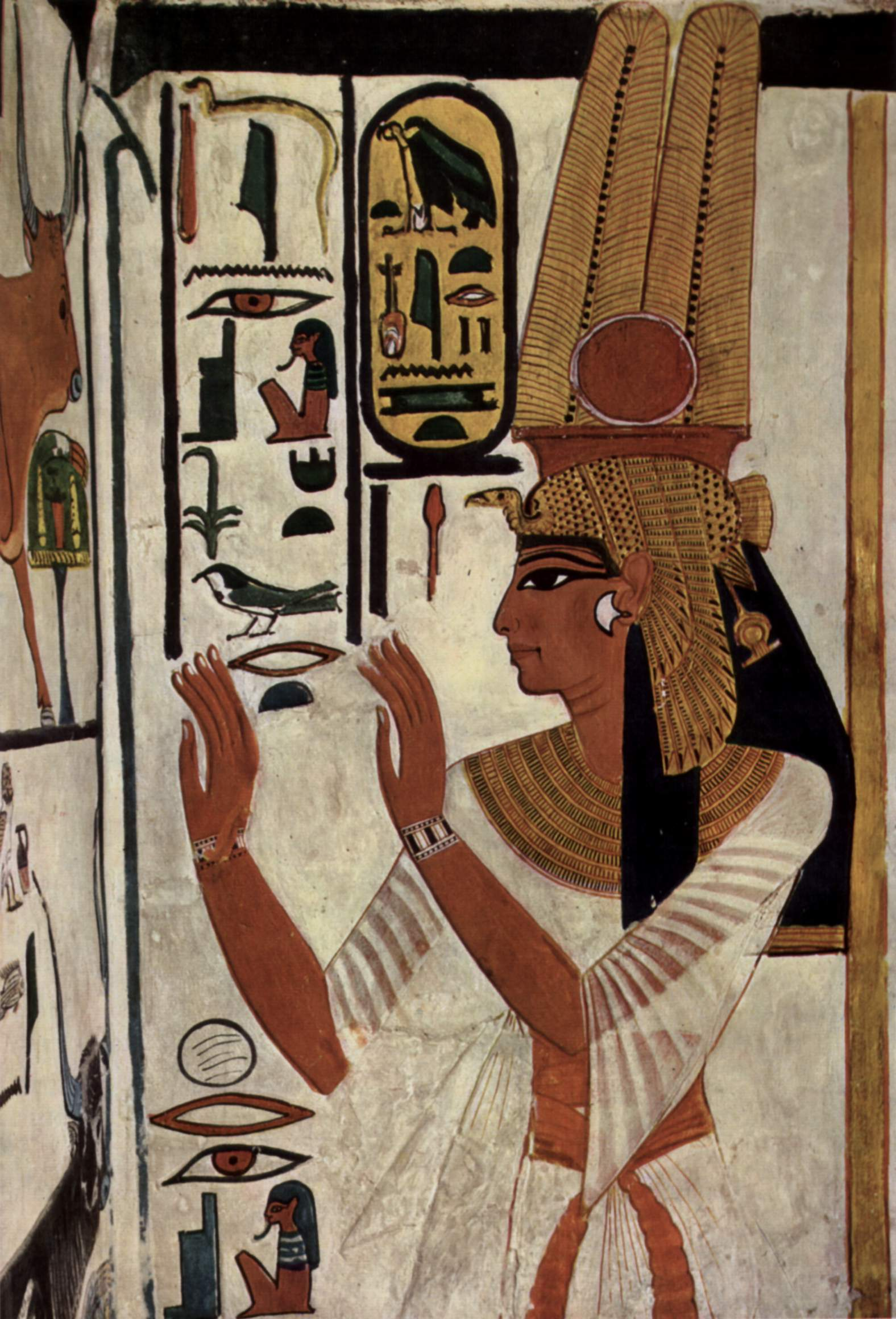
Un affresco della tomba di Nefertari

L'arte egizia ha origini antichissime, precedenti al III millennio a.C., e si intrecciò nei secoli con quella delle culture vicine (siro-palestinese e fenicia).
L'arte dell'antico Egitto si può suddividere in due grandi periodi: l'arte predinastica o preistorica, e l'arte dinastica dell'Antico, Medio e Nuovo Regno.
L'arte decorativa era completata da vasi costituiti inizialmente in terra del Nilo, in pietra e in un secondo tempo in argilla, statuette in terracotta e in avorio raffiguranti uomini e animali al lavoro, tavolette in scisto che col passare del tempo assunsero carattere votivo, con i temi ormai in rilievo. Tra le tavolette di questo periodo, conservate al Museo del Cairo, si annoverano la Tavoletta della caccia, la Tavoletta della battaglia e la Tavoletta del re Narmer, che segnò, per le sue caratteristiche artistiche e culturali, il punto di passaggio fra il periodo preistorico e quello dinastico.
In tutta l'arte predinastica notevole furono gli influssi provenienti dalla Mesopotamia. Complessivamente sono giunti sino ai nostri tempi pochi reperti artistici e architettonici riguardanti il periodo predinastico.

### Musica
La musica dell'antico Egitto ha origini molto remote. Fu tra le prime civiltà di cui si hanno testimonianze musicali. Per gli Egizi la musica aveva un ruolo molto importante: si pensava che avesse origine divina, infatti la leggenda vuole che sia stato il dio Thot a donarla agli uomini.
La musica era praticata a tutti i livelli della società egizia e utilizzata in molteplici situazioni. Non si celebravano feste o banchetti senza la partecipazione attiva di musicisti e cantanti, ruoli molto spesso riuniti nella stessa persona. Intorno al V millennio a.C. vennero introdotti i primi strumenti musicali, quali bacchette, tavolette e sonagli, utilizzati in rituali totemici. Le danze erano soprattutto propiziatorie alla caccia, a riti di magia, di fecondazione e di iniziazione. Nell'Antico Regno si creò l'usanza di una formazione strumentale composita, comprendente vari flauti, clarinetti e arpe arcuate, con un'ampia cassa armonica. Si trovano poi i crotali, il sistro, legato ad Hathor, la tromba, utilizzata in guerra e sacra ad Osiride, i tamburi, il liuto e il flauto, sacro ad Amon.

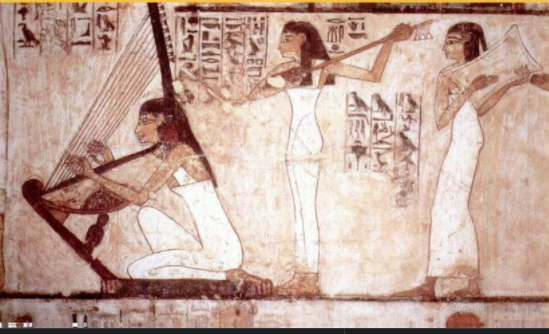
Suonatrici di arpa, liuto e percussioni

Durante il Medio Regno si introdussero il tamburo, la lira e alla danza rituale si aggiunse quella definibile professionale ed espressiva, in quanto aveva lo scopo di intrattenere lo spettatore. Il tipico strumento egizio, il sistro, vide in questa epoca un allargamento del suo utilizzo. Strumenti più sofisticati dovettero attendere più a lungo. I primi ad apparire dopo le percussioni furono gli strumenti a fiato (flauto) e a corde (lira e cetra), di cui esistono testimonianze greche, egizie e mesopotamiche anteriori al X secolo a.C.; queste civiltà conoscevano già i principali intervalli fra i suoni (quinte, quarte, ottave) usati come base per alcuni sistemi di scale. Da uno studio di Curt Sachs sull'accordatura delle arpe è emerso che gli Egizi utilizzavano una scala pentafonica discendente e che conoscevano la scala eptafonica. Se per la tipologia degli strumenti i reperti rinvenuti nei siti archeologici e le numerose raffigurazioni hanno fornito molte informazioni in merito, per quanto riguarda l'esecuzione della musica e la teoria della stessa si hanno scarse notizie; non avendo trovato nessuna notazione musicale, poco o nulla si sa sulle melodie dell'antichità egizia.

## Religione
La religione dell'antico Egitto mostra un'estrema complessità di credenze e una moltitudine di divinità, in un politeismo spesso confuso e contraddittorio. Questa complessità si spiega con le molte generazioni che hanno fatto, per secoli, aggiunte alle primitive credenze. Ciò che appare contraddittorio nelle concezioni teologiche e religiose si spiega con la singolare mentalità egiziana che non rifuggiva dal contraddittorio e con la tendenza al sincretismo che assimilava divinità diverse e spesso tra loro lontanissime. All'interno di questa pletora politeistica si distinguono alcune correnti come quella del culto degli animali. Alcune divinità hanno maggiore importanza in determinati periodi storici, altre vengono create di sana pianta e in seguito cancellate dalla storia egiziana (basta ricordare il dio di Akhenaton). Alcuni dèi vengono estrapolati da culture orientali, in particolare quando l'Egitto ha rapporti e scambi personali con l'Asia minore, e fra di essi bisogna ricordare Baal, Astarte e Anat.

## Gruppi di divinità
- L'Enneade - Una famiglia allargata di nove divinità prodotte da Atum durante la creazione del mondo. L'Enneade solito consisteva di Atum, i suoi figli Shu e Tefnut, loro figli Geb e Nut, e loro figli Osiride, Iside, Set e Nefti.
- I quattro figli di Horo - Quattro dei che proteggevano il corpo mummificato, in particolare gli organi interni in vasi canopi.
- L'Ogdoade - Un insieme di otto divinità che personificava il Caos che esisteva prima della creazione. L'Ogdoade era formata da Amon, Amaunet, Nun, Nunet, Huh, Huhet, Kuk, e Keket.
- Le anime di Pe e Nekhen - Un insieme di divinità che personificano i mitici sovrani predinastici, governanti dell'Alto e Basso Egitto.

### Cosmogonia
Riguardo alle teorie sulle origini dell'universo esistono versioni differenti, a seconda della località in cui sono nate e delle necessità del clero locale. La prima, nativa di Eliopoli, narra come Atum-Ra, in seguito a masturbazione ed espettorazione, abbia generato una coppia primordiale, Shu (l'aria) e Tefnet (l'umidità). Costoro generarono successivamente Geb (la terra) e Nut (il cielo) che, decisi ad unirsi, vennero divisi dal padre Shu che, di conseguenza, riuscì a mantenere l'ordine cosmico e a cancellare il Caos.
Un'altra versione della cosmogonia ha origine in Ermopoli dove all'origine esistevano otto entità, quattro maschili e quattro femminili, quali Nun e Nunet (il caos delle acque primeve), Kuk e Keket (l'oscurità), Huh e Huhet (l'illimitatezza), Amon e Amonet (l'aria e il vento), che generarono, tutti insieme, dalla collina primordiale, un uovo dal quale sarebbe poi uscito il Sole, Atum, dando così inizio alla creazione.
La terza teoria è desunta invece da frammenti provenienti da Menfi, la città il cui patrono era Ptah, il demiurgo. Costui creò il mondo attraverso la voce e il cuore. In seguito diede vita agli uomini che volle guidare come un gregge guidato da un pastore, creandoli tutti uguali. Essi però, in seguito all'avvento del male, decisero di creare gerarchie e di divenire l'uno diverso dall'altro. Da quel momento in poi Ptah e gli altri dei sarebbero rimasti nel cielo a osservare l'avvicendamento degli eventi umani fino alla fine dei tempi.
L'ultima, detta cosmogonia tebana, aveva come unico dio creatore Amon, era la sintesi delle tre precedenti teorie e divenne la più popolare a partire dalla XI dinastia.

### Vita dopo la morte

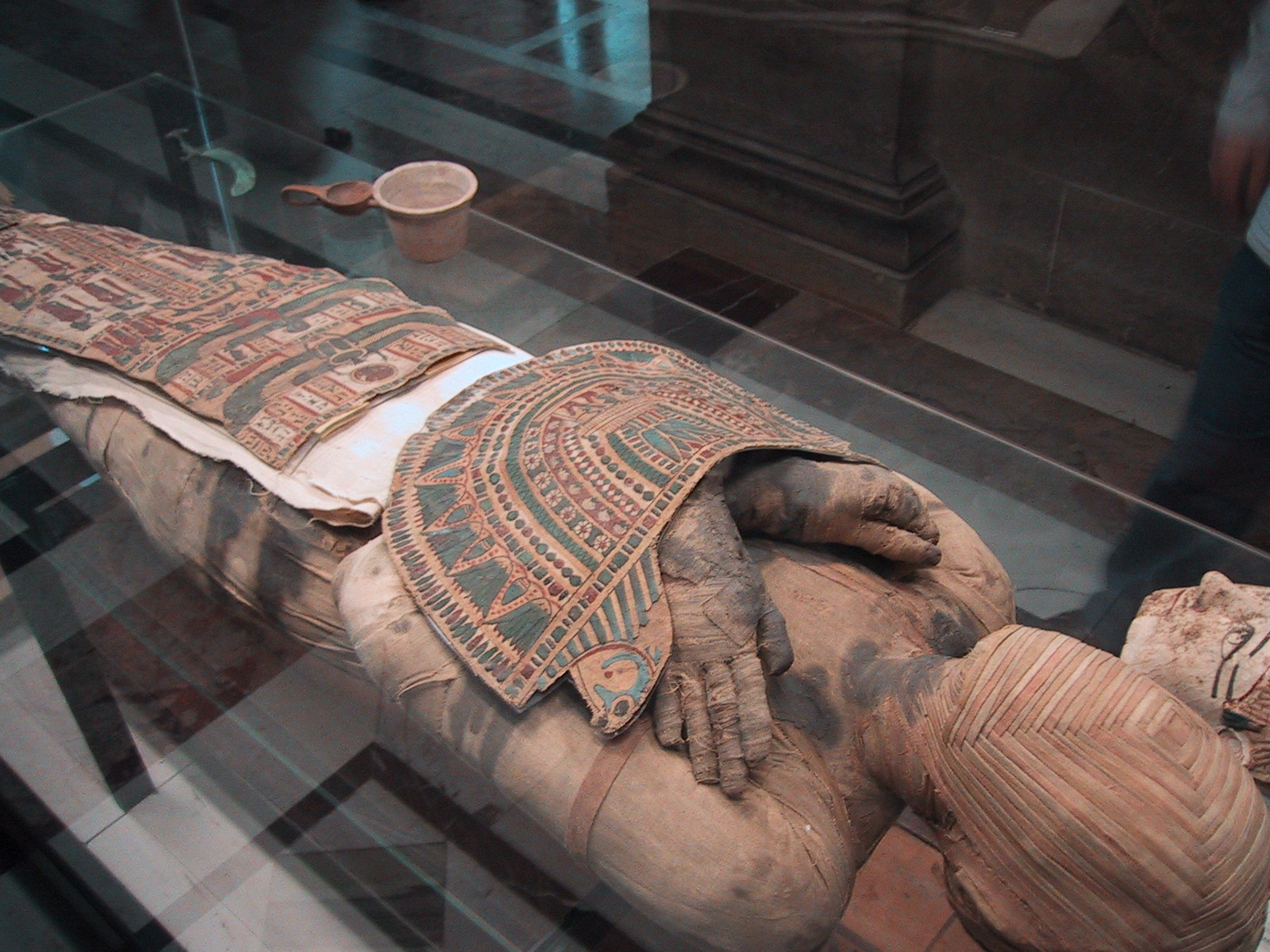
Mummia conservata al Louvre di Parigi.

Secondo gli Egizi, il corpo era costituito da diverse parti: il ba o anima, il ka o forza vitale, l'aj o forza divina ispiratrice di vita. Per ottenere la vita dopo la morte, il ka aveva però bisogno del corpo del defunto che doveva dunque rimanere intatto, e ciò era possibile solo grazie alla tecnica della mummificazione.
Il tipo di mummificazione variava secondo la classe sociale alla quale apparteneva il defunto. Vi erano sacerdoti addetti a queste pratiche, conoscitori dell'anatomia umana, dovevano essere cauti nell'estrazione degli organi del defunto poiché avrebbero potuto danneggiarli e quindi cancellare la vita ultraterrena del defunto. Durante il processo di mummificazione, i sacerdoti collocavano una serie di amuleti in mezzo alle bende, sulle quali erano scritte formule destinate ad assicurare la sopravvivenza del defunto nell'aldilà.
Una volta preparato, il cadavere veniva deposto nel sarcofago, quindi si formava il corteo che lo avrebbe condotto alla tomba. Il sacerdote funerario era in testa, seguito da alcuni che portavano gli oggetti appartenuti al defunto che gli avrebbero garantito una confortevole vita ultraterrena. Il sarcofago era trainato da una slitta, mentre una seconda slitta trasportava i vasi canopi.
Quando la processione arrivava alla tomba, il sacerdote eseguiva il rito dell'apertura della bocca, per mezzo del quale, secondo la tradizione, la mummia avrebbe ripreso vita. Tutto il corredo funebre, insieme al sarcofago e alle offerte, era depositato nella tomba, che in seguito veniva sigillata affinché nessuno potesse turbare l'eterno riposo del defunto.
Dunque questi iniziava un lungo viaggio attraverso il mondo dell'oltretomba. Il defunto veniva condotto da Anubi, il dio dei morti, nella cosiddetta Sala delle Due Verità. A un'estremità c'era Osiride, seduto su un trono e accompagnato da altre divinità e 42 giudici. Al centro della sala era posta la bilancia, le cui assi erano misurate attentamente da Thot, dio degli scribi, sulla quale veniva pesato il cuore del defunto. Davanti alla divinità e ai giudici, il defunto doveva pronunciare la confessione negativa: la sua dichiarazione di innocenza. Dopodiché, se il piatto sul quale giaceva il cuore si fosse inclinato più di quello sul quale giaceva la piuma, simbolo della giustizia, questi sarebbe stato divorato da Ammit, un mostro metà ippopotamo e metà leonessa. In caso contrario il defunto sarebbe potuto entrare nel regno di Osiride e raggiungere così i campi di Iaru, una sorta di paradiso, dove gli ushabti, ometti di legno costruiti appositamente, avrebbero lavorato per soddisfare le sue necessità.
Prima di raggiungere però la gradita meta, l'anima del defunto doveva superare diversi ostacoli. Sulla barca del dio Ra, si doveva oltrepassare un lago infuocato, sorvegliato da quattro babbuini, affrontare coccodrilli, serpenti e il perfido Apofi, gigantesco mostro condannato in eterno a minacciare l'affondamento della barca di Ra. Unico aiuto per il defunto erano gli amuleti e le formule posti dai sacerdoti durante la mummificazione. La religione egizia è l'insieme delle credenze religiose, dei riti e delle relazioni con il sacro degli Egizi, fino all'avvento del Cristianesimo e dell'Islam.

## Religione funeraria
Gli Egiziani non consideravano la morte come estinzione completa dell'uomo, ma piuttosto la negavano ritenendo che ci fosse una continuazione della vita nell'oltretomba, concepita come una vera e propria immortalità. Per la concezione egizia nell'uomo vi sono degli elementi soprannaturali, comuni alla divinità, che permettono una vita senza fine:
- l'akh, la forza divina, rappresentata dal geroglifico dell'ibis;
- il ba, l'anima, raffigurata come un uccello (il benu, la fenice egizia);
- il ka, lo spirito o la forza vitale.

## Leggende
I miti egizi spesso risultano inseriti in cicli leggendari, che si sono sviluppati nel corso dei secoli attraverso le rielaborazioni sacerdotali. Questi racconti leggendari vennero spesso inglobati nei contesti dei vari gruppi divini, sia per giustificare l'origine del culto, sia per fornire una base soprannaturale ai centri cultuali. Di questi cicli mitici ci sono pervenute numerose varianti, relative a differenti tradizioni ed a varie localizzazioni. I principali cicli leggendari riguardano il dio Sole ed il mito di Osiride.

### Leggenda di Ra
Ra è senza dubbio una delle divinità più antiche e più venerate del pantheon egizio. Il culto del Sole ha conosciuto nei secoli molte varianti locali, che lo hanno rappresentato in varie forme e conosciuto mediante numerosi nomi. Tralasciando il suindicato Aton, il Sole venne adorato come Ra, raffigurato in genere come un globo incandescente che varca il cielo del mattino sulla sua barca e denominato Khepri ovvero “colui che viene al mondo”. Era rappresentato dallo scarabeo che fa rotolare il disco solare Atum davanti a sé, dio-Sole di Eliopoli, ed Horo, l'occhio del cielo.
Probabilmente la leggenda più famosa delle tante riguardanti il Sole è quella che si legge nel testo magico "La distruzione degli uomini". Ra dopo aver regnato a lungo sugli uomini e gli dei, si ritira. Gli uomini approfittando della sua assenza si ribellano. Ra decide di inviare sulla terra il suo occhio, alla vista del quale gli uomini si spaventano e fuggono nel deserto. In seguito, su consiglio degli altri dei che vogliono la continuazione della persecuzione, Ra manda Sekhmet, la dea leonessa. Ma non volendo la totale distruzione dell'umanità, versa sulla terra una birra rossa, simile al sangue. Sekhmet beve il liquido, si ubriaca e, trasformandosi in Hathor, la dea-vacca, e torna indietro senza aver compiuto il massacro. Ra, stanco e deluso, sale sul dorso di Nut, il cielo nel quale naviga sulla sua barca solare.

### Leggenda di Osiride
Il mito di Osiride, divenuto nel corso dei secoli la leggenda nazionale egizia, è il risultato della fusione di molte varianti, appartenenti a vari luoghi ed epoche diverse. La stessa possibile interpretazione del suo contenuto mitologico ha originato tesi differenti, dal raffronto delle quali si può avere un quadro complessivo della leggenda.
1. Interpretazione evemeristica: già conosciuta da Erodoto, vede in Osiride un re assassinato ed in seguito divinizzato.
2. Interpretazione naturalistica: il mito di Osiride simboleggerebbe il ciclo vegetativo (i colori nero e verde con i quali è raffigurato il dio rappresenterebbero la morte e la rinascita della vegetazione).
3. Interpretazione escatologica: la rinascita del dio viene vista come la possibilità di una vita dopo la morte.

La leggenda di Osiride può essere così riassunta:
Osiride portò la civiltà agli uomini, insegnò loro come coltivare la terra e produrre il vino e fu molto amato dal popolo. Seth, invidioso del fratello, cospirò per ucciderlo. Egli costruì in segreto una bara preziosa fatta appositamente per il fratello e poi tenne un banchetto, nel quale annunciò che ne avrebbe fatto dono a colui al quale si fosse adattata. Dopo che alcuni ebbero provato senza successo, Seth incoraggiò il fratello a provarla. Appena Osiride vi si adagiò dentro il coperchio venne chiuso e sigillato. Seth e i suoi amici gettarono la bara nel Nilo, facendo annegare Osiride. Questo atto simboleggerebbe l'annuale inondazione del Nilo. Iside con l'aiuto della sorella Nefti riportò Osiride alla vita usando i suoi poteri magici. Prima che si potesse vendicare, Seth uccise Osiride, fece a pezzi il suo corpo e nascose le quattordici (secondo alcune fonti: tredici o quindici) parti in vari luoghi. Iside e Nefti trovarono i pezzi (eccetto i genitali, che erano stati mangiati dal pesce Ossirinco). Ra mandò Anubi e Thot ad imbalsamare Osiride, ma Iside lo riportò in vita. Successivamente Osiride andò negli inferi per giudicare le anime dei morti, e così venne chiamato Neb-er-tcher ("il signore del limite estremo"). Il figlio che Osiride ebbe da Iside, Horus, quando fu abbastanza grande affrontò Seth in battaglia, per vendicare la morte del padre. Il combattimento fu lungo e cruento, Horus perse un occhio nella battaglia e Seth un testicolo. Il conflitto fu interrotto dagli altri dei, che decisero in favore di Horus e diedero a lui la sovranità del paese. Seth fu condannato e bandito dalla regione. In altre versioni le due divinità si riconciliarono, rappresentando l'unione dell'Alto e "Basso Egitto".

## Culto
Il sacerdozio egizio era strutturato in una complessa gerarchia, al cui più alto grado c'era il faraone. La decisione di costruire i templi e le relative cerimonie per la loro fondazione erano di prerogativa reale. I grandi sacerdoti, residenti nei centri di culto, presiedevano alle operazioni rituali in onore degli dei, come sostituti del re. Nel culto, la divinità era rappresentata da una statua collocata nel sancta sanctorum. Nei servizi giornalieri, essa veniva purificata, vestita e le veniva offerto il pasto quotidiano. Durante le feste annuali, il dio veniva portato trionfalmente in processione, spesso su barche in navigazione sul Nilo, ed era fatto oggetto di offerte e donazioni. Per l'occasione venivano organizzati banchetti sacri e rappresentazioni teatrali, che raccontavano gli avvenimenti principali della vita del dio.

### Templi
Un tempio egizio poteva essere grande (ad esempio il tempio di Abu Simbel) o piccolo. Alcuni templi sono: quello di Ptah a Menfi, l'Osireon (un tempio dedicato al dio Osiride), il tempio di Dendera e Luxor; esiste anche il complesso di Karnak.
Spesso vi erano raffigurazioni di dèi e faraoni egizi, vicino a file di sfingi.

### Annotazioni
1. ↑  Le presunte sorgenti del Nilo vennero scoperte solo nel 1937 dall'esploratore tedesco Burkhart Waldecker (1902-1964) nella parte meridionale dell'altopiano del Burundi.
2. ↑  Il termine visir viene anacronisticamente utilizzato per indicare, nell'antico Egitto, il più alto funzionario dell'entourage faraonico.
3. ↑  Proprio contro lo strapotere dei "preti" di Amon si scatenò la c.d. Eresia amarniana che diminuiva grandemente il culto del pantheon egizio, e di Amon in particolare, a favore di un dio unico, Aton, e costituendo, di fatto, una forma di monoteismo o in realtà, più esattamente, di enoteismo. Con i successori di Amenofi IV/Akhenaton, con la restaurazione degli antichi culti iniziata sotto Tutankhamon e portata a termine sotto Horemheb i "preti" di Amon ripresero il sopravvento e i Profeti tornarono a ricoprire cariche così importanti che alla fine della XX dinastia (regnante Ramses XI) Herihor, Primo Profeta di Amon, rese la carica ereditaria dando così vita ad una dinastia parallela che governò la regione tebana durante parte del Terzo Periodo Intermedio, in concomitanza con le dinastie XXI e XXII.
4. ↑  La dotazione (Kurt Sethe, Urk IV, pp. 1215 e segg.) del Primo Profeta prevedeva: abitazione, maggiordomo, capo della casa, guardiano della camera, un attendente, un domestico, uno schiavo nubiano, uno scriba, uno scriba della tavola, uno scriba della corrispondenza, un acquaiolo, un battelliere, un capo dei marinai dell'imbarcazione e i relativi marinai. La dotazione per il Secondo Profeta Amenhotep prevedeva: abitazione, uno scriba, un maggiordomo segretario della corrispondenza, un segretario, servi, un coppiere, una guardia del corpo, più attendenti, un pescatore.
5. ↑  Si trattava dei suoi primi 10 anni di regno, in seguito smise tale pratica. (in  Matthew Firestone, Zora O'Neill, Anthony Sattin, Rafael Wlodarski, Dizionario Larousse della civiltà egizia p. 36, Gremese, 2002, ISBN 978-88-8440-144-1.)
6. ↑  Secondo Rudolf Steiner la tecnica della mummificazione egiziana avrebbe indotto l'anima dei defunti, che si sarebbero poi reincarnati, a mantenere l'attenzione sul corpo rimasto sulla terra, determinando poi un'influenza sul materialismo crescente delle epoche successive. (Steiner, Universo, terra e uomo, edizione Antroposofica (2005).

### Fonti
1. ↑   Peter N. Stearns, The Encyclopedia of World History, 2001.
2. ↑  Nicolas Grimal, Storia dell'Antico Egitto (1990-2011).
3. ↑  Shaw 2003, pp. 17, 67-9.
4. ↑  Shaw 2003, p. 17.
5. ↑  (EN) Salima Ikram, Choice Cuts: Meat Production in Ancient Egypt, Peeters Publishers, 1º gennaio 1995, ISBN 9789068317459. URL consultato il 28 aprile 2017.
6. ↑  Hayes, W. C. (10/1964). "Most Ancient Egypt: Chapter III. The Neolithic and Chalcolithic Communities of Northern Egypt". JNES (4ª ed.). 23 (4): 217–272.
7. ↑  Childe, V. Gordon (1953), New Light on the Most Ancient Near East, Praeger Publications.
8. ↑  Barbara G. Aston, James A. Harrell, Ian Shaw (2000). Paul T. Nicholson & Ian Shaw (a cura di). "Stone," in Ancient Egyptian Materials and Technology, Cambridge, 5-77, pp. 46-7.
Barbara G. Aston (1994). "Ancient Egyptian Stone Vessels," Studien zur Archäologie und Geschichte Altägyptens 5, Heidelberg, pp. 23-6
9. ↑  Patai, Raphael (1998), Children of Noah: Jewish Seafaring in Ancient Times. Princeton Uni Press.
10. ↑   Naqada chronology, su ucl.ac.uk. URL consultato il 28 aprile 2017 (archiviato il 19 novembre 2018).
11. 1 2  Shaw 2003, p. 61.
12. ↑  Emberling, Geoff (2011). Nubia: Ancient Kingdoms of Africa. New York: Institute for the Study of the Ancient World. ISBN 978-0-615-48102-9. p. 8.
13. ↑  (EN) The Qustul Incense Burner | The Oriental Institute of the University of Chicago, su oi.uchicago.edu. URL consultato il 28 aprile 2017 (archiviato il 28 settembre 2019).
14. ↑   Faience in Egypt, su ucl.ac.uk. URL consultato il 28 aprile 2017 (archiviato il 4 maggio 2019).
15. ↑  Allen, James P. (2000). Middle Egyptian: An Introduction to the Language and Culture of Hieroglyphs. Cambridge, UK: Cambridge University Press. ISBN 0-521-77483-7. p. 1.
16. ↑  Robins 1997, p. 32.
17. ↑  Clayton 1994, p. 6.
18. ↑  Edwards, I.E.S. (1971), "The early dynastic period in Egypt", The Cambridge Ancient History, 1, Cambridge: Cambridge University Press. p. 11.
19. ↑  Shaw 2003, pp. 78-80.
20. ↑  Clayton 1994, pp. 12-3.
21. ↑  Shaw 2003, p. 70.
22. ↑   Information, Early Dynastic Egypt, su ucl.ac.uk. URL consultato il 29 aprile 2017 (archiviato il 19 novembre 2018).
23. ↑  James 2005, p. 40.
24. ↑  Shaw 2003, p. 102.
25. ↑  Shaw 2003, pp. 116-7.
26. ↑   BBC - History - Ancient History in depth: The Fall of the Egyptian Old Kingdom, su bbc.co.uk. URL consultato il 29 aprile 2017 (archiviato il 6 maggio 2019).
27. ↑  Clayton 1994,  p. 69.
28. ↑  Zahi Hawass, The Khufu Statuette. pp. 379-94.
29. ↑  Shaw 2003, p. 120.
30. 1 2  Shaw 2003, p. 146.
31. ↑  Clayton 1994, p. 29.
32. ↑  Shaw 2003, p. 148.
33. ↑  Shaw (2003, p. 146.
34. ↑  Clayton 1994, p. 79.
35. ↑  Shaw 2003, p. 158.
36. ↑  Shaw 2003, pp. 179-82.
37. ↑  Robins 1997, p. 90.
38. ↑  Shaw 2003, p. 188.
39. ↑  B. Fay: Amenemhat V -Vienna/Aswan, in: Mitteilungen des Deutschen Archäologischen Instituts, Kairo 44 (1988), 67-77.
40. 1 2  Ryholt, 1997, p. 310.
41. ↑  Shaw 2003, p. 189.
42. ↑  Shaw 2003, p. 224.
43. ↑  Rachet 1994, p. 158.
44. ↑  James 2005, p. 48.
45. ↑  Rachet 1994, p. 173.
46. ↑  Rachet 1994, pp. 111-2.
47. ↑  Clayton 1994, p. 104.
48. ↑   Esempio di immagine erasa di Hatshepsut (JPG), su c.photoshelter.com. URL consultato il 29 aprile 2019 (archiviato dall'url originale il 30 agosto 2021).
49. ↑   Esempio 2 di immagine erasa di Hatshepsut (JPG), su c.photoshelter.com. URL consultato il 29 aprile 2019 (archiviato dall'url originale il 30 agosto 2021).
50. 1 2  Rachet 1994, pp. 28-9, 34-5, 58-9, 218-9.
51. ↑   Horemheb, in Ancient History Encyclopedia. URL consultato il 30 aprile 2017 (archiviato il 16 febbraio 2017).
52. ↑  Clayton 1994, p. 146.
53. ↑  Shaw 2003, pp. 289-90.
54. ↑  (EN) Syria | history - geography, in Encyclopedia Britannica. URL consultato il 30 aprile 2017 (archiviato il 6 luglio 2017).
55. ↑  James 2005, p. 54.
56. ↑   Pendant with the Name of King Osorkon II: the God Osiris's Family. URL consultato il 1º maggio 2017 (archiviato il 2 febbraio 2012).
57. ↑  Rachet 1994, pp. 295-6.
58. ↑  Cerny 1975, p. 685.
59. ↑  Rachet 1994, p. 70.
60. ↑  (EN) Troy L. Sagrillo, The geographic origins of the ‘Bubastite' Dynasty and possible locations for the royal residence and burial place of Shoshenq I. URL consultato il 1º maggio 2017 (archiviato il 28 novembre 2017).
61. ↑  (EN) Qarqar (853 BCE) - Livius, su livius.org. URL consultato il 1º maggio 2017 (archiviato il 29 aprile 2017).
62. 1 2   Emberling, Geoff, Nubia: Ancient Kingdoms of Africa, New York, Institute for the Study of the Ancient World, 2011,  pp. 9-10, ISBN 978-0-615-48102-9.
63. ↑  Rachet 1994, p. 223.
64. ↑  Shaw 2003, p. 345.
65. ↑  (EN) Sarah Schellinger, The Victory Stela of Piankhi (ca. 725 BCE), in Milestone Documents in World History: Exploring the Primary Sources that Shaped the Earth, vol. I 2350 BCE – 1058 CE, Brian Bonhomme, ed.. URL consultato il 1º maggio 2017 (archiviato il 30 agosto 2017).
66. ↑  Rachet 1994, p. 224.
67. ↑  Rachet 1994, p. 247.
68. 1 2 3 4 5  Rachet 1994, pp. 55-6.
69. 1 2  Aubin, 2002, pp. 6-13, 152-153, 160.
70. 1 2 3  Rachet 1994, p. 257.
71. 1 2  Rachet 1994, pp. 275-6.
72. ↑  Rachet 1994, pp. 153-4.
73. 1 2  Rachet 1994, pp. 55-6, 217-8.
74. ↑  Rachet 1994, pp. 257-8.
75. ↑  Shaw 2003, p. 383.
76. ↑  Shaw 2003, p. 385.
77. 1 2 3  Rachet 1994, p. 177.
78. ↑  Rachet 1994, p. 31.
79. ↑  Shaw 2003, p. 405.
80. ↑  Shaw 2003, p. 411.
81. ↑  Shaw 2003, p. 418.
82. ↑  James 2005, p. 62.
83. ↑  James 2005, p. 63.
84. ↑  Shaw 2003, p. 426.
85. 1 2  Shaw 2003, p. 422.
86. ↑  Shaw 2003, p. 431.
87. ↑   Henry Chadwick, The Church in Ancient Society, Oxford University Press, 2001,  p. 373, ISBN 0-19-924695-5.
88. ↑  Shaw 2003, p. 445.
89. ↑  Eva Cantarella e Giulio Guidorizzi, POLIS, pag.64
90. ↑  Pietro Testa (2009), Cospirazioni e furti nell'Egitto della XX Dinastia, Roma, Ananke, pp. 27-32.
91. 1 2 3  Pietro Testa (2009), p. 28.
92. ↑  Kurt Heinrich Sethe (1933), Urkunden des ægyptischen Altertums, vol. IV, Urkunden der 18. Dynastie, Leipzig, Hinrichs'sche Buchhandlung.
93. ↑  Pietro Testa (2009), p. 30.
94. ↑  G. Lefebvre (1920), Histoire des grands prétres d'Amon de Karnak jusqu'à la XXI dynastie, Parigi
95. ↑  Michel Gitton (1981), L'épouse du dieu, Ahmes Néfertary: documents sur sa vie et son culte posthume, in Annales littéraires de l'Université de Besançon, vol. 172/15.
96. ↑   Matthew Firestone, Zora O'Neill, Anthony Sattin, Rafael Wlodarski, Egitto, quinta edizione p. 347, EDT srl, 2008, ISBN 978-88-6040-296-7.
97. ↑   Eugen Strouhal, Evžen Strouhal, Werner Forman, Life of the ancient Egyptians p. 199, Editorial Galaxia, 1992, ISBN 978-0-8061-2475-9.
98. ↑  Loprieno, 1995, p. 2137.
99. ↑  Loprieno, 2004, p. 161.
100. ↑  Loprieno, 2004, p. 162.
101. ↑  Loprieno, 1995, pp. 2137-2138.
102. ↑  Vittman (1991) pp. 197–227
103. ↑  "Favole e racconti dell'Egitto faraonico", a cura di Aldo Troisi, ed. Fabbri Editori, Milano, 2001 pp. 1-21
104. ↑  Imhausen, 2007, p. 13.
105. ↑  Imhausen, 2007, p. 11.
106. ↑  Clarke e Engelbach, 1990, p. 222.
107. ↑  Clarke e Engelbach, 1990, p. 217.
108. ↑  Clarke e Engelbach, 1990, p. 218.
109. ↑  Gardiner (1957) p. 197
110. 1 2  Strouhal (1989) p. 241
111. ↑  Imhausen, 2007, p. 31.
112. ↑  Kemp (1989) p. 138
113. ↑  "I testi medici dell'antico Egitto", di Thierry Bardinet, pubbl. su "Le Scienze (America Scientific)" num. 340, dic. 1996, pp.74-80
114. ↑  "Paleobiologia degli egizi", di Brunetto Chiarelli, pubbl. su "Le Scienze (Scientific American)", num. 132, ago. 1979, pp. 57-64
115. ↑  Curt Sachs, The History of Musical Instruments, Norton, New York, 1940

### Fonti storiche
Le fonti storiche delle dinastie egizie sono:
- Papiro dei Re: elenco di tutti i sovrani, compresi quelli minori e quelli considerati usurpatori (redatto durante il regno di Ramses II);
- cronaca di Manetone: suddivisione della storia dell'Egitto in 30 dinastie, da Menes ad Alessandro Magno (redatta durante il regno dei primi due Tolomei). Nessuna copia originale ci è pervenuta e se ne conosce l'esistenza poiché riportata da scrittori e storici successivi quali Sesto Giulio Africano (inizio del III secolo d.C.) ed Eusebio di Cesarea (inizio del IV secolo d.C.);
- Lista di Abido: elenco di 76 antenati di Seti I inciso sulle pareti del tempio della città;
- Lista di Saqqara: riporta i cartigli di 57 sovrani omaggiati da Ramses II;
- Sala degli antenati: elenco di 61 antenati di Thutmose III (rilievo nel tempio di Luxor);
- Pietra di Palermo: lista dei re, dei nomi delle loro madri e, di anno in anno, del livello raggiunto dalla piena del Nilo.